# Schmalspurbahn Wilkau-Haßlau–Carlsfeld
| Ausschnitt der Streckenkarte Sachsen 1902 |                               |                                                                  |                                                                  |
| Streckennummer (DB): | 6973; sä. WCd                 |                                                                  |                                                                  |
| Kursbuchstrecke: | 143d (1934) 171h (1946, 1965) |                                                                  |                                                                  |
| Streckenlänge: | 41,961 km                     |                                                                  |                                                                  |
| Spurweite: | 750 mm (Schmalspur)           |                                                                  |                                                                  |
| Maximale Neigung: | 50 ‰                          |                                                                  |                                                                  |
| Minimaler Radius: | 50 m                          |                                                                  |                                                                  |
| Streckengeschwindigkeit: | 25 km/h                       |                                                                  |                                                                  |
| |                               |                                                                  |                                                                  |
| \| \| -0,228 \| Wilkau-Haßlau (Anschluss an Strecke Schwarzenberg–Zwickau) \| 279 m \| \| \| \| \| \| \| \| 0,255 \| Rödelbach (20 m) \| Rödelbach (20 m) \| \| \| 0,864 \| Rödelbach (31 m) \| Rödelbach (31 m) \| \| \| 1,000 \| Wilkau-Haßlau Hp \| 281 m \| \| \| 1,260 \| Bundesautobahn 72 \| Bundesautobahn 72 \| \| \| 3,070 \| Culitzsch (bis 1923/24) \| Culitzsch (bis 1923/24) \| \| \| 3,670 \| Cunersdorf (b Kirchberg/Sachs) \| 307 m \| \| \| 4,479 \| Cunersdorf (b Kirchberg/Sachs) Hst \| 317 m \| \| \| 6,498 \| Kirchberg (Sachs) \| 335 m \| \| \| 7,228 \| Rödelbach (33 m) \| Rödelbach (33 m) \| \| \| 7,300 \| Viadukt Kirchberg \| Viadukt Kirchberg \| \| \| 7,499 \| Kirchberg (Sachs) Hp \| 348 m \| \| \| 7,642 \| Rödelbach (25 m) \| Rödelbach (25 m) \| \| \| 8,873 \| Saupersdorf unt Bf \| 370 m \| \| \| 8,126 \| Rödelbach (17 m) \| Rödelbach (17 m) \| \| \| 8,443 \| Rödelbach (27 m) \| Rödelbach (27 m) \| \| \| 9,280 \| Rödelbach (11 m) \| Rödelbach (11 m) \| \| \| 10,052 \| Saupersdorf ob Bf \| 386 m \| \| \| 10,375 \| Rödelbach (10 m) \| Rödelbach (10 m) \| \| \| 11,650 \| Hartmannsdorf (b Saupersdorf) \| 410 m \| \| \| 13,867 \| Oberhartmannsdorf (Sachs) \| 447 m \| \| \| 13,931 \| Rödelbach (10 m) \| Rödelbach (10 m) \| \| \| 15,045 \| Bärenwalde (Sachs) \| 476 m \| \| \| 16,828 \| Obercrinitz \| 511 m \| \| \| 21,504 \| Rothenkirchen (Vogtl) \| 618 m \| \| \| 22,563 \| Brücke Wirtschaftsweg (13 m) \| Brücke Wirtschaftsweg (13 m) \| \| \| 23,498 \| Stützengrün (früher Oberstützengrün) \| 629 m \| \| \| 23,962 \| Großer Stützengrüner Viadukt (119 m) \| Großer Stützengrüner Viadukt (119 m) \| \| \| 24,344 \| Wegüberführung \| Wegüberführung \| \| \| 24,536 \| Kleiner Stützengrüner Viadukt (86 m) \| Kleiner Stützengrüner Viadukt (86 m) \| \| \| 24,90 \| Stützengrün-Neulehn (seit 2001) \| Stützengrün-Neulehn (seit 2001) \| \| \| 25,455 \| Stützengrün Hp \| 656 m \| \| \| 26,374 \| Schindangerbrücke (12 m) \| Schindangerbrücke (12 m) \| \| \| 26,970 \| Schönheide Nord (früher Neuheide) \| 650 m \| \| \| 27,205 \| Sauerbachbrücke (12 m) \| Sauerbachbrücke (12 m) \| \| \| 28,810 \| Schönheide Mitte (früher Schönheide) \| 678 m \| \| \| 29,052 \| Wegüberführung \| Wegüberführung \| \| \| 29,192 \| Wegüberführung \| Wegüberführung \| \| \| 29,330 \| (Scheitelpunkt) \| 686 m \| \| \| \| \| \| \| \| 29,850 \| Schönheide West (früher Ober-Schönheide) \| Schönheide West (früher Ober-Schönheide) \| \| \| \| \| \| \| \| 31,107 \| Eierbrücke \| Eierbrücke \| \| \| 33,002 \| EÜ Wirtschaftsweg (12 m) \| EÜ Wirtschaftsweg (12 m) \| \| \| 33,765 \| Muldentalviadukt über Bundesstraße 283 / Zwickauer Mulde (162 m) \| Muldentalviadukt über Bundesstraße 283 / Zwickauer Mulde (162 m) \| \| \| 33,886 \| Chemnitz–Adorf \| Chemnitz–Adorf \| \| \| 33,978 \| Zwickauer Mulde \| Zwickauer Mulde \| \| \| \| \| \| \| \| 34,303 \| Schönheide Süd (früher Wilzschhaus) \| 596 m \| \| \| \| \| \| \| \| \| (Anschluss an Strecke Chemnitz–Adorf) \| \| \| \| 34,425 \| Zwickauer Mulde \| Zwickauer Mulde \| \| \| 36,235 \| Wiesenhaus \| 633 m \| \| \| 37,030 \| Wilzsch \| Wilzsch \| \| \| 37,830 \| Bachunterführung Wölfebächel \| Bachunterführung Wölfebächel \| \| \| 37,918 \| Wilzschmühle \| 680 m \| \| \| 38,645 \| Wilzsch (13 m) \| Wilzsch (13 m) \| \| \| 39,398 \| Blechhammer \| 738 m \| \| \| 41,143 \| Wilzsch (15 m) \| Wilzsch (15 m) \| \| \| 41,517 \| Anschl. Glashütte \| Anschl. Glashütte \| \| \| \| \| \| \| \| 41,560 \| Wilzsch (23 m) \| Wilzsch (23 m) \| \| \| 41,634 \| Carlsfeld \| 816 m \| |                               |                                                                  |                                                                  |
| Kopfbahnhof Streckenanfang (Strecke außer Betrieb) | -0,228                        | Wilkau-Haßlau (Anschluss an Strecke Schwarzenberg–Zwickau)       | 279 m                                                            |
| |                               |                                                                  |                                                                  |
| Brücke (Strecke außer Betrieb) | 0,255                         | Rödelbach (20 m)                                                 | Rödelbach (20 m)                                                 |
| Brücke (Strecke außer Betrieb) | 0,864                         | Rödelbach (31 m)                                                 | Rödelbach (31 m)                                                 |
| Haltepunkt / Haltestelle (Strecke außer Betrieb) | 1,000                         | Wilkau-Haßlau Hp                                                 | 281 m                                                            |
| Strecke mit Straßenbrücke (Strecke außer Betrieb) | 1,260                         | Bundesautobahn 72                                                | Bundesautobahn 72                                                |
| Haltepunkt / Haltestelle (Strecke außer Betrieb) | 3,070                         | Culitzsch (bis 1923/24)                                          | Culitzsch (bis 1923/24)                                          |
| Dienststation / Betriebs- oder Güterbahnhof (Strecke außer Betrieb) | 3,670                         | Cunersdorf (b Kirchberg/Sachs)                                   | 307 m                                                            |
| Haltepunkt / Haltestelle (Strecke außer Betrieb) | 4,479                         | Cunersdorf (b Kirchberg/Sachs) Hst                               | 317 m                                                            |
| Bahnhof (Strecke außer Betrieb) | 6,498                         | Kirchberg (Sachs)                                                | 335 m                                                            |
| Brücke (Strecke außer Betrieb) | 7,228                         | Rödelbach (33 m)                                                 | Rödelbach (33 m)                                                 |
| Brücke (Strecke außer Betrieb) | 7,300                         | Viadukt Kirchberg                                                | Viadukt Kirchberg                                                |
| Haltepunkt / Haltestelle (Strecke außer Betrieb) | 7,499                         | Kirchberg (Sachs) Hp                                             | 348 m                                                            |
| Brücke (Strecke außer Betrieb) | 7,642                         | Rödelbach (25 m)                                                 | Rödelbach (25 m)                                                 |
| Bahnhof (Strecke außer Betrieb) | 8,873                         | Saupersdorf unt Bf                                               | 370 m                                                            |
| Brücke (Strecke außer Betrieb) | 8,126                         | Rödelbach (17 m)                                                 | Rödelbach (17 m)                                                 |
| Brücke (Strecke außer Betrieb) | 8,443                         | Rödelbach (27 m)                                                 | Rödelbach (27 m)                                                 |
| Brücke (Strecke außer Betrieb) | 9,280                         | Rödelbach (11 m)                                                 | Rödelbach (11 m)                                                 |
| Bahnhof (Strecke außer Betrieb) | 10,052                        | Saupersdorf ob Bf                                                | 386 m                                                            |
| Brücke (Strecke außer Betrieb) | 10,375                        | Rödelbach (10 m)                                                 | Rödelbach (10 m)                                                 |
| Haltepunkt / Haltestelle (Strecke außer Betrieb) | 11,650                        | Hartmannsdorf (b Saupersdorf)                                    | 410 m                                                            |
| Haltepunkt / Haltestelle (Strecke außer Betrieb) | 13,867                        | Oberhartmannsdorf (Sachs)                                        | 447 m                                                            |
| Brücke (Strecke außer Betrieb) | 13,931                        | Rödelbach (10 m)                                                 | Rödelbach (10 m)                                                 |
| Bahnhof (Strecke außer Betrieb) | 15,045                        | Bärenwalde (Sachs)                                               | 476 m                                                            |
| Haltepunkt / Haltestelle (Strecke außer Betrieb) | 16,828                        | Obercrinitz                                                      | 511 m                                                            |
| Bahnhof (Strecke außer Betrieb) | 21,504                        | Rothenkirchen (Vogtl)                                            | 618 m                                                            |
| Brücke (Strecke außer Betrieb) | 22,563                        | Brücke Wirtschaftsweg (13 m)                                     | Brücke Wirtschaftsweg (13 m)                                     |
| Bahnhof (Strecke außer Betrieb) | 23,498                        | Stützengrün (früher Oberstützengrün)                             | 629 m                                                            |
| Brücke (Strecke außer Betrieb) | 23,962                        | Großer Stützengrüner Viadukt (119 m)                             | Großer Stützengrüner Viadukt (119 m)                             |
| Strecke mit Straßenbrücke (Strecke außer Betrieb) | 24,344                        | Wegüberführung                                                   | Wegüberführung                                                   |
| Brücke (Strecke außer Betrieb) | 24,536                        | Kleiner Stützengrüner Viadukt (86 m)                             | Kleiner Stützengrüner Viadukt (86 m)                             |
| Haltepunkt / Haltestelle Strecke bis hier außer Betrieb | 24,90                         | Stützengrün-Neulehn (seit 2001)                                  | Stützengrün-Neulehn (seit 2001)                                  |
| Bahnhof | 25,455                        | Stützengrün Hp                                                   | 656 m                                                            |
| Brücke | 26,374                        | Schindangerbrücke (12 m)                                         | Schindangerbrücke (12 m)                                         |
| Haltepunkt / Haltestelle | 26,970                        | Schönheide Nord (früher Neuheide)                                | 650 m                                                            |
| Brücke | 27,205                        | Sauerbachbrücke (12 m)                                           | Sauerbachbrücke (12 m)                                           |
| Kopfbahnhof Strecke ab hier außer Betrieb | 28,810                        | Schönheide Mitte (früher Schönheide)                             | 678 m                                                            |
| Strecke mit Straßenbrücke (Strecke außer Betrieb) | 29,052                        | Wegüberführung                                                   | Wegüberführung                                                   |
| Strecke mit Straßenbrücke (Strecke außer Betrieb) | 29,192                        | Wegüberführung                                                   | Wegüberführung                                                   |
| Kulminations-/Scheitelpunkt (Strecke außer Betrieb) | 29,330                        | (Scheitelpunkt)                                                  | 686 m                                                            |
| |                               |                                                                  |                                                                  |
| Bahnhof (Strecke außer Betrieb) | 29,850                        | Schönheide West (früher Ober-Schönheide)                         | Schönheide West (früher Ober-Schönheide)                         |
| |                               |                                                                  |                                                                  |
| Strecke mit Straßenbrücke (Strecke außer Betrieb) | 31,107                        | Eierbrücke                                                       | Eierbrücke                                                       |
| Brücke (Strecke außer Betrieb) | 33,002                        | EÜ Wirtschaftsweg (12 m)                                         | EÜ Wirtschaftsweg (12 m)                                         |
| Brücke (Strecke außer Betrieb) | 33,765                        | Muldentalviadukt über Bundesstraße 283 / Zwickauer Mulde (162 m) | Muldentalviadukt über Bundesstraße 283 / Zwickauer Mulde (162 m) |
| Kreuzung geradeaus oben (Strecken außer Betrieb) | 33,886                        | Chemnitz–Adorf                                                   | Chemnitz–Adorf                                                   |
| Brücke (Strecke außer Betrieb) | 33,978                        | Zwickauer Mulde                                                  | Zwickauer Mulde                                                  |
| |                               |                                                                  |                                                                  |
| Kopfbahnhof Strecke bis hier außer Betrieb | 34,303                        | Schönheide Süd (früher Wilzschhaus)                              | 596 m                                                            |
| |                               |                                                                  |                                                                  |
| |                               | (Anschluss an Strecke Chemnitz–Adorf)                            |                                                                  |
| Brücke (Strecke außer Betrieb) | 34,425                        | Zwickauer Mulde                                                  | Zwickauer Mulde                                                  |
| Haltepunkt / Haltestelle (Strecke außer Betrieb) | 36,235                        | Wiesenhaus                                                       | 633 m                                                            |
| Brücke (Strecke außer Betrieb) | 37,030                        | Wilzsch                                                          | Wilzsch                                                          |
| Brücke (Strecke außer Betrieb) | 37,830                        | Bachunterführung Wölfebächel                                     | Bachunterführung Wölfebächel                                     |
| Haltepunkt / Haltestelle (Strecke außer Betrieb) | 37,918                        | Wilzschmühle                                                     | 680 m                                                            |
| Brücke (Strecke außer Betrieb) | 38,645                        | Wilzsch (13 m)                                                   | Wilzsch (13 m)                                                   |
| Haltepunkt / Haltestelle (Strecke außer Betrieb) | 39,398                        | Blechhammer                                                      | 738 m                                                            |
| Brücke (Strecke außer Betrieb) | 41,143                        | Wilzsch (15 m)                                                   | Wilzsch (15 m)                                                   |
| Abzweig geradeaus und nach rechts (Strecke außer Betrieb) | 41,517                        | Anschl. Glashütte                                                | Anschl. Glashütte                                                |
| |                               |                                                                  |                                                                  |
| Brücke | 41,560                        | Wilzsch (23 m)                                                   | Wilzsch (23 m)                                                   |
| Kopfbahnhof Streckenende | 41,634                        | Carlsfeld                                                        | 816 m                                                            |

Die Schmalspurbahn Wilkau-Haßlau–Carlsfeld war die erste, steilste und längste sächsische Schmalspurbahn. Die rund 42 Kilometer lange Bahnstrecke mit einer Spurweite von 750 Millimetern verlief von Wilkau-Haßlau über Kirchberg und Schönheide nach Carlsfeld durchgehend im Westerzgebirge, lediglich bei Rothenkirchen berührte die Strecke das Vogtland. Die ab 1881 in vier Abschnitten eröffnete Strecke gehörte zu den stärker frequentierten Schmalspurbahnen. Zwischen 1965 und 1977 wurde der Verkehr schrittweise beendet.
Seit der politischen Wende im Osten Deutschlands arbeiten zwei Museumsbahnvereine an einem abschnittsweisen Wiederaufbau als Museumsbahn. Bislang wurden außer einem circa vier Kilometer langen Streckenabschnitt bei Schönheide Mitte auch die beiden Bahnhofsanlagen Schönheide Süd und Carlsfeld teilweise wiederaufgebaut.

## Geschichte

### Vorgeschichte
Mitte des 19. Jahrhunderts war die Verkehrsanbindung der Stadt Kirchberg sowie ihrer Umgebung äußerst schlecht. Lediglich eine Botenpost verkehrte viermal die Woche – ab 1850 täglich – zwischen Kirchberg und Silberstraße, die 1855 durch eine zweimal täglich fahrende Postkutsche ergänzt wurde. Durch den Aufschwung der Textilindustrie im Raum Kirchberg stieg das Verkehrsbedürfnis ab den 1860er Jahren weiter an. Einer weiteren ungebremsten Entwicklung der Textilindustrie stand allerdings die Wasserkraft als Antriebsmittel, deren Nutzung nicht nur begrenzt, sondern auch noch jahreszeitlichen Schwankungen unterworfen war, entgegen. Mit einem Eisenbahnbau wäre der Anschluss ans aufstrebende Zwickauer Steinkohlenrevier verbessert worden. Neben den niedrigeren Transportkosten wäre dadurch die Industrie unabhängiger von der Wasserkraft geworden, da bislang Steinkohleimporte aus anderen Gegenden nur schwer möglich waren. Braunkohleimporte aus Böhmen, wie sie für weite Teile des Erzgebirges und Erzgebirgsvorlandes bis ins 20. Jahrhundert typisch waren und oft mit ein Grund zum Bau von Bahnstrecken waren spielten im Kirchberger Raum keine Rolle.
Bereits 1864 erhielt eine private Gesellschaft die Konzession zum Bahnbau, das Projekt wurde aber wie ein weiteres von 1875 wegen finanzieller Probleme nicht durchgeführt. 1866/67 wurde lediglich eine Chaussee zwischen Wilkau und Kirchberg gebaut und 1868 der Haltepunkt Wilkau an der 1858 eröffneten Bahnstrecke Schwarzenberg–Zwickau eingerichtet, doch mit diesen Maßnahmen verbesserte sich die Verkehrsanbindung von Kirchberg schon beträchtlich.
Im Sächsischen Landtag kam 1876/77 erstmals die Idee einer Schmalspurbahn auf, nachdem der Bau und rentable Betrieb einer Normalspurstrecke durch die parallel gelegene Chaussee nicht möglich erschien. Obwohl die Strecke schon genehmigt war, reichten im November 1877 Kirchberger Bürger eine Petition ein, da die Leistungsfähigkeit einer Schmalspurbahn angezweifelt wurde. Auch wies man auf die systembedingten Nachteile, wie beispielsweise das notwendige arbeitsintensive Umladen aller Güter, gegenüber einer Normalspurbahn hin. Die sächsische Regierung verwies auf die Vorteile, die schmalspurige Bahnen, deren Bau laut einem königlichen Dekret vom 5. November 1877 in Zukunft befürwortet wurde, für die Landeserschließung brächten. So seien die Baukosten niedriger, und die Bahnhöfe könnten näher an die Ortschaften herangelegt werden. Trotzdem wurde für die Schmalspurbahn im Landtag immer noch keine Mehrheit erreicht.
1879 wurde im nächsten Dekret nochmals auf den Bau von Schmalspurbahnen hingewiesen, so sollten neben der Bahn nach Kirchberg die Strecken Oschatz–Mügeln–Döbeln mit einer Stichbahn nach Wermsdorf, Hainsberg–Schmiedeberg und Leipzig–Geithain (als einzige später als Normalspurbahn gebaut) schmalspurig erbaut werden. Positiv wurden bei der Schmalspurbahn vor allem die Option der Verlängerung nach Saupersdorf und die Möglichkeit, zahlreiche Anschlussgleise verlegen zu können, hervorgehoben. Am 2. März 1880 fand das Bahnprojekt Wilkau–Kirchberg dann eine Mehrheit, der Bau, dessen Baukosten man mit 705.000 Mark veranschlagte, wurde inklusive einer Verlängerung nach Saupersdorf beschlossen.

### Streckenbau bis Kirchberg und Saupersdorf

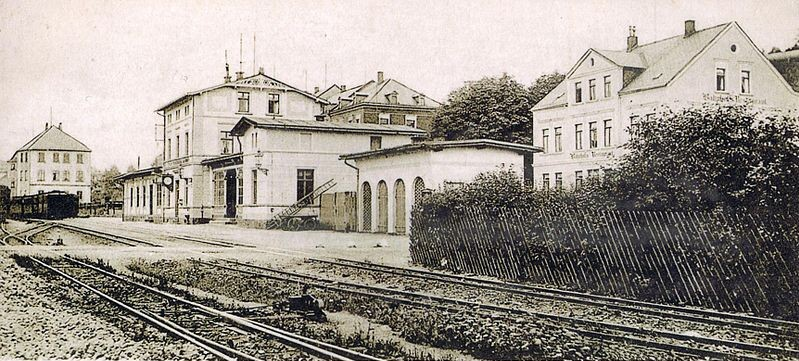
Bahnhof Kirchberg um 1900

Im April 1880 konnte schließlich mit den Vorarbeiten zu Sachsens erster Schmalspurbahn begonnen werden. Im Frühjahr 1881 erfolgte die Bekanntgabe der genauen Linienführung und die Vergabe der Bauaufträge. Die Bauarbeiten begannen am 10. Mai 1881 beim sogenannten „Hasenloch“ mit der Errichtung einer Stützmauer zum Rödelbach. Da ein Großteil der Schienen am Rand der Chaussee Wilkau–Kirchberg verlegt wurde, entfielen aufwendige Erdarbeiten, und die Arbeiten schritten recht zügig voran. Beschäftigt wurden für den Bahnbau durchschnittlich 112 Personen, der Höchststand waren 226 Arbeitskräfte im August 1881. Der Kirchberger Bahnhof wurde am 25. September 1881 erstmals von einer Baulokomotive der Firma Lehmann befahren. Nach nicht einmal einem halben Jahr Bauzeit war die Strecke und fast alle dazugehörigen Gebäude fertiggestellt und am 16. Oktober 1881 unter reger Anteilnahme der Bevölkerung feierlich eröffnet. Der planmäßige Betrieb wurde am 17. Oktober 1881 aufgenommen. Die erste Bahnverwalterei entstand in Kirchberg. Sie kümmerte sich auf der gesamten Strecke mit Ausnahme des Bahnhofs Wilkau um Betriebsführung und Verwaltung. Maßgeblich war dafür die „Anordnung über den Betrieb auf schmalspurigen Secundäreisenbahnen der Königlichen Sächsischen Staatseisenbahnen“.
Der sächsische Finanzminister Leonce von Könneritz lud am 30. November 1881 die zwei Kammern des Sächsischen Landtags zur Schmalspurbahn ein, vor Ort sollten die Vertreter die Bahn besichtigen und sich von deren Leistungsfähigkeit überzeugen. Da das Ergebnis überzeugte, wurden zukünftig vermehrt Schmalspurstrecken genehmigt.
Bereits seit dem September desselben Jahres wurde an der Verlängerung ins benachbarte Saupersdorf gearbeitet. Obwohl der neue Streckenabschnitt sehr kurz war (die Länge betrug nicht einmal vier Kilometer), entwickelte sich der Bau zu einer sehr komplizierten Angelegenheit, da zahlreiche Stützmauern und Brücken entlang des Rödelbachs notwendig wurden. So ist es zu erklären, dass dieses kurze Baustück Kirchberg–Saupersdorf erst über ein Jahr später am 30. Oktober 1882 feierlich eröffnet werden konnte. Im Plandienst wurde dieses Stück ab dem 1. November 1882 befahren.

### Verlängerung nach Wilzschhaus

Strecke bei Hartmannsdorf (um 1900)

Bereits nach der Eröffnung des Abschnitts Wilkau-Kirchberg gab es Überlegungen die Schmalspurbahn über Saupersdorf hinaus weiterzuführen. Zwar fehlte einigen der betroffenen Ortschaften noch die wirtschaftliche Grundlage, lediglich die Bürstenindustrie um Schönheide und die Wernesgrüner Brauerei existierten bereits, aber seit den 1880er Jahren nahm das ganze Tal im Zuge der Industriellen Revolution einen großen Aufschwung. Zunächst war man sich über die Linienführung alles andere als einig. Es standen diverse Varianten zur Auswahl; so z. Bsp. mit verschiedenen Anschlussbahnhöfen an der Aue-Adorfer Strecke. So wurde ein ganzes Jahrzehnt um die Fortführung über Schönheide zur 1875 eröffneten Bahnstrecke Chemnitz–Aue–Adorf gestritten. Nach langwierigen Diskussionen wurde schließlich der Bahnbau nach Wilzschhaus über Rothenkirchen und Schönheide am 12. März 1890 genehmigt. Die ursprünglich vorgeschlagene Trasse nach Schönheiderhammer (ab 1950 Schönheide Ost) mit der Option des Weiterbaus Richtung Eibenstock erwies sich durch das große Gefälle innerhalb der Ortschaft Schönheide als nicht durchführbar. Auch eine Weiterführung zum Bahnhof Rautenkranz wurde abgelehnt. Bei der gewählten Streckenführung hatten auch die Wernesgrüner Brauereien das Nachsehen, da der Ort Wernesgrün nicht berücksichtigt wurde. Ausschlaggebend für den Anschlussbahnhof Wilzschhaus war eine Petition von Carlsfeld, wo man sich ebenfalls einen Bahnanschluss wünschte. Die zu erwartenden Baukosten wurden auf rund 2,7 Mio. Mark geschätzt.

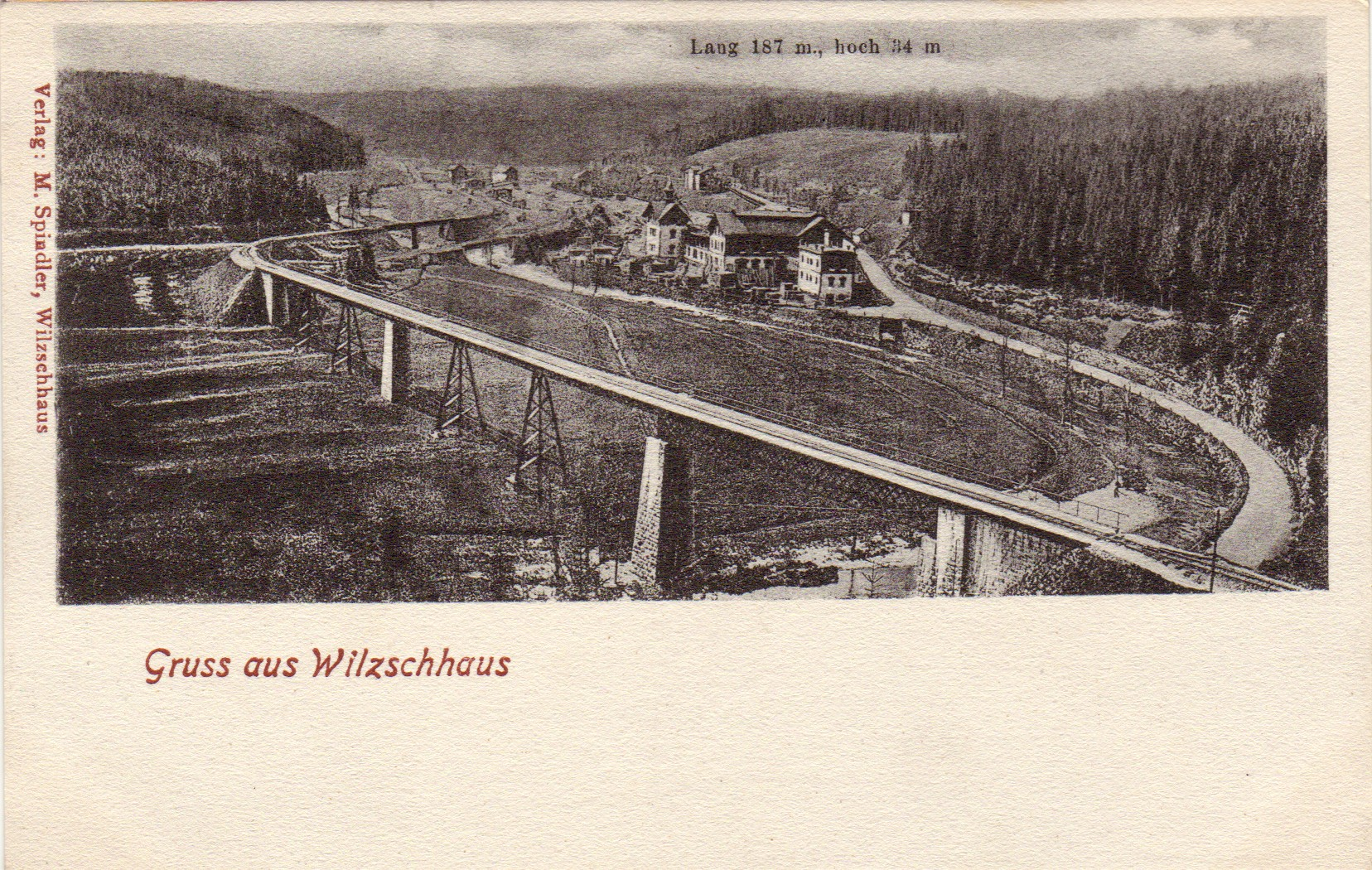
Brücken der Schmalspurbahn über die Zwickauer Mulde und die Regelstrecke bei Wilzschhaus (um 1905)

Nach weiteren Vorarbeiten begann am 1. März 1892 der eigentliche Bahnbau. Während die Strecke bis zur Steinladestelle Saupersdorf bislang auf der Talsohle dem Rödelbach folgte, waren nun durch den Gebirgscharakter rund um den Kuhberg zahlreiche Kunstbauten und Dammschüttungen notwendig. Neben drei Viadukten, zwei bei Stützengrün und einem bei Wilzschhaus mussten noch einige weitere kleinere Brücken gebaut werden. Teilweise wurden sie mit dem damals neuen Baustoff Stampfbeton errichtet. Ein weiteres Problem war der stellenweise moorige Boden, der trockengelegt werden musste. Auch begann man mit einer umfassenden Erweiterung der Bahnhöfe Wilkau, Kirchberg und Bahnhof Wilzschhaus, um den neuen zu erwartenden Verkehrsleistungen gerecht werden zu können.
Zunächst wurde nur am Unterbau und den Hochbauten gearbeitet, mit dem Oberbau wurde erst 1893 begonnen. Nachdem die Strecke am 9. Dezember 1893 von der Bauaufsicht ohne Beanstandungen abgenommen wurde, stand einer Aufnahme des Betriebs am 16. Dezember 1893 nichts mehr im Wege. Der Eröffnungszug hatte die Strecke bereits zwei Tage vorher befahren. Einzelne Restarbeiten an Gebäuden zogen sich bis in den Winter 1893/94 hin. Im Vergleich zum vorherigen Bauabschnitt bis Saupersdorf hatte sich die durchschnittliche Arbeitskräftezahl auf 800 erhöht, im April 1893 wurden mit fast 1500 Arbeitern die meisten Personen beschäftigt. Für die Verwaltung entstand im Dezember 1893 aus dem Bausectionsbüro Schönheide die neue Bahnverwalterei Schönheide, die Grenze zur Bvw Kirchberg befand sich bei km 10,200. Damit war die Bahn die einzige Schmalspurbahn Sachsens, auf der zwei Bahnverwaltereien existierten. Wie auch in Wilkau unterstand der Bahnhof Wilzschhaus nicht der Bahnverwalterei.

### Weiterbau bis Carlsfeld

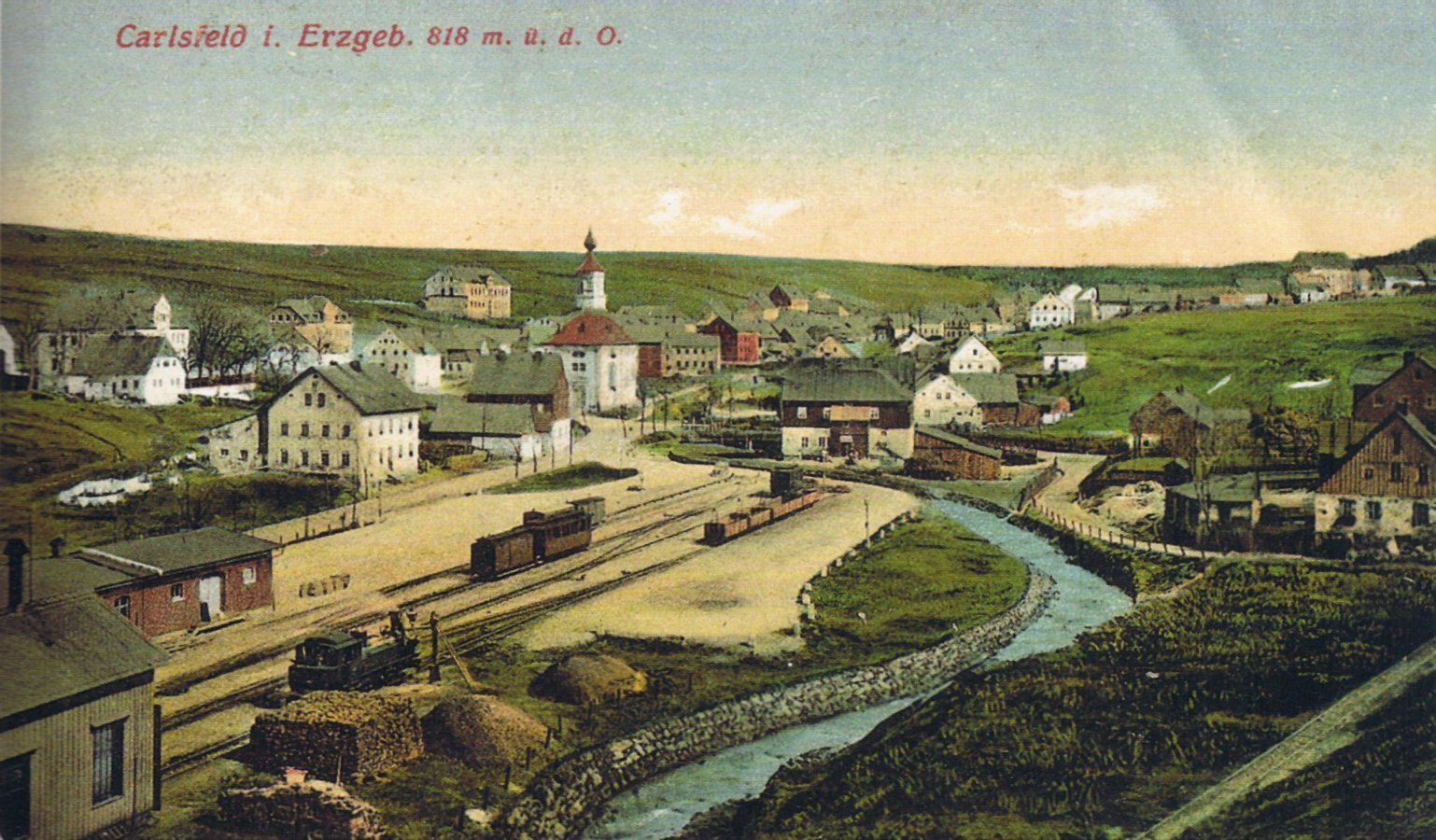
Bahnhof Carlsfeld mit Ortschaft (um 1910)

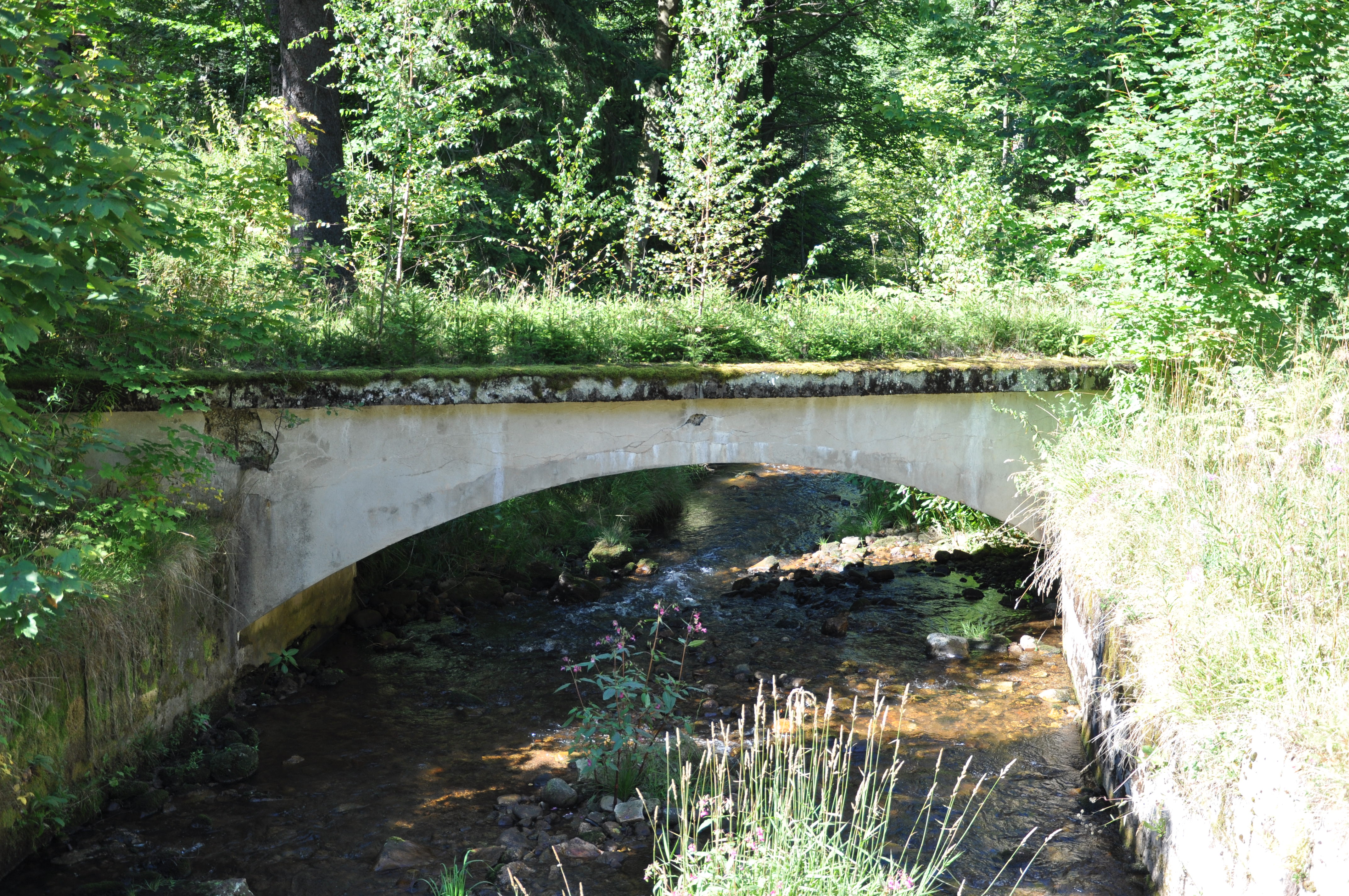
Stampfbetonbrücke, hier die Wilzschbrücke am km 37,030 (2012)

Weiter südlich forderten die holzverarbeitenden Betriebe im Wilzschtal und die Glashüttenwerke in Carlsfeld bzw. Weitersglashütte auf dem Kamm des Erzgebirges schon seit 1889 einen Bahnanschluss, damit die für die Glasherstellung benötigen Rohstoffe preisgünstig herangeführt und Fertigwaren schneller abgesetzt werden konnten. Bereits 1887/88 hatte die Zweite Kammer des Sächsischen Landtages eine Petition zum Bau der Strecke bis Carlsfeld der Regierung „zur Kenntnis überwiesen“. Am 3. März 1892 befasste sich die Kammer erneut mit einer Petition, die den Bau der Strecke von Wilzschhaus bis Carlsfeld zum Ziel hatte. Die Kammer beschloss einstimmig, sie der Regierung zur Kenntnis zu überweisen.
Dem Ansinnen wurde im November 1893 stattgegeben, obwohl beim Sächsischen Landtag Bedenken hinsichtlich der Rentabilität bestanden.
Seit 1894 wurden Vorarbeiten durchgeführt, begonnen wurde der Bau erst im Mai 1896. Im engen und steilen Wilzschtal musste die Bahn förmlich an den Hang geklebt werden, sodass die Errichtung von etlichen Dämmen, Stützmauern und Brücken erforderlich war. Trotzdem ließ sich zwischen Wilzschmühle und Carlsfeld eine Neigung 50 ‰, die in Sachsen erstmals im reinen Adhäsionsbetrieb befahren wurde, nicht vermeiden.
Trotz der angeführten Schwierigkeiten wurden die Bauarbeiten zügig vollendet, und das letzte Teilstück der Schmalspurbahn konnte nach der Bauabnahme am 18. Juni 1897 am 21. Juni 1897 feierlich eröffnet werden. Auch die Baukosten fielen mit 605.000 Mark nicht übermäßig hoch aus, damit lagen die Kosten für den Kilometer Bahnstrecke sogar noch rund 10.000 Mark unter denen für Wilkau–Wilzschhaus. Betrieb nach Fahrplan erfolgte ab dem 22. Juni 1897.
Mit der Eröffnung der Strecke bis Carlsfeld, es war die dreißigste Neueröffnung oder Verlängerung einer sächsischen Schmalspurbahn, erhielt die Gesamtstrecke nun wiederum ein neues in Sachsen übliches Kürzel für eine Eisenbahnstrecke. Für die Schmalspurbahn Wilkau–Carlsfeld lautete es nun WCd, da das Kürzel WC bereits seit 1889 für die Strecke Walthersdorf–Crottendorf vergeben war. Mit der Eröffnung veränderte sich auch die Grenze zwischen den Bahnverwaltereien Kirchberg und Schönheide. Die Bvw Schönheide begann nun bei Streckenkilometer 15,004 und umfasste die ganze Schmalspurbahn bis Carlsfeld, mit Ausnahme des Bahnhofs Wilzschhaus. Zugleich mit dem Bahnbau nach Carlsfeld war die gesamte Strecke mit Morseeinrichtungen ausgestattet worden.

### Bis zum Zweiten Weltkrieg
Vor der Jahrhundertwende wurden mehrere Entwürfe für eine Verbindung mit der 1885 eröffneten Schmalspurbahn Mosel–Ortmannsdorf und weiter bis zum Bahnhof Höhlteich erstellt, der letzte derartige Plan wurde 1899 abgelehnt. Neben einer schwierigen Topografie waren drei erfolglose Probebohrungen der Gewerkschaft Oberzschocken nach Steinkohle um 1900 maßgeblich für eine Nichtumsetzung derartiger Erweiterungspläne, da keine Wirtschaftlichkeit dieser Verlängerung vorhanden gewesen wäre.

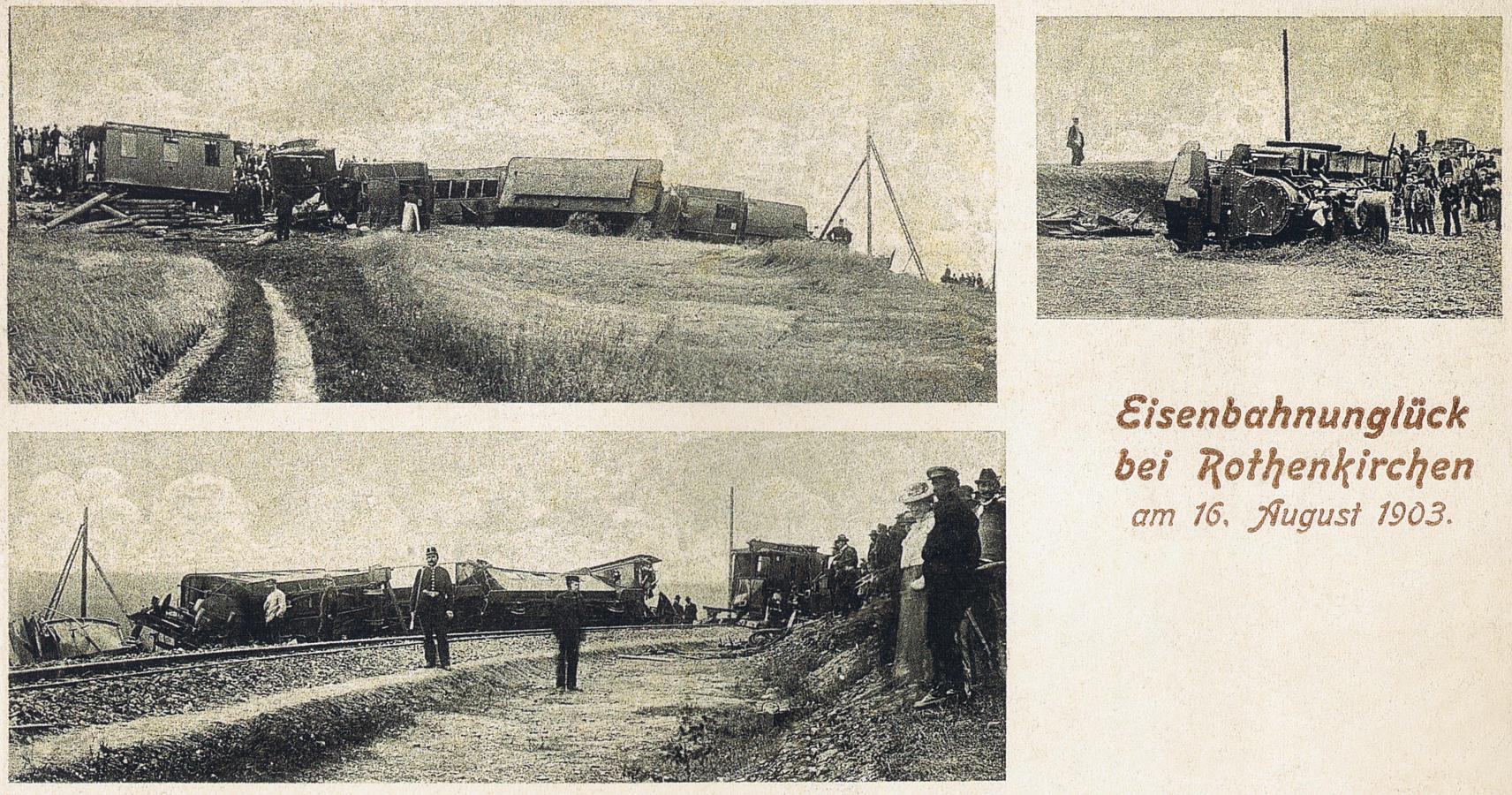
Unfall bei Rothenkirchen (1903)

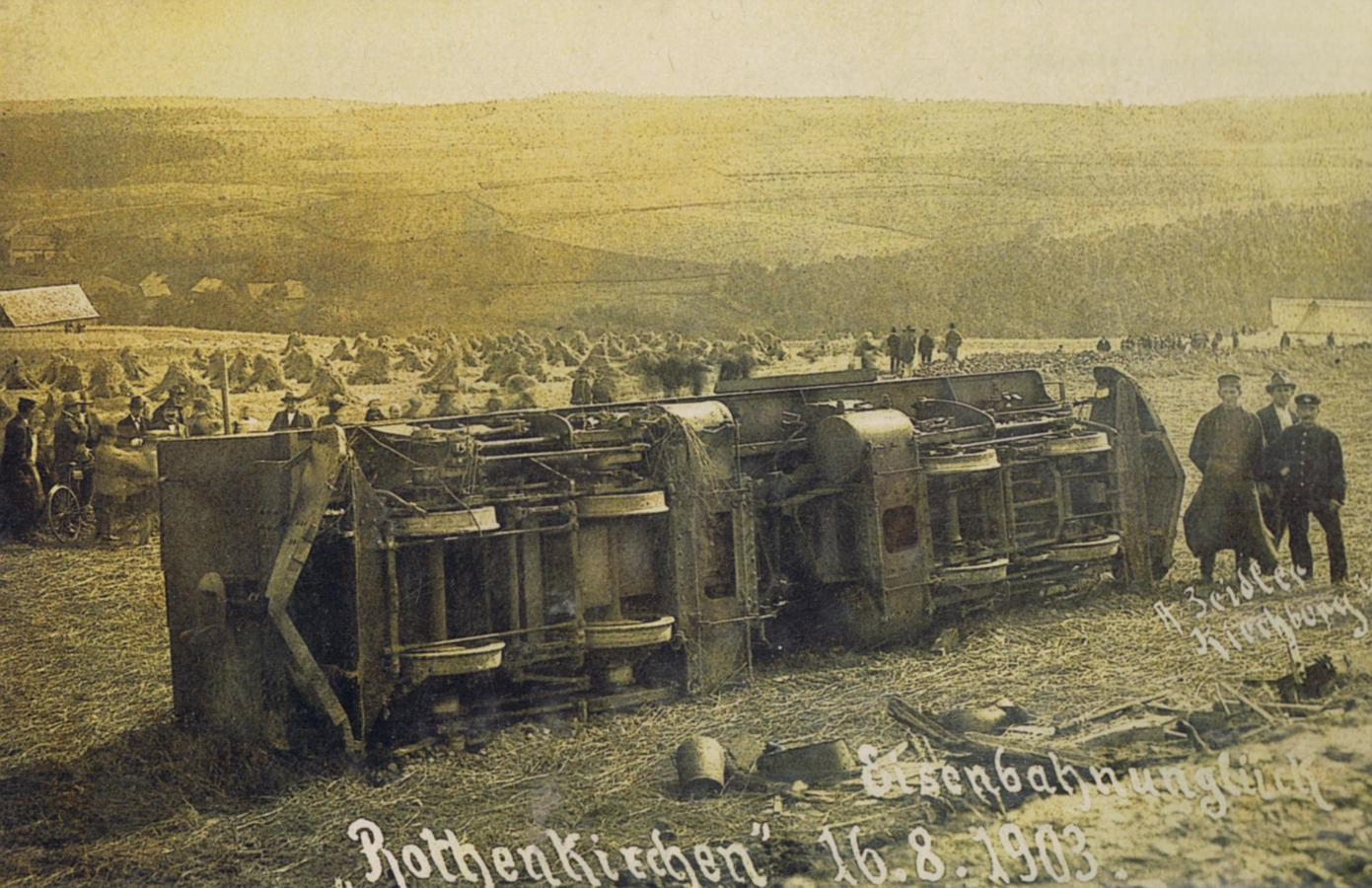
Beschädigte Zuglokomotive (IV K)

Am Abend des 16. August 1903 ereignete sich ein schwerer Unfall, als durch überhöhte Geschwindigkeit zwischen Bärenwalde und Rothenkirchen ein talwärts fahrender Zug entgleiste. Dabei kamen drei Menschen ums Leben, mehr als 60 wurden verletzt; nach anderen Angaben gab es nur 42 Verletzte, davon erlitten 12 schwere Verletzungen.
Während zuerst der Betrieb nach den Vorschriften für die schmalspurigen Secundäreisenbahnen der Kgl. Sä. St. E. B. durchgeführt wurde, galt ab dem 1. August 1907 die Fahrdienstvorschrift mit sechs Zugmeldestellen. Auf dem Abschnitt Wilzschhaus–Carlsfeld wurde gleich nach dem Bestimmungen des vereinfachten Nebenbahndiensts gefahren.
Mit der Erlaubnis der Königlich Sächsischen Staatseisenbahnen beschafften zwei Wernesgrüner Brauereibesitzer 1907 zwei private Rollwagen. Diese wurden zwischen Rothenkirchen und Wilzschhaus, wo sie auf eigene Kosten eine Rollwagengrube erbauen ließen, eingesetzt. Öffentlicher Rollfahrzeugverkehr fand erst ab 16. April 1912 zwischen Wilkau und Kirchberg statt. Der Betriebsdienst konnte so wesentlich erleichtert werden, entfiel doch das kostenintensive Umladen per Hand größtenteils. Wegen zu schwacher Schienen oder zu wenig Profilfreiheit, vor allem an Brücken, konnte auf weitere Streckenabschnitten vorerst noch kein Rollwagenverkehr durchgeführt werden. Erst nach entsprechenden Veränderungen wurde der Einsatz von Rollwagen immer mehr ausgedehnt, so 1916 zwischen Obercrinitz und Wilzschhaus.
1924 wurde die Bvw Schönheide aufgelöst und zunächst von der Bvw Kirchberg übernommen, diese wurde 1927 ebenfalls aufgelöst. Fortan war für die Schmalspurstrecke bis Wilzschhaus das Betriebsamt Zwickau, ab da das Bahnamt Oelsnitz (Vogtl) zuständig. Mit der Umstrukturierung der Verwaltung und des Betriebsdienstes wurde 1927 auf der gesamten Strecke der vereinfachte Nebenbahndienst eingeführt. Damit einher ging auch eine Veränderung des Signalwesens, Trapeztafeln hätten die Einfahrsignale der Bahnhöfe ersetzen können, allerdings wurde der Großteil der Einfahrsignale erst ab den 1960er Jahren abgebaut. Durch die Veränderungen in der Betriebsführung wurde selbiger wesentlich vereinfacht, da die Zugfolge erhöht werden konnte. Bisher durfte sich immer nur ein Zug im jeweiligen Zugmeldeabschnitt befinden, nun waren Kreuzungen auch auf unbesetzten Stationen zulässig.
Der Abschnitt zwischen Wilzschhaus und Wilzschmühle wurde ebenfalls 1927 mit einer Verstärkung des Gleises, welches nun die gestiegenen Achslasten aufnehmen konnte, für den Rollwagenverkehr freigegeben. Hinter Wilzschmühle durften aber aufgrund der starken Steigung bis zur Einstellung des Betriebs 1967 keine Rollwagen transportiert werden, sämtliche Güter von und für Carlsfeld mussten weiterhin umgeladen werden.
Auf dem Abschnitt Saupersdorf ob Bf–Obercrinitz wurden für den Güterverkehr zum Anschlussgleis der Parkettfabrik Colditz ab 1938 Rollwagen eingesetzt, allerdings war die Achslast auf 7,3 t beschränkt. Diese Ausnahmegenehmigung wurde 1941 für den Dienstgüterverkehr erweitert und ab 1944 durften aus Richtung Wilzschhaus alle Güter auf Rollwagen bis Saupersdorf ob Bf transportiert werden. Die Einschränkung der Achslast hatte weiter Bestand.

### Im Zweiten Weltkrieg
Von 1939 bis 1944 wurde der Oberbau nochmals gründlich erneuert, bis zur Stilllegung sollten dies die letzten umfassenden Instandhaltungsarbeiten sein; dabei wurden weiträumig Stahlschwellen verbaut. Ab 1942 kamen dafür und als Lokheizer auch einige tschechische Zwangsarbeiter zum Einsatz.
Durch die Lage der Bahnstrecke im Erzgebirgsvorland und Erzgebirge war von den direkten Auswirkungen des Krieges im abgelegenen Südwestsachsen bis ins Frühjahr 1945 wenig zu spüren. Lediglich durch die allgemeine Dezentralisierung der Rüstungswirtschaft verschoben sich die Transportgüter. Vor allem die Textilindustrie produzierte deutlich weniger, stattdessen wurden die Fabriken für die Rüstungsproduktion genutzt.
Erst als die US-Armee im April von Westen her nach Mitteldeutschland vorrückten, wurde der Zugverkehr im unteren Streckenteil bis Hartmannsdorf nach dem 17. April 1945 eingestellt. Letzte Truppen der Wehrmacht und SS versuchten noch bei Kirchberg mit einer improvisierten Panzersperre aus Schmalspurfahrzeugen die anrückenden amerikanischen Truppen zu stoppen. Am 25. April endete der verbliebene Restbetrieb auf dem oberen Streckenteil, am selben Tag wurde auch ein Pfeiler des Viadukts bei Wilzschhaus gesprengt. Vor der Sprengung waren noch sämtliche Lokomotiven auf den nördlichen Streckenabschnitt gebracht worden, damit keine Züge mehr zwischen Wilzschhaus und Carlsfeld verkehren konnten. Die bereits vorbereitete Sprengung der Bahnhofsbrücke in Wilkau-Haßlau unterblieb.

### Nach dem Zweiten Weltkrieg
Bis auf die zerstörte Brücke bei Wilzschhaus hatte die Strecke den Zweiten Weltkrieg ohne dauerhafte Schäden überstanden. Da das Tal des Rödelbachs bereits seit April 1945 von der US-Armee, die Gegend um Schönheide nach der Kapitulation am 8. Mai allerdings unbesetzt blieb (siehe dazu Freie Republik Schwarzenberg), war an eine Wiederaufnahme des Zugbetriebs vorerst nicht zu denken. Erst mit dem Abzug der Amerikaner am 1. Juli 1945 gemäß den Bestimmungen der Konferenz von Jalta und dem Einzug der Roten Armee wurde der Verkehr wieder aufgenommen. Da auf dem Abschnitt Wilzschhaus–Carlsfeld keine Lokomotive zur Verfügung stand, wurde von der Pöhlatalbahn die 99 588 nach Wilzschhaus gebracht. Mit dieser Lokomotive wurden ab dem 10. Juli 1945 alle Zugfahrten für den südlichen Streckenabschnitt bespannt. Erst im Herbst 1945 konnte nach der Fertigstellung der Reparatur des Viadukts bei Wilzschhaus der durchgehende Zugverkehr wieder aufgenommen werden.
Mit Beginn des Uranbergbaus wurde um Aue weiträumig Sonderausweise eingeführt und ein Sperrgebiet eingerichtet, von welchem auch die Schmalspurbahn ab 1947 betroffen war. Erst zu Beginn der 1950er Jahre wurden die Maßnahmen gelockert und später ganz aufgehoben.
Durch das Julihochwasser 1954 wurde die Bahnstrecke vor allem im Streckenabschnitt zwischen Wilkau-Haßlau und Bärenwalde auf mehr als 2 km Länge in Mitleidenschaft gezogen.
Zu Beginn der 1960er Jahre wurden Untersuchungen für die Einführung eines durchgehenden Rollwagenverkehrs von Wilkau-Haßlau bis Wilzschmühle angestellt. Obwohl die dazu nötigen baulichen Veränderungen sich lediglich auf den Austausch der zwei Parabelträgerbrücken durch andere Brücken abzubauender Schmalspurstrecken, das Versetzen von einigen hundert Metern Gleis und den Bau einer Stützmauer beschränkten, wurde das Vorhaben nicht umgesetzt. Bereits nach drei Jahren wäre die Kostenersparnis größer als die Investitionen gewesen. In der Folgezeit konzentrierten sich die Bemühungen dann auf eine baldige Stilllegung der Schmalspurbahn.

### Der Niedergang in den 1960er und 1970er Jahren
Am 14. Juli 1965 wurde der Präsident der Rbd Dresden dazu angehalten, Wirtschaftlichkeitsuntersuchungen für alle sächsischen Schmalspurbahnen durchzuführen. Diese Untersuchungen fanden auf der Schmalspurbahn Wilkau-Haßlau–Carlsfeld zwischen September 1965 und Januar 1966 statt. Auch ein Gutachten über Aufgabenverteilung zwischen Straßen- und Schienenverkehr entstand in den 1960er Jahren. Als Ergebnis wurde die Zusammenlegung des Güterverkehrs auf Wagenladungsknoten und die Einstellung von unrentablen Teilstücken gefordert. Langfristig sollten die Verkehrsaufgaben der Schmalspurbahn ganz vom Kraftverkehr übernommen werden.

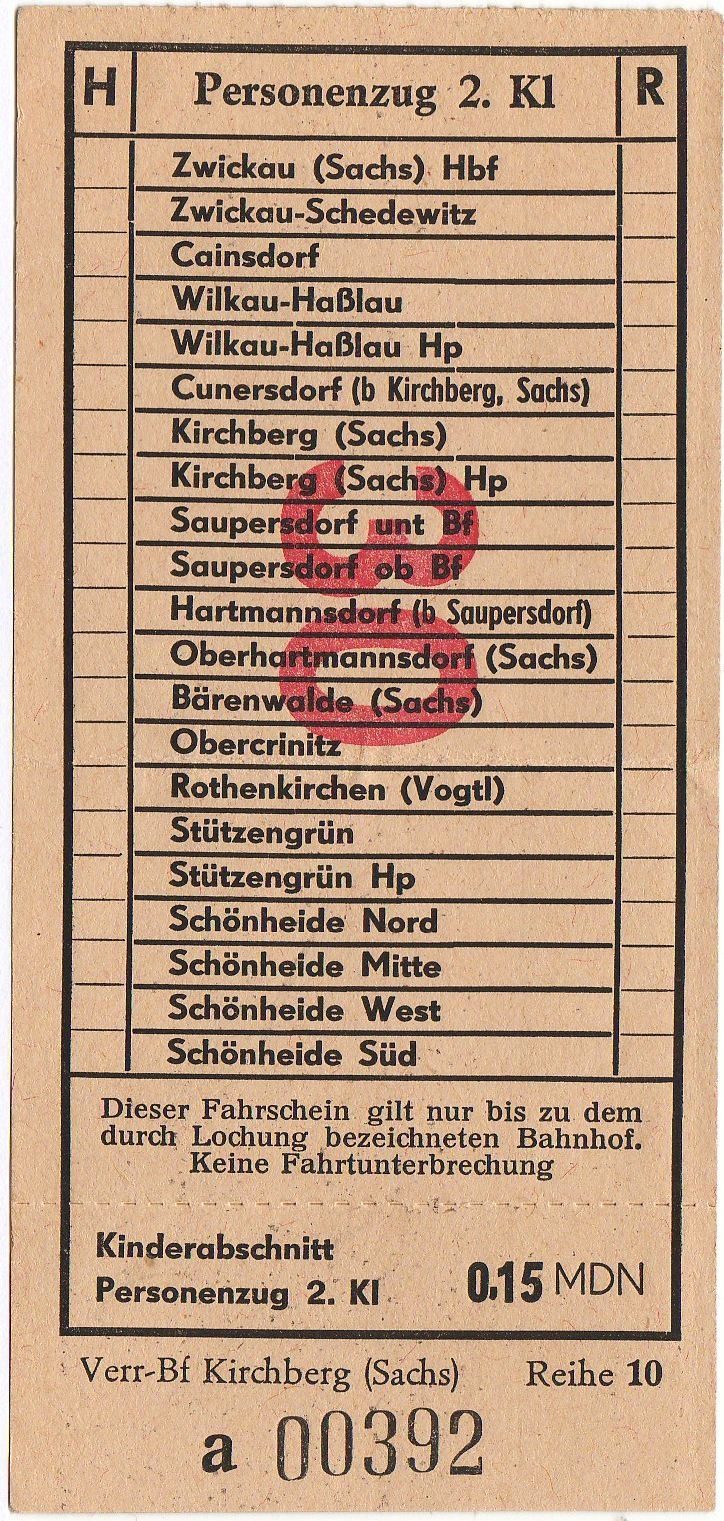
Fahrschein aus den 1960er Jahren

Vor Ort wurden von der Deutschen Reichsbahn Arbeitsgemeinschaften gebildet, die Entwürfe für den Verkehrsträgerwechsel erarbeiteten sollten. In diese Gemeinschaften waren alle Entscheidungsträger eingebunden, die durch die Veränderungen im Rahmen des Verkehrsträgerwechsels betroffen waren, insgesamt entstanden vier solcher Arbeitsgemeinschaften für die Abschnitte Wilkau-Haßlau–Kirchberg, Kirchberg–Rothenkirchen, Rothenkirchen–Schönheide Süd und Schönheide Süd–Carlsfeld. Im Wesentlichen wurde der spätere Verkehrsträgerwechsel nach den Anregungen der erarbeiteten Pläne durchgeführt.
Bereits beim Streckenbau war die geringe Kostendeckung des Abschnitts Schönheide-Süd–Carlsfeld befürchtet worden. Da alle Züge zusätzlich zum Zugpersonal aus Sicherheitsgründen immer mit Zugführer und -schaffner besetzt sein mussten und die Zuglasten durch die starke Neigung begrenzt waren, konnte der Abschnitt niemals rentabel betrieben werden. Am 22. Mai 1966 wurde daher der Personenverkehr zwischen Schönheide Süd und Carlsfeld eingestellt, da Carlsfeld seit 1958 auch von einer Buslinie bedient wurde und der Personenverkehr seitdem spürbar zurückgegangen war. Letztmals wurde der Abschnitt von einem Güterzug am 14. Juli 1967 befahren. Die Rückführung der letzten am 14. Juli zugestellten Wagen erfolgte erst später, auch soll Wilzschmühle noch länger im Güterverkehr bedient worden sein. Das zuletzt eröffnete Streckenstück wurde damit zuerst stillgelegt, man berechnete eine Kostenersparnis von rund 280.000 MDN pro Jahr. Am 2. April 1969 wurde für die Produktion des Fernsehfilms Sankt Urban nochmals eine Sperrfahrt bis Carlsfeld durchgeführt. 1969/70 wurden dann auf diesem Teilstück die Gleise abgebaut, während die Gebäude eine neue Verwendung fanden.
Aufgrund des desolaten Gleis- und Brückenzustands im Bereich Kirchberg–Saupersdorf ob Bf wurde dieser Streckenabschnitt am 15. Juli 1967 gesperrt. Stillgelegt war damit dieser Abschnitt aber noch nicht, und so wurde der Busverkehr noch offiziell als Schienenersatzverkehr durchgeführt. Für den Abschnitt Saupersdorf ob Bf–Rothenkirchen wurden 1969 erste Untersuchungen für den Verkehrsträgerwechsel vorgenommen. Auch sollte der Busverkehr zwischen Kirchberg und Saupersdorf ob Bf nicht mehr im Namen der Deutschen Reichsbahn als Schienenersatzverkehr, sondern mit einer eigenen Linie Kirchberg–Saupersdorf–Rothenkirchen bedient werden. Der Termin für die Verkehrseinstellung im Personenverkehr wurde schließlich auf den ersten Tag des neuen Sommerfahrplans festgelegt. Die letzten Personenzüge fuhren am 30. Mai 1970, der Bus übernahm am 31. Mai alle Beförderungsleistungen mit der neuen Verbindung von Kirchberg nach Rothenkirchen. Der Güterverkehr wurde noch bis zum Ende des Jahres aufrechterhalten, fand aber nur nach Bedarf statt, somit verkehrten oftmals tagelang keine Züge. Die offizielle Streckenstilllegung des Abschnitts Kirchberg–Rothenkirchen erfolgte am 1. Januar 1971, obwohl kleinere Teilstücke im seit 1967 nicht mehr befahrenen Abschnitt schon seit 1969 abgebaut wurden.

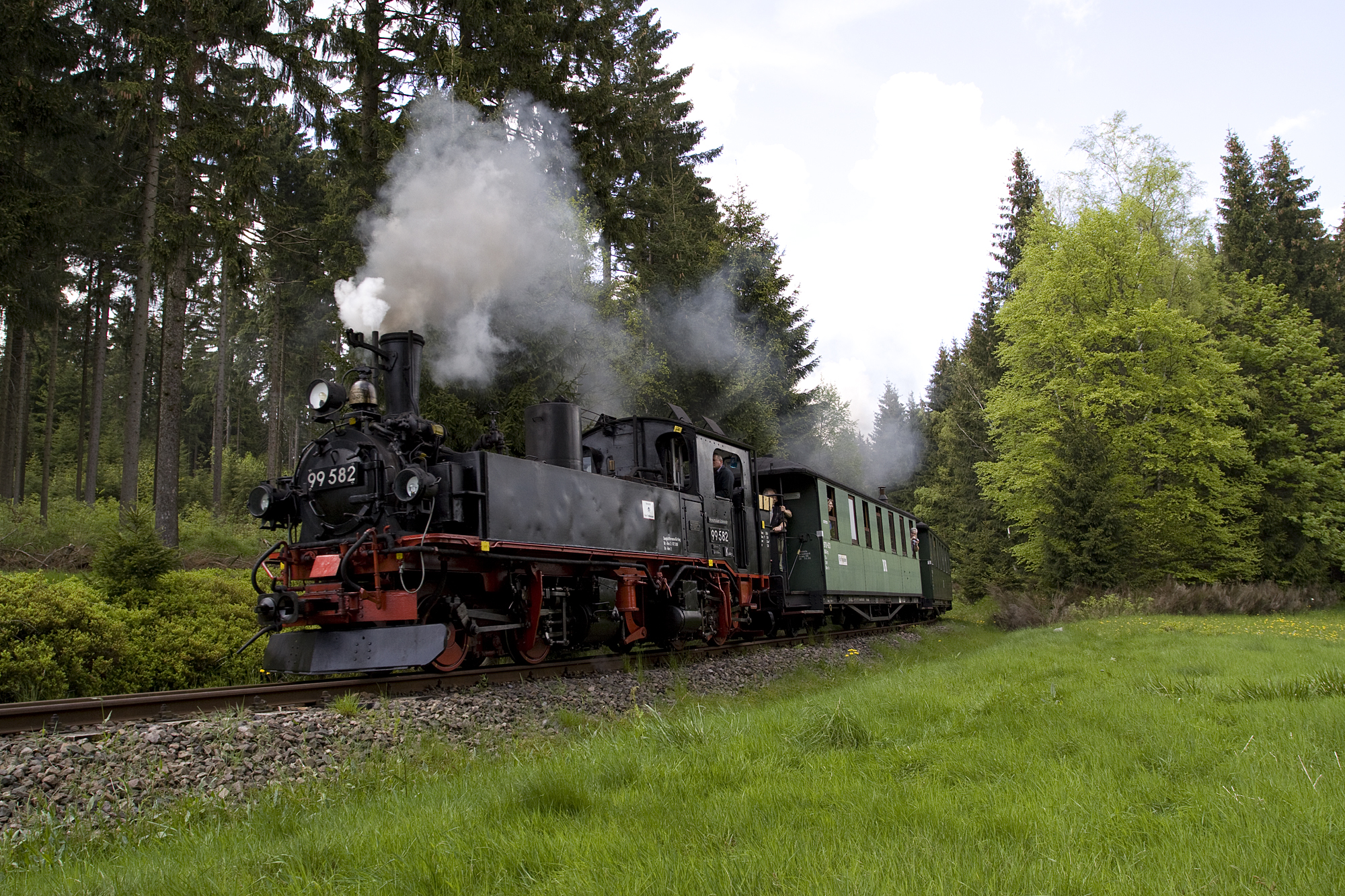
Reisezug im Stil der 1970er Jahre hinter Neuheide(ehemalig Schönheide Nord) auf dem Weg nach Schönheide (2010)

Auf Sachsens erstem Schmalspurbahnabschnitt Wilkau-Haßlau–Kirchberg fand noch bis zum 30. September 1972 Güterverkehr statt, zwei Anschlüsse in Wilkau-Haßlau wurden aber noch länger bedient. Obwohl die Stilllegung des Personenverkehrs erst am 3. Juni 1973 erfolgte, verblieb ab dem 15. Januar 1973 nur noch ein bescheidener Restverkehr. Den Großteil der Leistungen hatte bereits der Bus übernommen. Die letzten Personenzüge fuhren am 2. Juni 1973 unter großer Anteilnahme der Bevölkerung. Anschließend wurde das Teilstück stillgelegt und abgebaut. Neben dem schlechten Oberbauzustand war auch eine für 1974 geplante Straßenverbreiterung Grund für die Betriebseinstellung.
Nun bestand nur noch das Reststück zwischen Rothenkirchen und Schönheide Süd. Doch auch hier wurde der Reiseverkehr am 27. September 1975 beendet. Zunächst war die Verkehrseinstellung schon für 1974 geplant, doch durch notwendige Veränderungen, u. a. war der Bau einer Buswendeschleife in Neuheide nötig, verschob sich dieses Vorhaben mehrmals.
Der nun noch verbleibende Güterverkehr auf der Strecke bis zur Bürstenfabrik Stützengrün – der Güterverkehr nach Rothenkirchen war am 1. Dezember 1975 eingestellt worden – beschränkte sich fast ausschließlich zur Belieferung der Bürstenindustrie um Schönheide und Stützengrün. Da sich aber der Oberbauzustand immer mehr verschlechterte, war eine Einstellung der Transporte auf Dauer unumgänglich. Zum 1. April 1977 sollte deswegen das verbliebene Streckenstück nach Stützengrün aufgrund des schlechten baulichen Zustands gesperrt werden.
Da die Schmalspurbahn immer noch wichtige Transportaufgaben für die Bürstenindustrie übernahm, drohte bei den Betrieben eine Produktionseinstellung. Im April 1977 wurden daher recht kurzfristig anderweitige Transportmöglichkeiten geschaffen, so dass erst am 30. April 1977 der Verkehr auf Sachsens erster Schmalspurbahn beendet wurde. Anschließend wurde das noch verbleibende rollende Material auf andere Schmalspurbahnen gebracht. Zwar war die Strecke ab 1. Mai 1977 gesperrt, jedoch noch nicht stillgelegt. Stillgelegt wurde das letzte Teilstück erst am 1. Januar 1979, obwohl bereits seit November 1978 der Oberbau abgetragen wurde. Unterbrochen wurde der Abbau durch den Winter 1978/79. Die noch verbliebenen Gleisanlagen wurden seit dem Sommer 1979 bis August desselben Jahres entfernt.

### Denkmallokomotiven

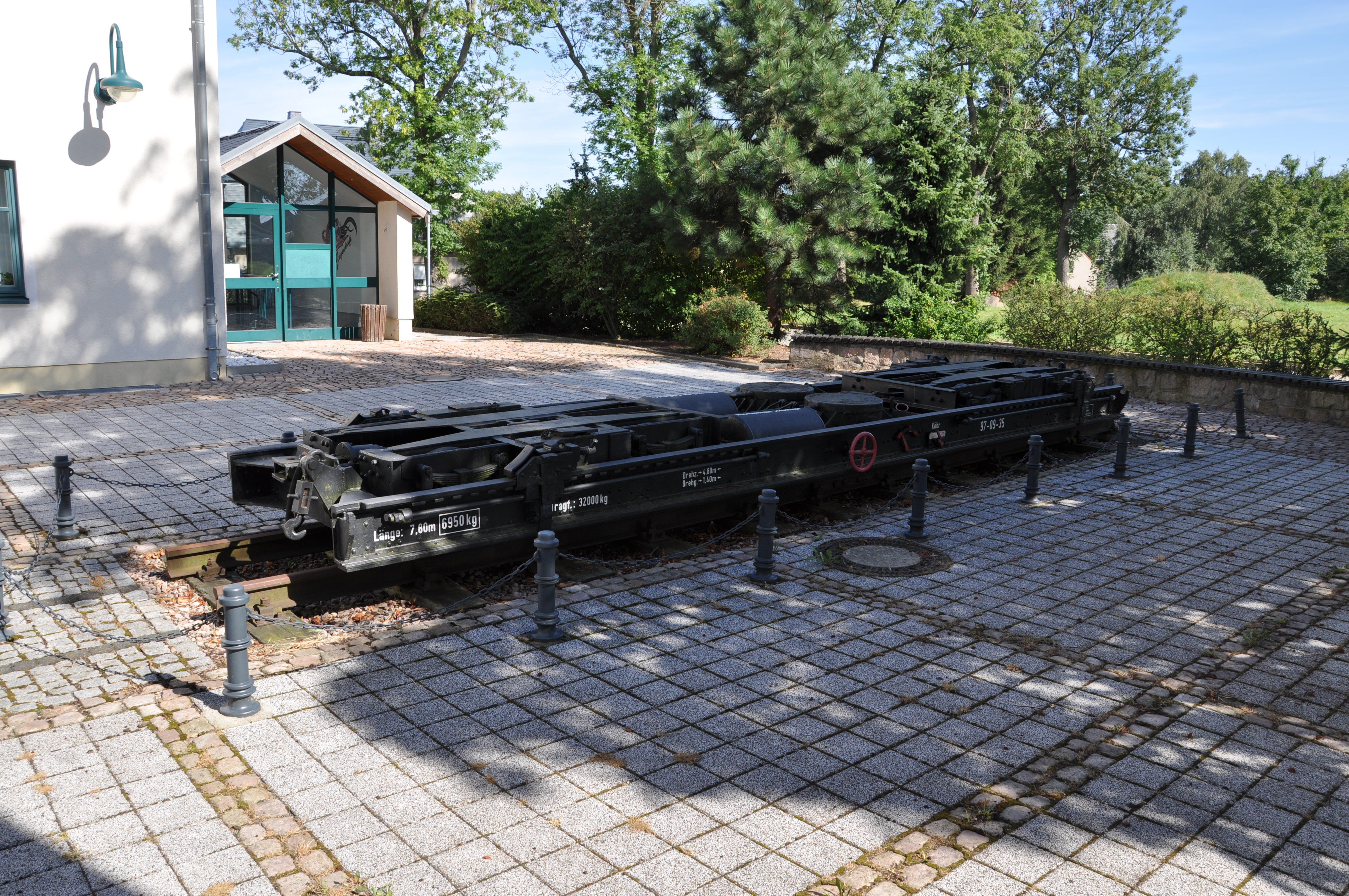
Rollwagen RF6 als Denkmal auf dem Bahnhof Rothenkirchen (2012)

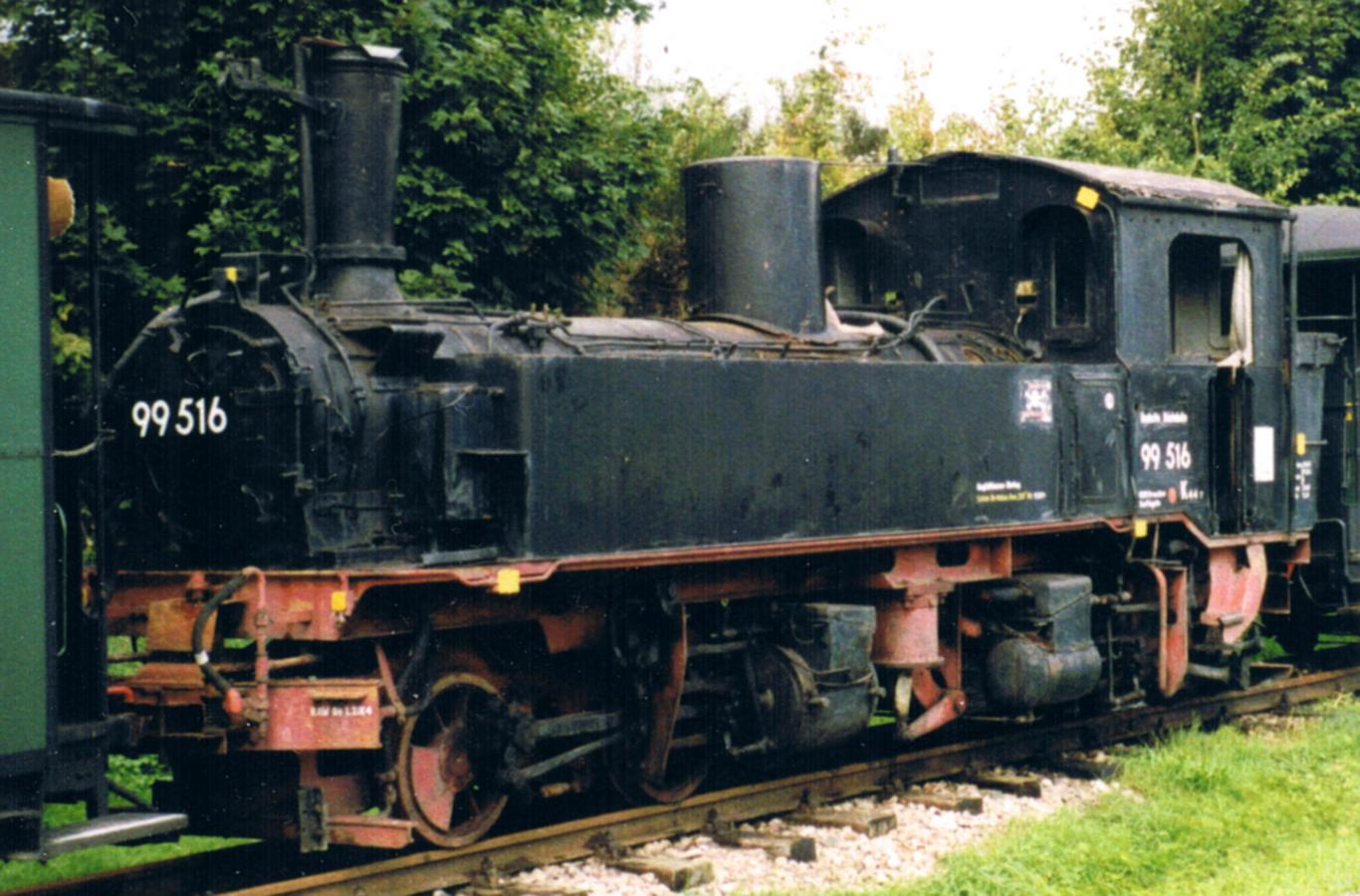
99 516 vor der Aufarbeitung in Schönheide Mitte

Nach der Stilllegung wollten sowohl die Gemeinde Rothenkirchen als auch die Stadt Kirchberg ein Denkmal für die Schmalspurbahn schaffen. In Kirchberg entstanden wie in Rittersgrün Pläne für eine „Technische Schauanlage“, die später aus finanziellen Gründen nicht weiterverfolgt wurden. Die dort für diesen Zweck aufgestellten Fahrzeuge (die Lokomotive 99 581, zwei Reisezugwagen und ein Packwagen) wurden 1983 zerlegt, der Lokschuppen 1987 abgerissen.
Die Gemeinde Rothenkirchen übernahm 1976 die 99 516 für 2.500 Mark und stellte sie vor dem Empfangsgebäude auf. Allerdings sah sich die Gemeinde zur Pflege der Denkmallokomotive außerstande und der Zustand des Fahrzeugs verschlechterte sich zusehends. Erst durch eine private Initiative in den 1980er Jahren wurde die 99 516 zumindest äußerlich erhalten. Anfang der 1990er Jahre stellte man zusätzlich noch einen vierachsigen Rollwagen in Rothenkirchen auf. Aufgrund des schlechten Zustands gab die Gemeinde die Lokomotive 1996 an die Museumsbahn Schönheide/Carlsfeld ab. 2003 wurde sie wieder betriebsfähig aufgearbeitet.

### Der Wiederaufbau als Museumsbahn

#### Museumsbahn Schönheide e. V.

Fahrplan 2000/01

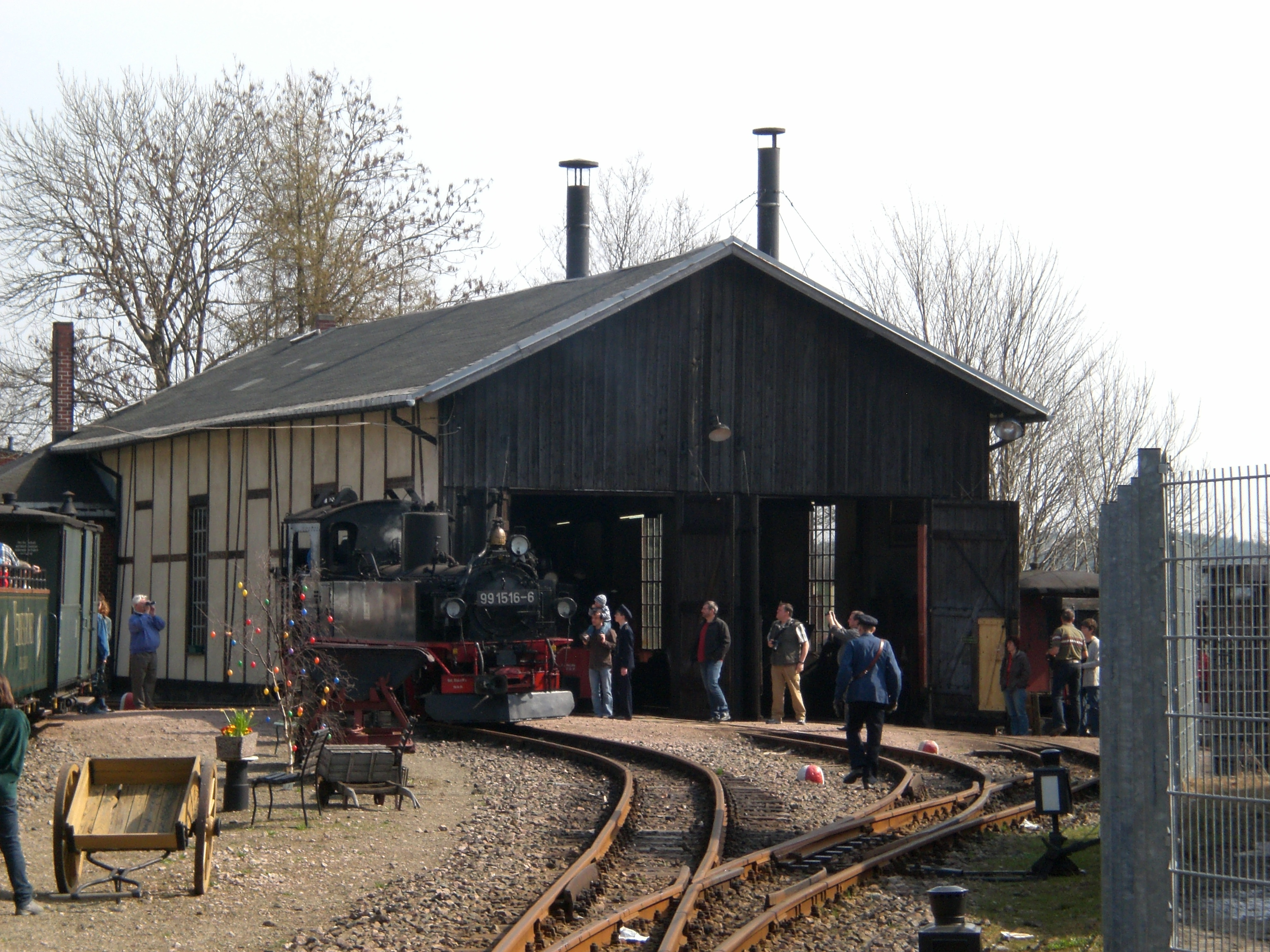
Wieder in Funktion befindlicher Lokschuppen Schönheide Mitte

Nach der Wende entstand 1990 die Idee, Teile der Schmalspurbahn als Museumsbahn wieder aufzubauen. Dazu wurde 1991 der Museumsbahn Schönheide/Carlsfeld e. V. mit Sitz in Schönheide gegründet. Geplant war zunächst das Streckenstück zwischen Schönheide Mitte und Neuheide wieder herzurichten. Begünstigt wurde dies durch den noch vorhandenen Lokschuppen in Schönheide, der umfassend saniert wurde, und die nahezu unbebaute Trasse bis Stützengrün.
Am 19. Juni 1992 konnten zwei Dampflokomotiven der Baureihe 99.51–60 von der Deutschen Reichsbahn beschafft werden. Auch eine Diesellok vom Typ V 10 C der Papierfabrik Wilischthal wurde gekauft. Verschiedene Wagen, sowohl Personen- als auch Güterwagen, wurden in den darauffolgenden Jahren entweder von der Deutschen Reichsbahn oder Privatpersonen erworben.
Bis zum Dezember 1992 war bereits die Strecke bis Neuheide mit gebrauchtem Oberbaumaterial fertiggestellt, damit stand einer Neueröffnung im August 1993 nichts mehr im Wege. Bis die erste Dampflok wieder auf der Strecke fahren konnte, verging dennoch noch etwas Zeit. Erst im Sommer 1994 wurde die Wiederaufarbeitung der einen IV K fertiggestellt, dass am 21. Juli 1994 erstmals seit 1979 wieder eine Dampflok auf der Strecke aus eigener Kraft fuhr.
Später erfolgten noch zwei Eröffnungen weiterer wiederaufgebauter Abschnitte, am 5. Dezember 1997 von Neuheide bis zur Bürstenfabrik Stützengrün und am 16. November 2001 bis zum Haltepunkt Stützengrün-Neulehn. Auch wurde 2001 der Name des Vereins in Museumsbahn Schönheide e. V. geändert, da das ursprüngliche Ziel des Wiederaufbaus der Strecke bis Carlsfeld bereits ab 1998 nicht weiter verfolgt wurde.

#### Förderverein Historische Westsächsische Eisenbahnen e. V.
Ein weiteres Wiederaufbauprojekt besteht zwischen Schönheide Süd und Carlsfeld mit dem hier agierenden Förderverein Historische Westsächsische Eisenbahnen e. V., dieser Verein wurde im April 1999 gegründet. Neben einem Wiederaufbau des Abschnitts Schönheide Süd–Carlsfeld gehört auch die Durchführung des Museumsbetriebs auf der normalspurigen Strecke zwischen Schönheide Ost und Muldenberg zu den Vereinszielen.

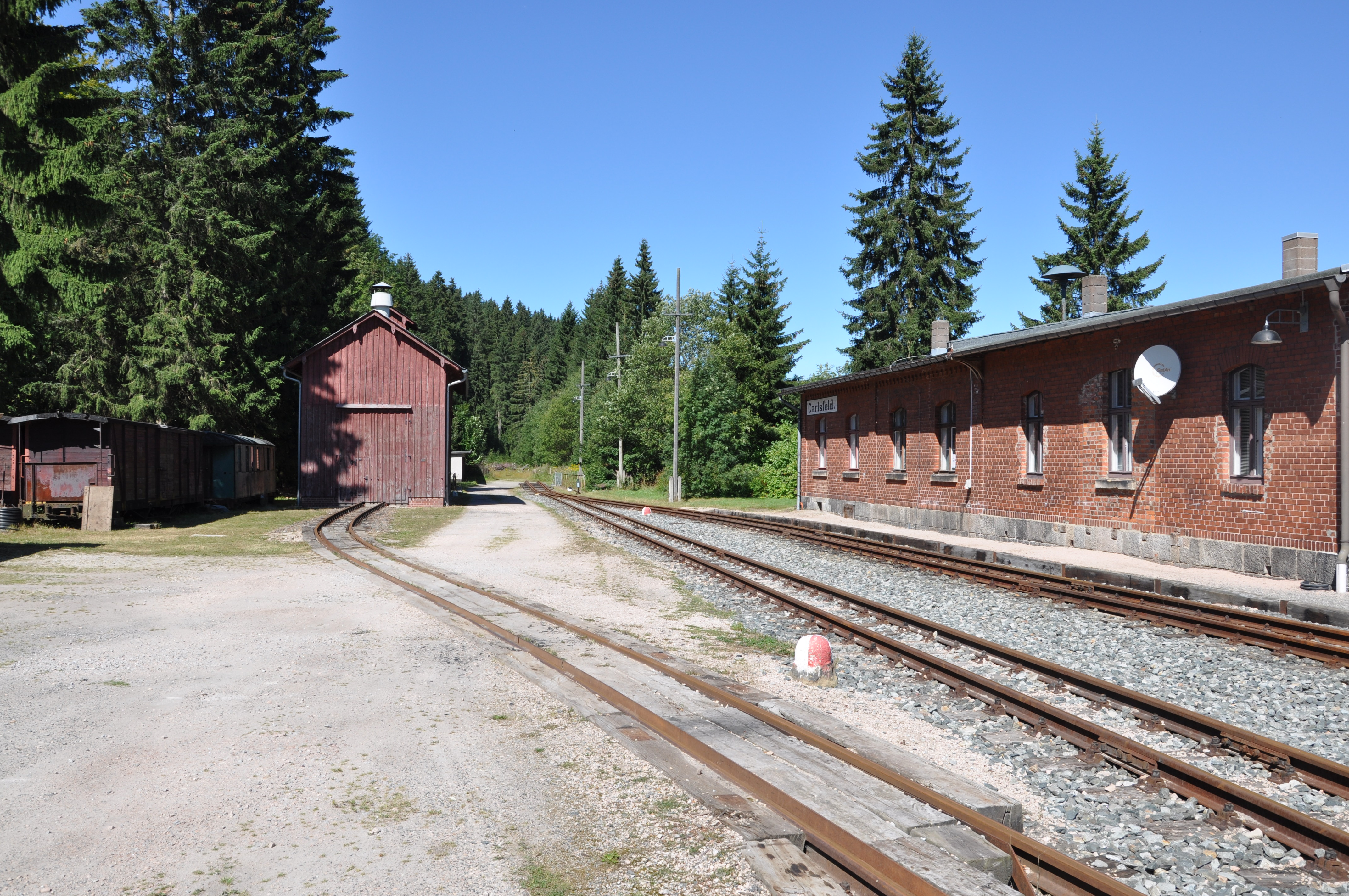
Bahnhof Carlsfeld (2012)

Zunächst wurde ab 2000 das einständige Heizhaus Carlsfeld saniert und 2003/04 einige Bahnhofsgleise wiederaufgebaut. Eine Dampflokomotive war erstmals wieder 2003 in Carlsfeld. Die schmalspurigen Gleisanlagen des Bahnhofs Schönheide Süd wurden 2007 teilweise wiederaufgebaut. Hier soll sich zukünftig das Vereinszentrum befinden.

### Tourismusprojekt Schönheide/Carlsfeld und Umgebung
Im Rahmen des 2009 vorgestellten Tourismusprojekts Schönheide/Carlsfeld und Umgebung sollte in vier Abschnitten ein Museumsbahnnetz entstehen, in welches auch die Museumsbahn Schönheide und der Förderverein Historische Westsächsische Eisenbahnen mit einbezogen werden sollten. Ziele waren die Anbindung des Abschnitts Schönheide Ost–Muldenberg in Muldenberg ans Normalspurnetz, der Wiederaufbau der schmalspurigen Strecke von Schönheide Mitte bis Carlsfeld und der Neubau einer Schmalspurstrecke nach Wernesgrün. Die Gesamtkosten wurden mit 18,6 Mio. € veranschlagt. Unterstützt wurde dieses Projekt zunächst von den Anliegergemeinden, dem Erzgebirgs- und dem Vogtlandkreis. Die beteiligten Gemeinden erklärten im Januar 2014 jedoch, dass das Projekt nicht fortgeführt wird. Letztlich waren die nicht ausreichenden Finanzen für diese Entscheidung ausschlaggebend.

## Streckenbeschreibung

### Verlauf

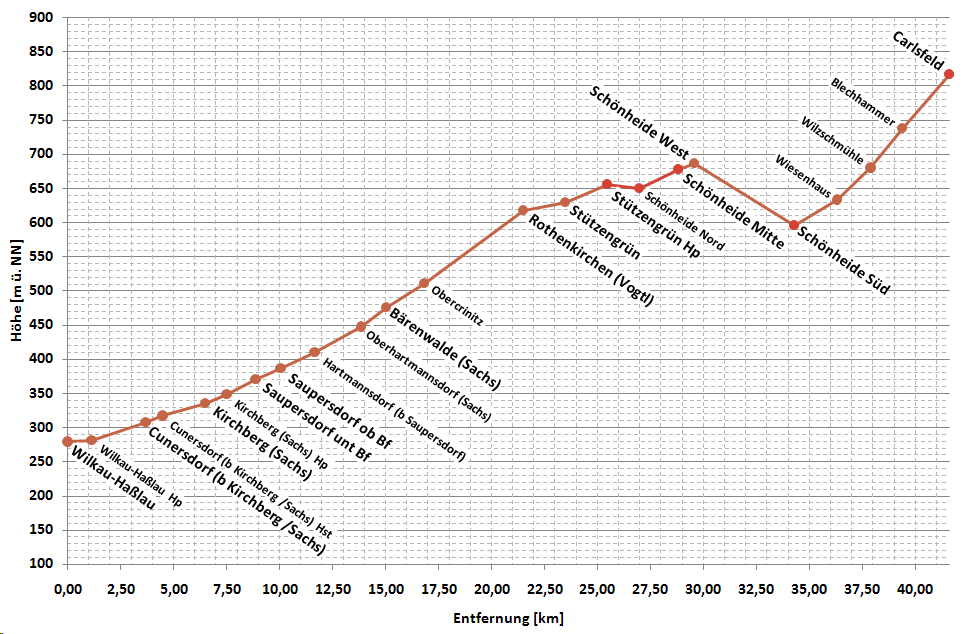
Vereinfachtes Höhenprofil der Strecke

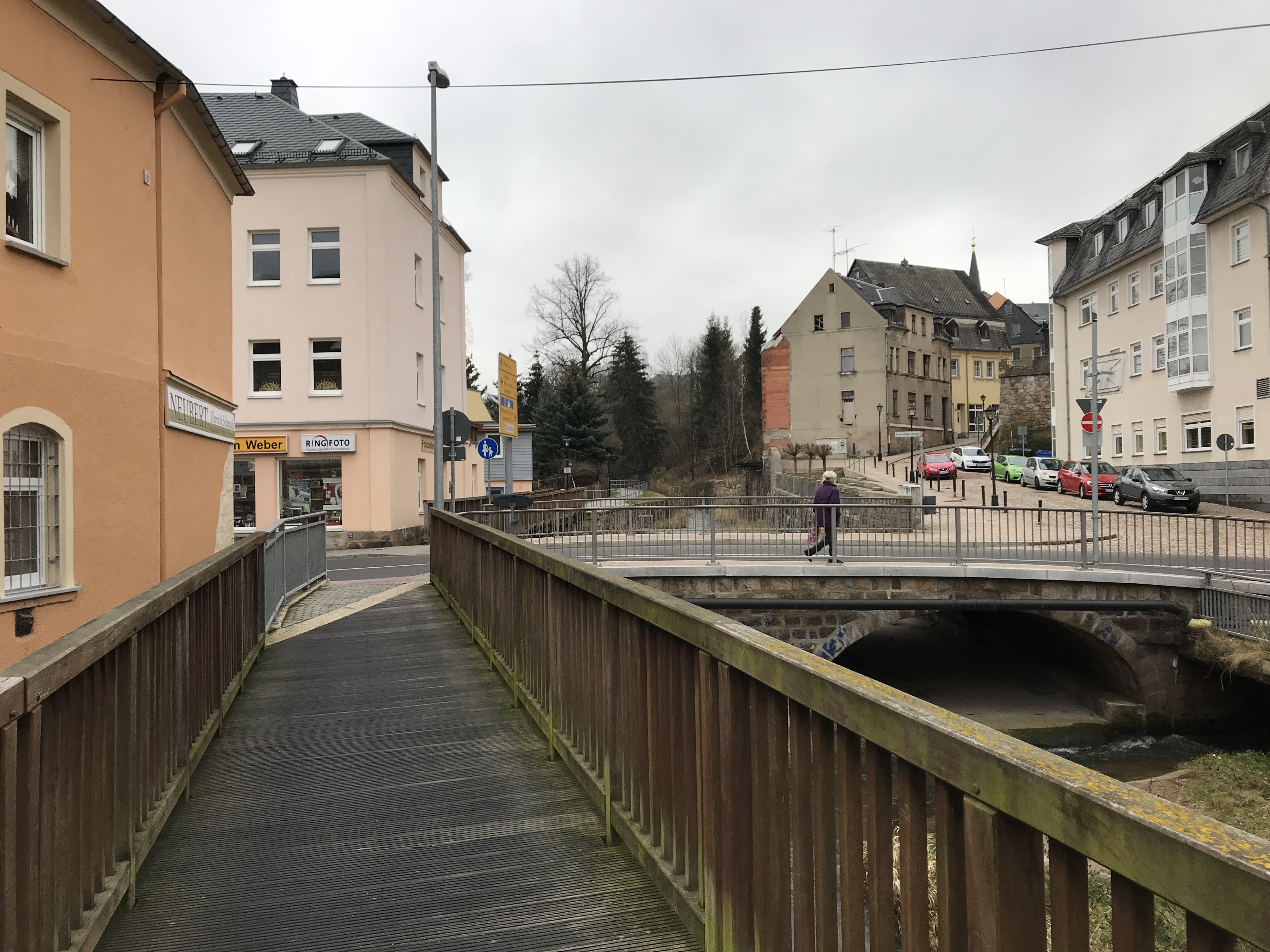
Brücke über den Rödelbach in Kirchberg (2018)

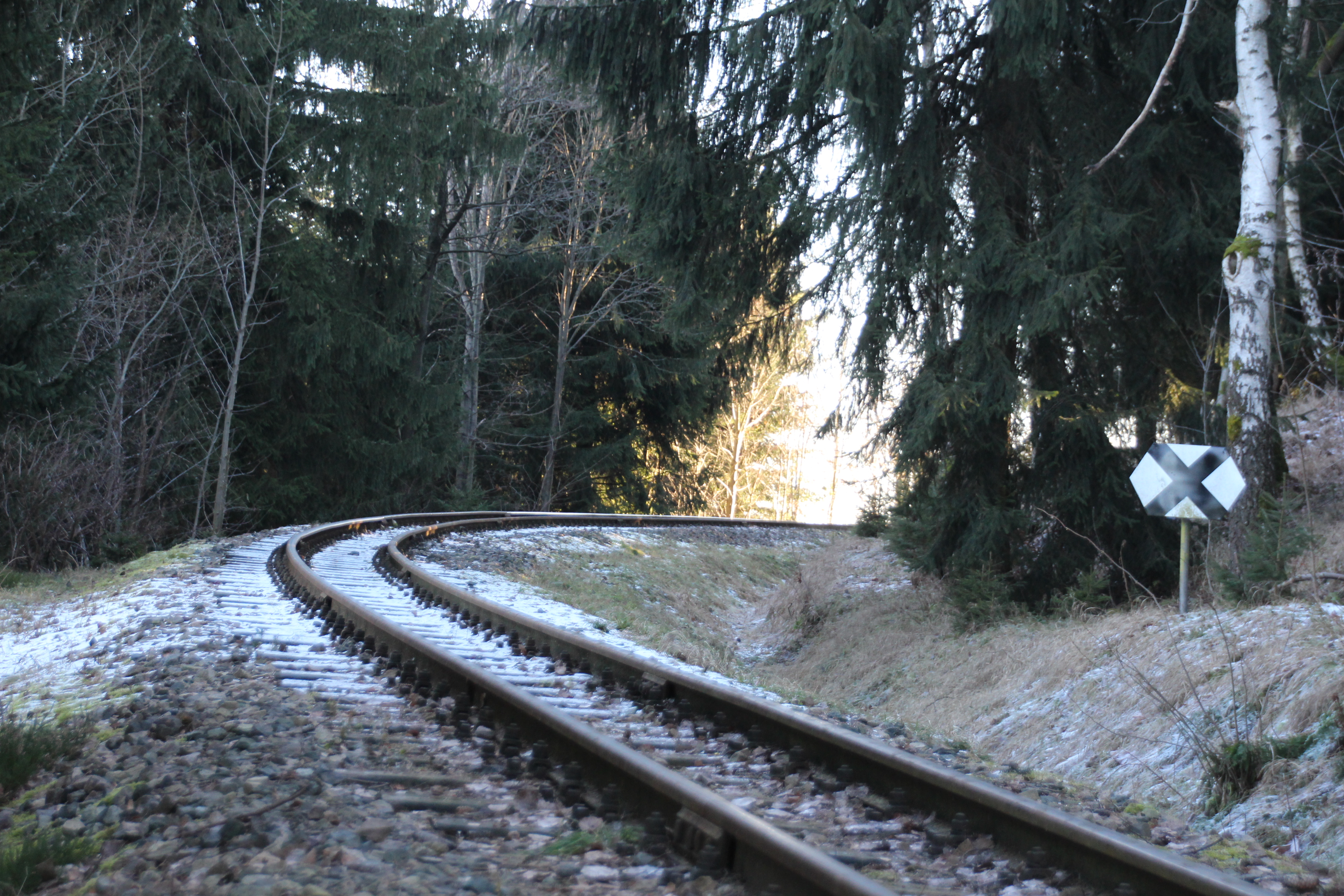
Kurven- und steigungsreiche Streckenführung am Fuchsstein nach Schönheide

Nach dem Verlassen des Bahnhofs Wilkau-Haßlau, dem mit 279 m ü. NN tiefsten Punkt der Strecke querte man den Rödelbach auf einer Blechträgerbrücke. Dessen Tal sollte die Bahn bis zum Bahnhof Bärenwalde folgen. Anschließend kreuzte die Strecke die Schienen der Normalspurbahn und verlief ab dem Haltepunkt Wilkau-Haßlau auf der Landstraße. Ab dem Kilometer 3,4 kam die Trasse wieder auf einem eigenen Planum zu liegen, um ab der Haltestelle Cunersdorf wieder parallel zur Straße zu verlaufen. Die Straße wurde erst ab km 4,12 wieder genutzt, hier wurde auch das sogenannte „Hasenloch“ passiert, wo wegen Hochwassergefahr eine fast 170 m lange teilweise über 6 m hohe Stützmauer gebaut worden war. Bis zum Kirchberger Bahnhof – bis auf die Umfahrung eines Gehöftes bei Streckenkilometer 5,6 – führte die Schmalspurbahn weiter am linken Straßenrand entlang.
Von Kirchberg bis Saupersdorf führte die Schmalspurbahn mitten durch dicht bebautes Gebiet. Zahlreiche Kunstbauten waren durch die Streckenführung entlang des Rödelbachs und dicht vorbei an Wohngebäuden und Fabriken quer durch die Stadt nötig. Dabei wurde der einzige gesicherte Bahnübergang der Strecke gequert. Die Straßenkreuzung kurz vor dem Streckenkilometer 7,3 (⊙) sicherte eine Ende der 1930er Jahre aufgestellte einfache Blinklichtanlage der Bauart Pintsch. Erst kurz vor Saupersdorf unt Bf führte die Schmalspurbahn wieder parallel zur Landstraße Richtung Rothenkirchen.
Nach Bärenwalde wurde das Westerzgebirge kurzzeitig verlassen und die Schmalspurbahn berührte eine Hochebene des Vogtlands. Der circa sechs km lange Umweg über Obercrinitz wurde gewählt, um eine größere Steigung zwischen Bärenwalde und Rothenkirchen zu vermeiden. Ab Rothenkirchen verlief die Schmalspurbahn entlang der heutigen Bundesstraße 169 um dann ab Stützengrün den Fuß des Kuhberges zu umfahren. Zwischen Rothenkirchen und Schönheide änderte sich das Landschaftsbild erneut, statt den seit Saupersdorf vorherrschenden landwirtschaften Nutzflächen dominierten nun Wälder die Flächen abseits der Strecke. Ab Schönheide West, dem mit 686 m ü. NN vorläufig höchsten Punkt der Bahnstrecke, folgte die Strecke dem Tal des Silberbachs bis Schönheide Süd.
Anschließend führte die Schmalspurbahn im Wilzschtal bergan. Im beengten Tal musste die Strecke mehrere Male sowohl die Landstraße kreuzen als auch die Wilzsch überqueren. Im Bahnhof Carlsfeld lag mit 816 m ü. NN der höchste Punkt der Strecke, nur das Anschlussgleis der Glashütte lag noch einige Meter höher.
Trotz einer vermeintlich günstigen Streckenführung – circa 60 % der Strecke führte entlang von Bächen und Flüssen – gestaltete sich die Trassierung alles andere als leicht. Nur rund 5,5 km Strecke verlief in der Waagerechten, auf fast 20 km Strecke betrug die Steigung mindestens 17 ‰, bei über 4 km davon sogar mehr als 25 ‰.
Auf über 15 km war ein Kurvenradius von unter 300 m realisiert. Zwischen Wilkau–Haßlau und Saupersdorf betrug der minimale Radius an drei Stellen 50 m, zwischen Saupersdorf und Schönheide bis auf eine Ausnahme 100 m oder größer. Auf dem Abschnitt bis Carlsfeld waren mehrere Bögen mit einem Radius von 80 m nötig. Die Höchstgeschwindigkeit zwischen Wilkau-Haßlau und Schönheide Süd betrug 25 km/h, ab Schönheide Süd nur noch 15 km/h. Die Gleisbögen waren dazu mit einer maximalen Überhöhung von 40 mm angelegt, in den 1960er Jahren wurde die Überhöhung um 10 mm verringert, da für Strecken mit Rollwagenverkehr nur noch 30 mm zugelassen waren.
Im oberen Streckenabschnitt zwischen Schönheide Süd und Carlsfeld befand sich mit 50 ‰ die größte Neigung der Schmalspurbahn. Dieser etwa 700 Meter lange Abschnitt in der Nähe des Haltepunkts Blechhammer war der steilste mit Dampflokomotiven befahrene Streckenabschnitt bei den Sächsischen Schmalspurbahnen überhaupt. Ähnliche Neigungsverhältnisse wurden in Sachsen später noch auf den Strecken Eibenstock unt Bf–Eibenstock ob Bf (Steilstrecke Eibenstock) und Klingenthal–Sachsenberg-Georgenthal (hier nur auf einem kurzen Abschnitt mit ausschließlichem Reiseverkehr) realisiert.

### Betriebsstellen
Wilkau-Haßlau ⊙

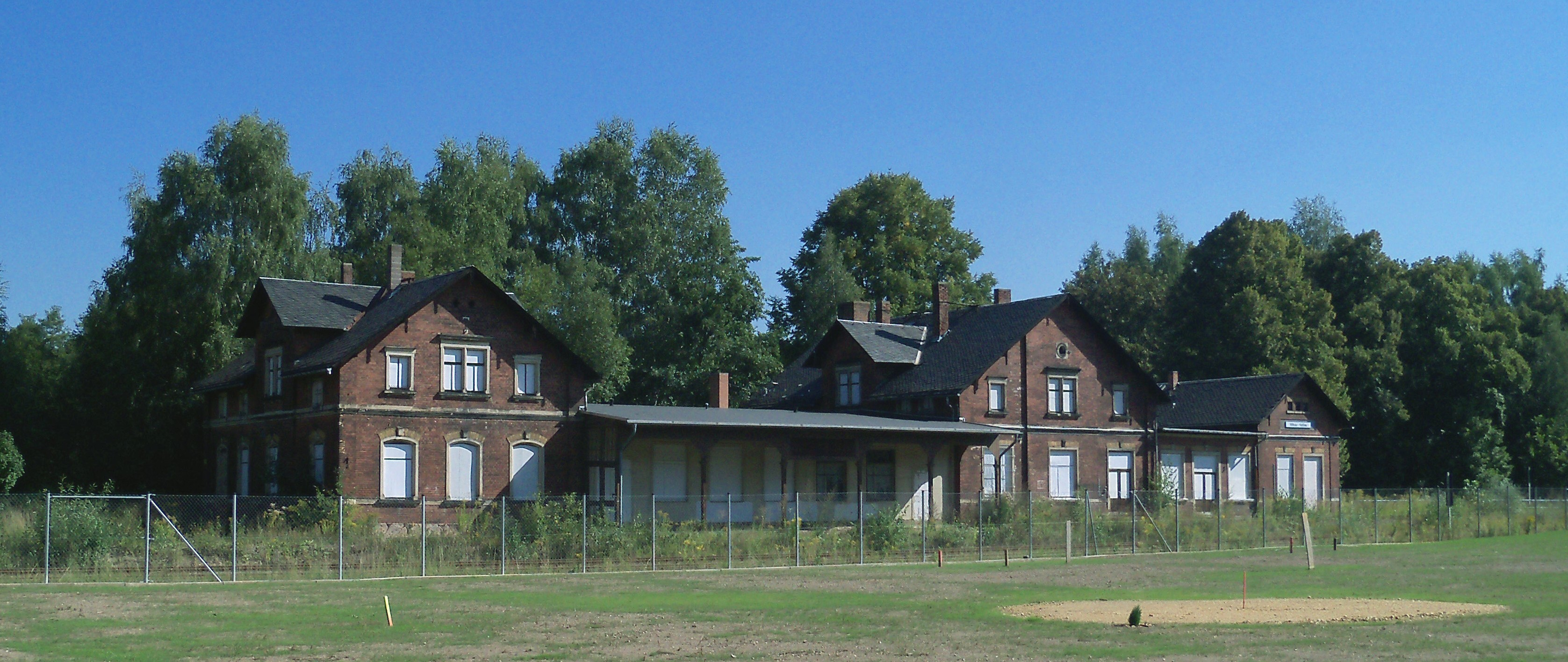
Das beim Bahnhofsumbau 1893 erbaute Empfangsgebäude (2011)

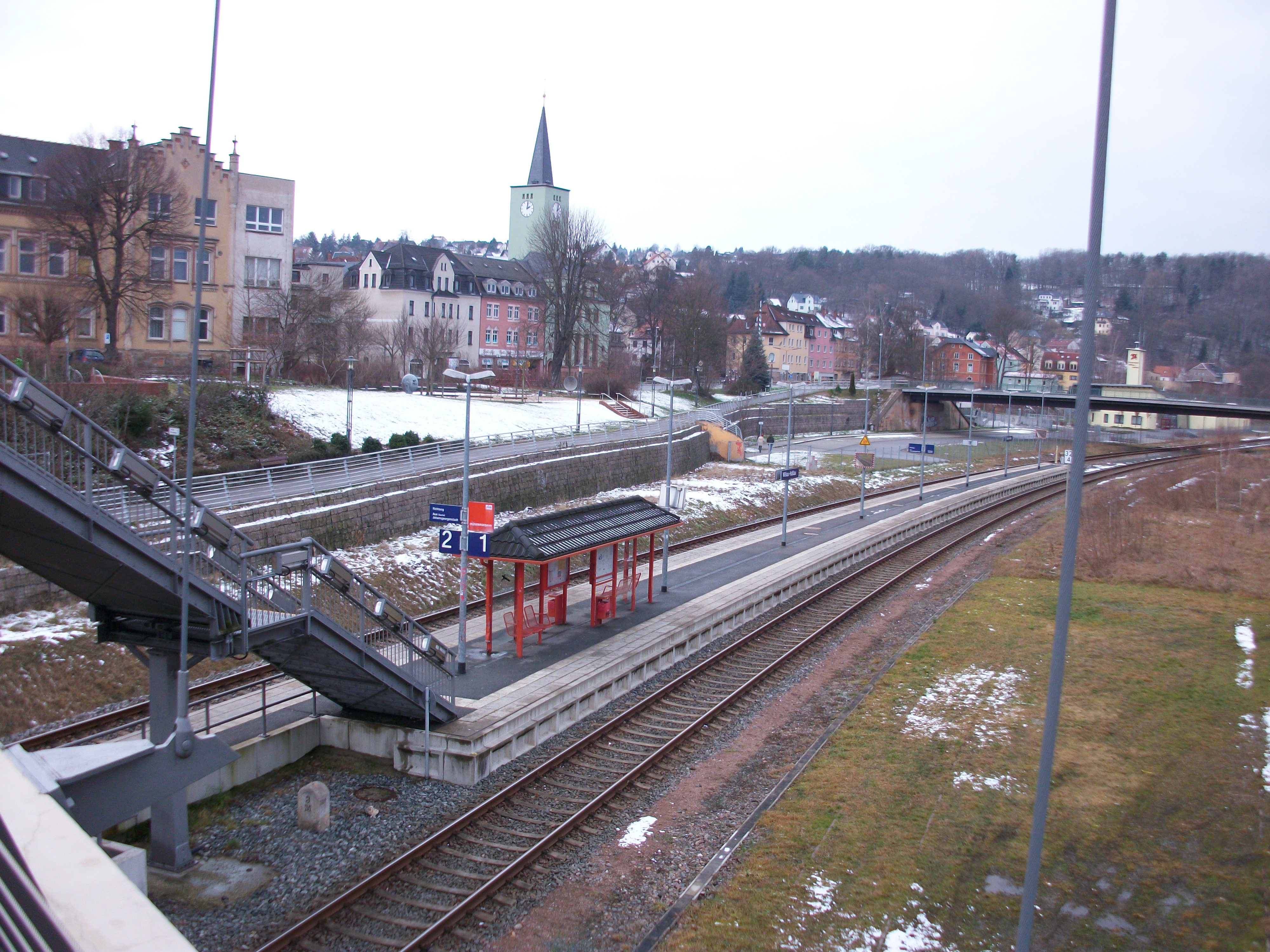
Bahnhof Wilkau-Haßlau (2016)

Beim Bau der Schmalspurbahn war bereits eine Haltestelle an der normalspurigen Bahnstrecke Schwarzenberg–Zwickau vorhanden, deshalb wurden die Anlagen der Schmalspurbahn einfach zwischen die Normalspuranlagen gebaut. Im Zusammenhang mit der Streckeneröffnung nach Kirchberg wurde die bisherige Haltestelle im Jahr 1882 zum Bahnhof erhoben. Bereits vor der Eröffnung nach Wilzschhaus war der Bahnhof den Ansprüchen nicht mehr gewachsen. 1885 wurde eine Erweiterung genehmigt, deren Beginn sich wegen Grundstücksstreitigkeiten noch sieben Jahre hinziehen sollte.
Auch beim Bahnhofsumbau ab 1893 blieben die niveaugleichen Kreuzungen zwischen Schmal- und Normalspur erhalten, bei Rangierarbeiten oder Zugfahrten musste immer das Hauptgleis der Normalspur gesperrt werden. Bei den Umbaumaßnahmen wurde der Schmalspurteil etwa 300 m nach Nordwesten verlegt, deshalb begann die Kilometrierung mit Minusangaben. Weiter erhielt der Bahnhof eine schmalspurige Drehweiche, die in den 1960er Jahren für den geplanten Einsatz der Neubaudiesellokomotiven V 36K nochmals verlängert wurde. Die Drehweiche wurde oft auch als Segmentdrehscheibe bezeichnet.
Zunächst nur als Bahnhof Wilkau bezeichnet, erhielt er erst 1935 mit der Eingemeindung den neuen Namen Wilkau-Haßlau.
Wilkau-Haßlau Hp ⊙

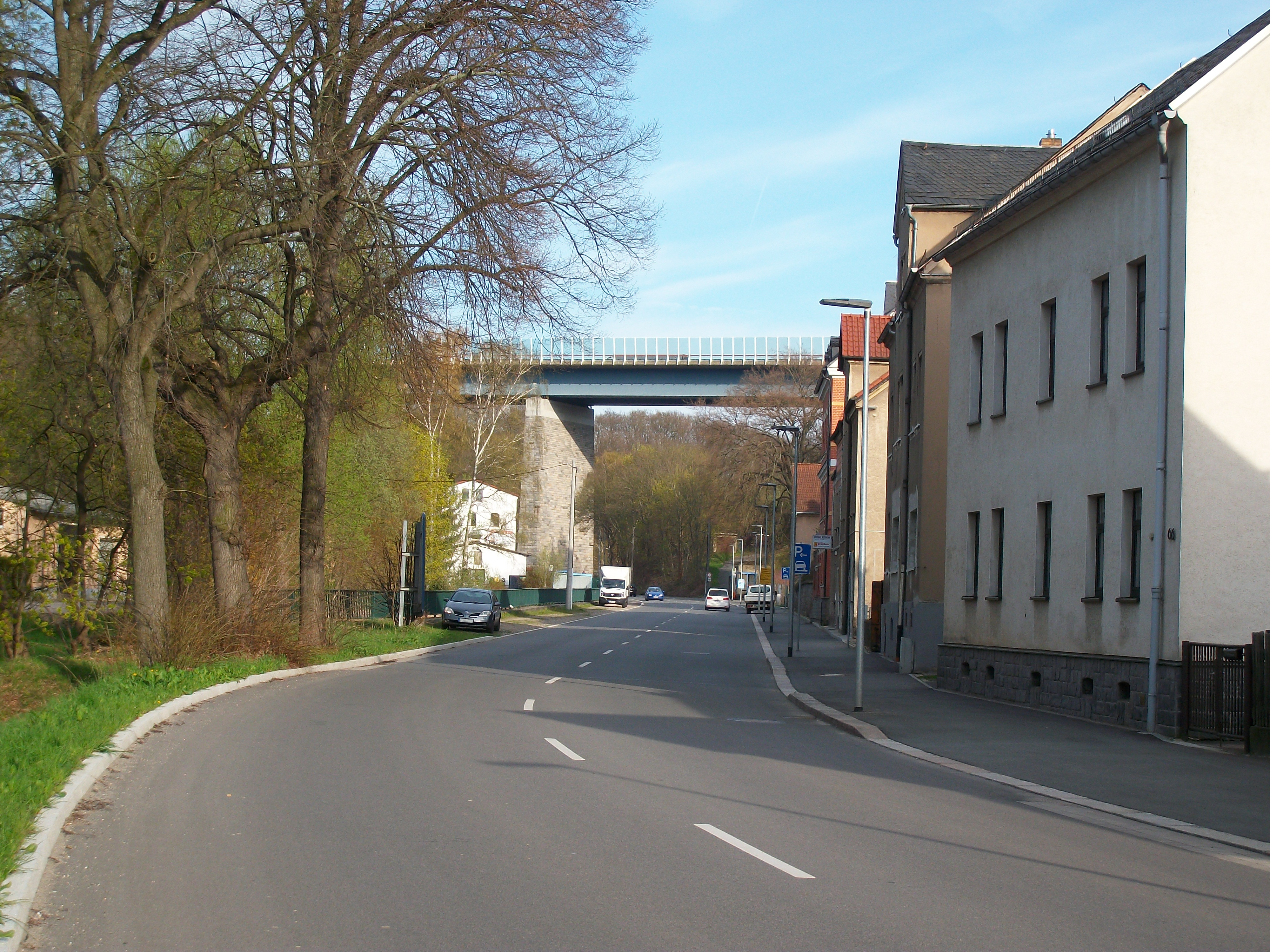
Ehemalige Lage von Wilkau-Haßlau Hp der Schmalspurbahn, links der Straße (2016)

Der Haltepunkt Wilkau, 1935 in Haltepunkt Wilkau-Haßlau umbenannt, wurde am 15. Oktober 1882 eröffnet. Außer einem Bahnsteig und einem Schild waren keinerlei Baulichkeiten vorhanden. Kurz vor der Station wurde der Rödelbach auf einer Brücke überquert, von der heute nur noch Teile der Widerlager erkennbar sind. Der Haltepunkt befand sich in Richtung Kirchberg zwischen der „Kirchberger Straße“ in Wilkau und dem Rödelbach.
Culitzsch ⊙

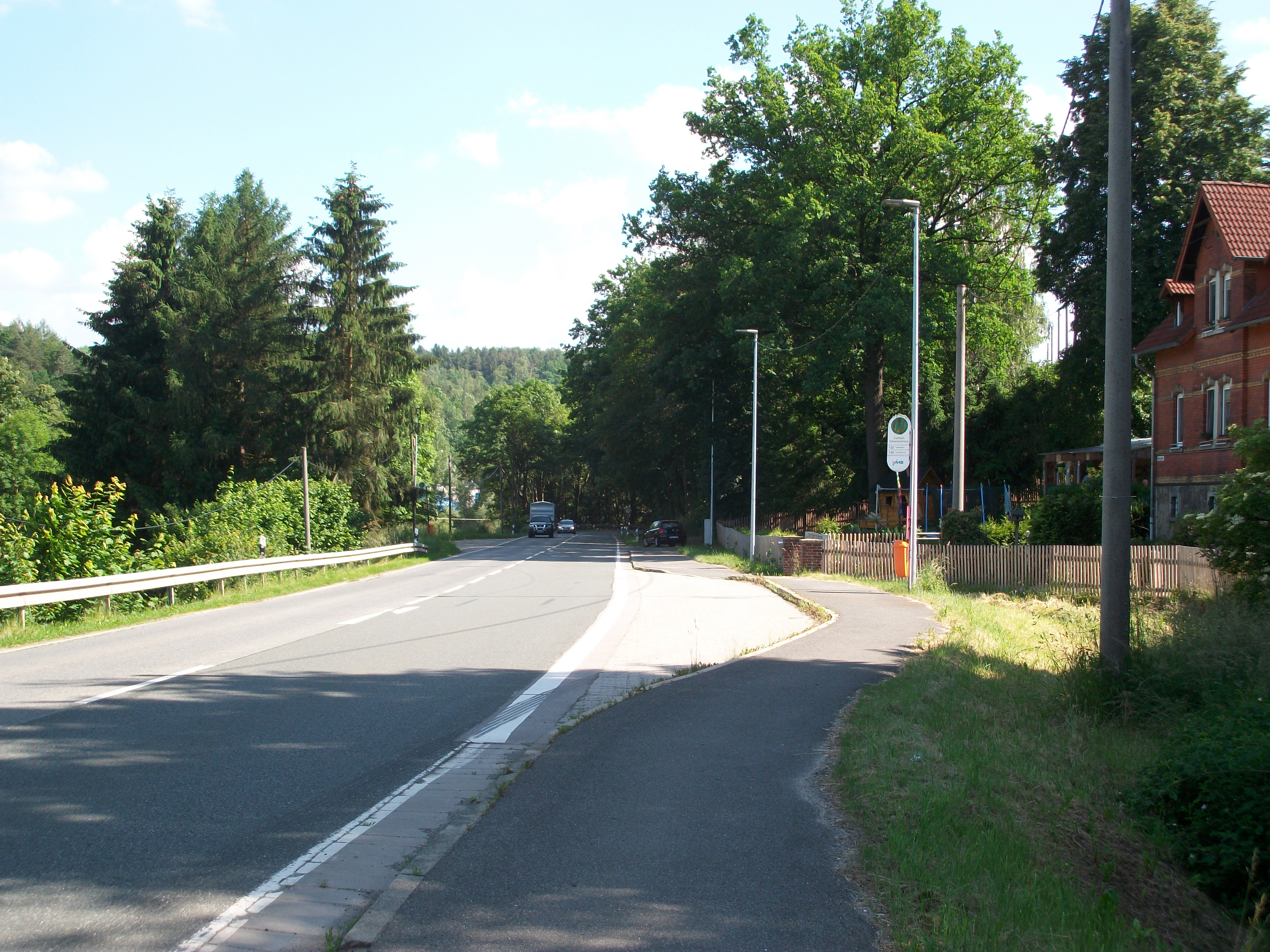
Ehemalige Lage des Haltepunkts Culitzsch im Rödelbachtal, links der Straße (2016)

Der Haltepunkt Culitzsch – benannt nach der etwa 1 km von der Bahnstrecke entfernt liegenden kleinen Gemeinde Culitzsch – wurde ebenso wie der Haltepunkt Wilkau-Haßlau erst am 15. Oktober 1882 eröffnet. Für die Reisenden stand keinerlei Warteräumlichkeit zur Verfügung. Bereits beim Winterfahrplanwechsel 1923/24 wurde der Haltepunkt wegen der geringen Frequentierung geschlossen. Er befand sich zwischen der „Kirchberger Straße“ in einer zu Culitzsch gehörigen Siedlung und dem Rödelbach. In der Nähe befindet sich heute eine Bushaltestelle.
Cunersdorf (b Kirchberg/Sachs) ⊙
Der Bahnhof Cunersdorf (b Kirchberg/Sachs) wurde 1922 als Betriebsbahnhof für Zugkreuzungen eingerichtet. Er diente ausschließlich als Ausweichstelle. Eine Fernsprecherbude war das einzige Bauwerk, sie war durch die Funktion des Bahnhofs als Zugmeldestelle nötig. Das zweite Gleis wurde in den 1930er Jahren kurzzeitig als nicht öffentliches Ladegleis von einer nahegelegenen Ziegelei genutzt.

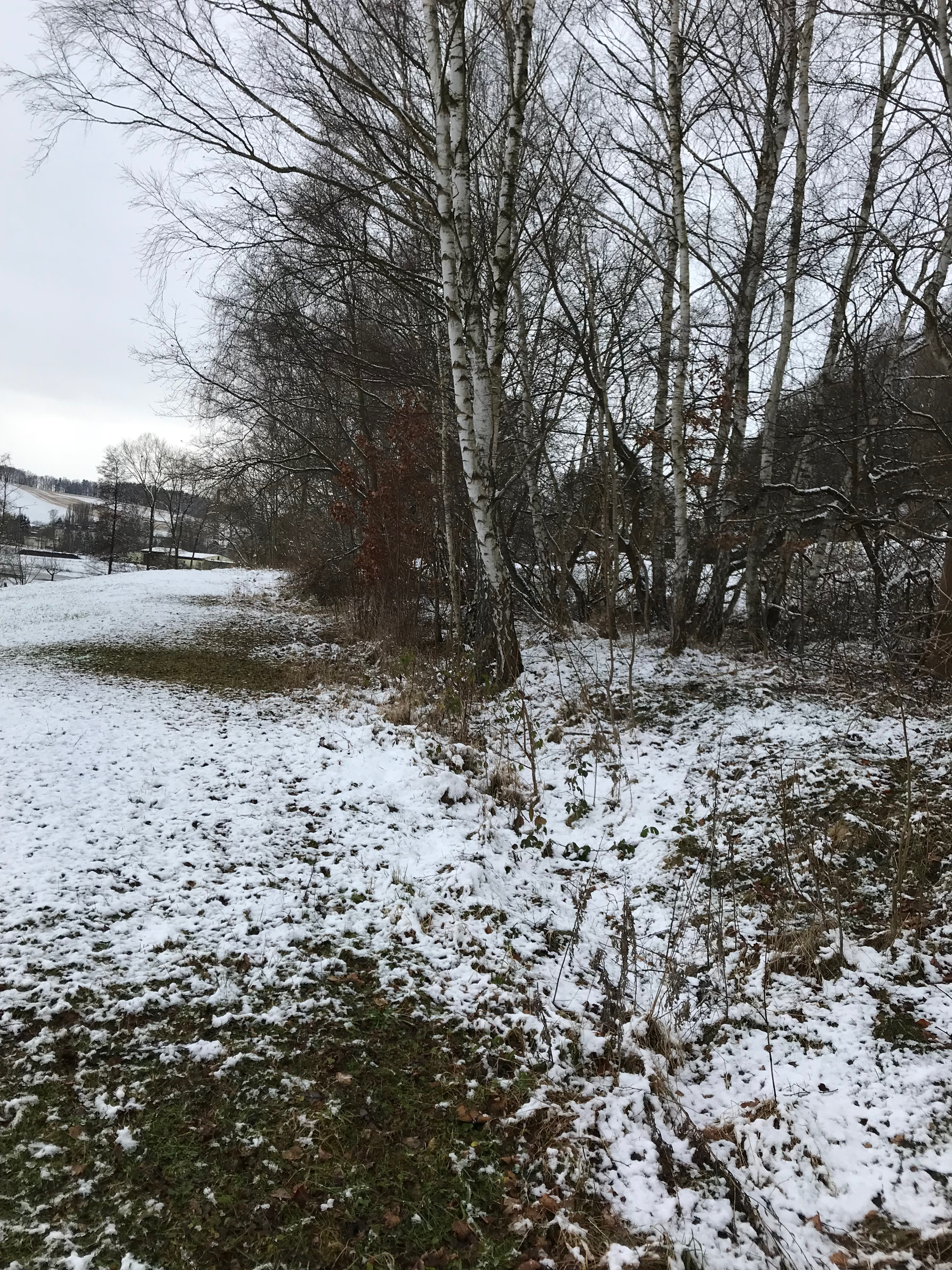
Bahnhof Cunersdorf (b Kirchberg/Sachs), Blick Richtung Kirchberg (2018)
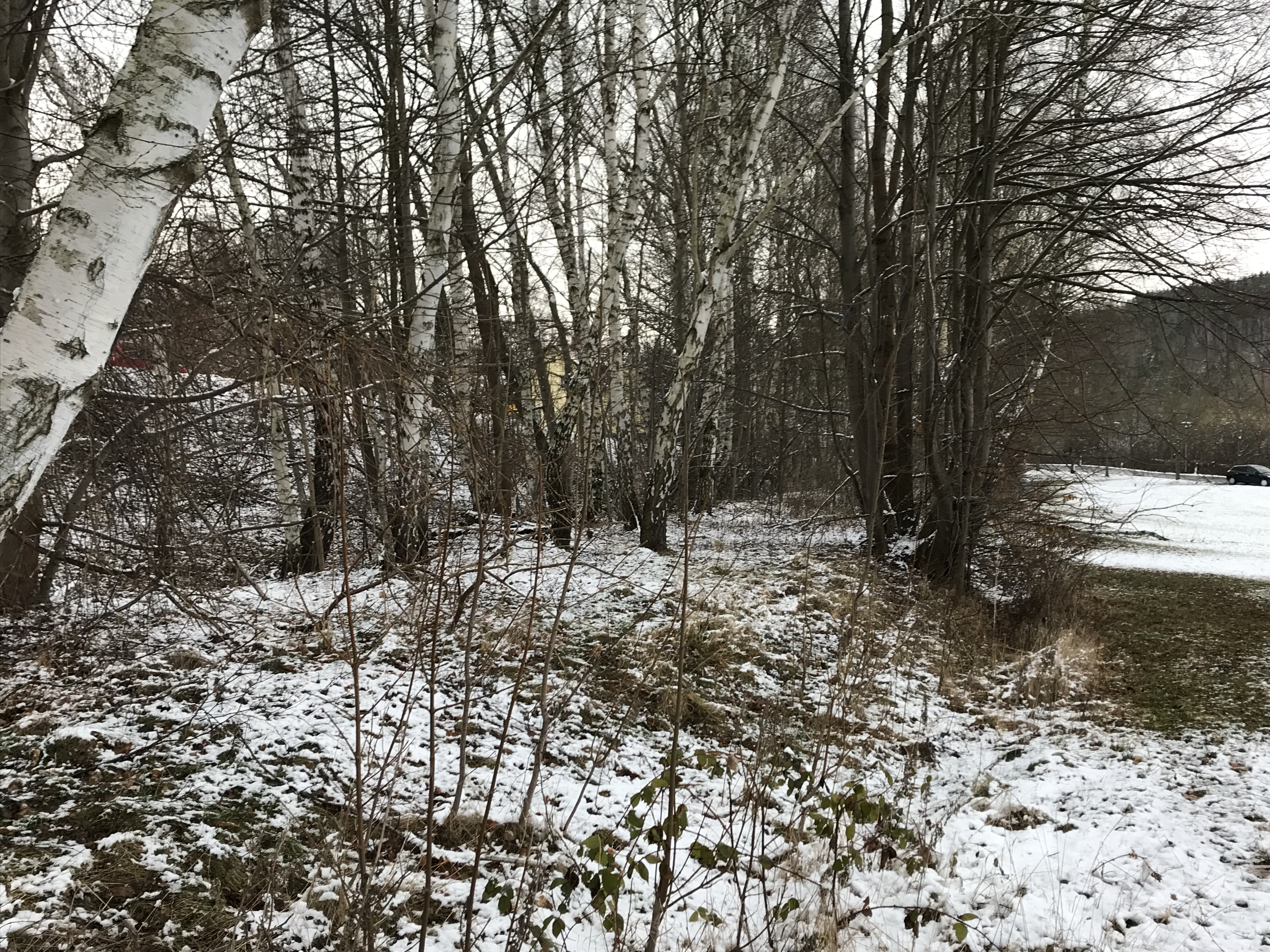
Bahnhof Cunersdorf (b Kirchberg/Sachs), Blick Richtung Wilkau-Haßlau (2018)
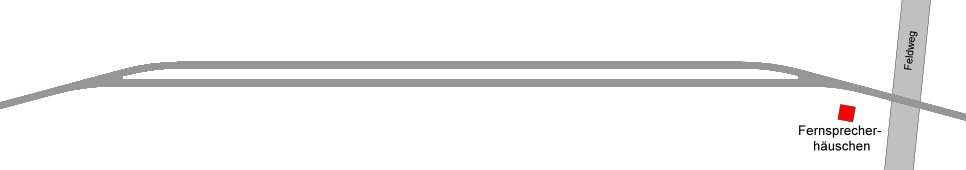
Schematischer Gleisplan des Bahnhofs Cunersdorf (b Kirchberg/Sachs)

Cunersdorf (b Kirchberg/Sachs) Hst ⊙
Die Haltestelle Cunersdorf, am 1. Oktober 1888 in Haltestelle Cunersdorf (b Kirchberg/Sachs) umbenannt, war bei der Streckeneröffnung 1881 zunächst der einzige Zughalt. Zuerst bestand sie nur aus zwei Weichen, einem Durchgangsgleis und einem beidseitig angebundenen Ladegleis. Eine Wartehalle wurde erst 1891 an der gegenüber liegenden Straßenseite gebaut. 1892 wurde dann zusammen mit einem im Haltestellenbereich abzweigenden Gleisanschluss noch ein drittes Gleis samt einer weiteren Ladestraße errichtet. Im Bereich des Haltepunkts befindet sich heute eine Bushaltestelle, dessen beide Wartehäuschen historische Bilder der Schmalspurbahn und der hölzernen Wartehalle zieren.

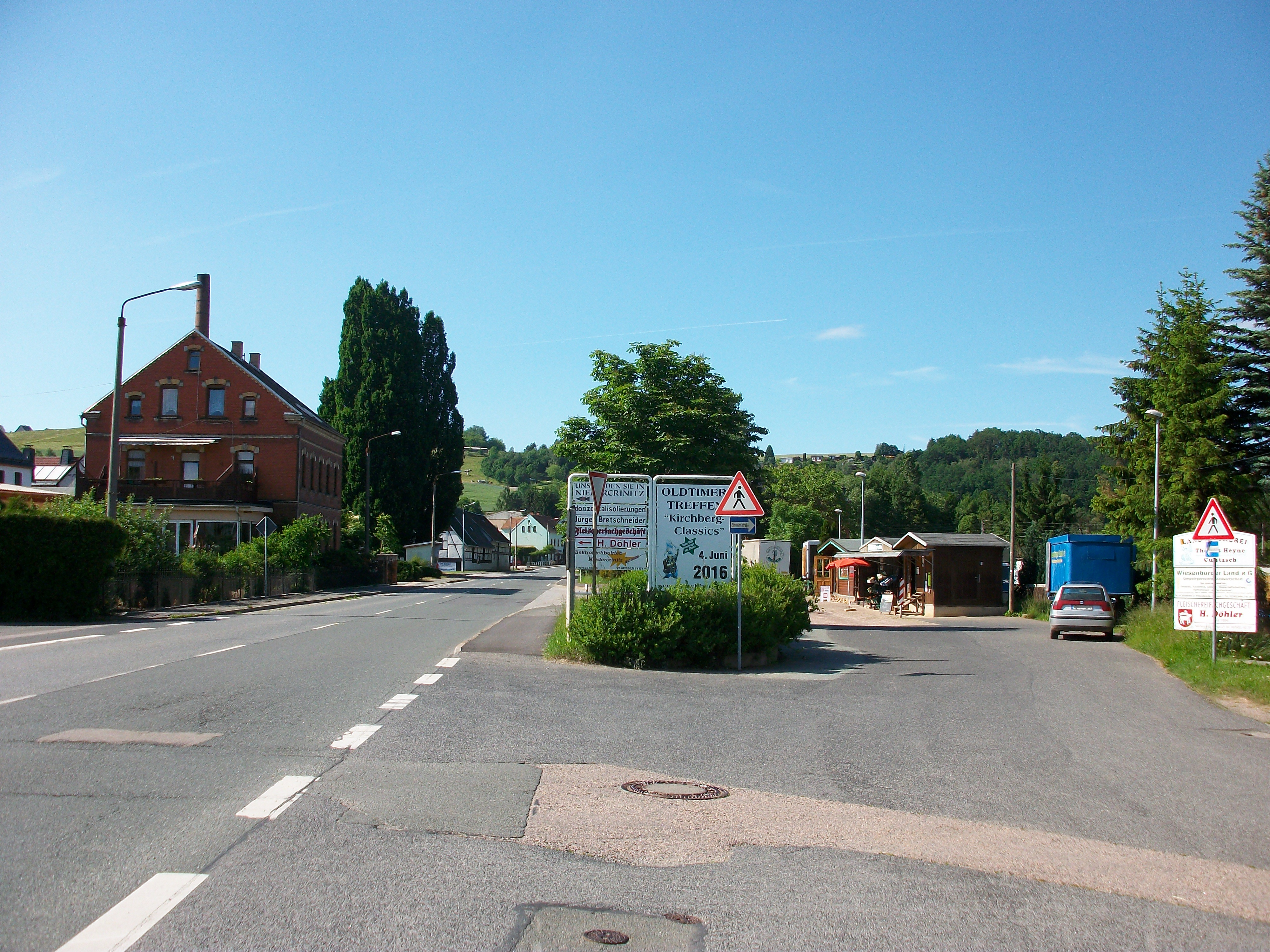
Haltestelle Cunersdorf, Blick Richtung Wilkau-Haßlau (2016)
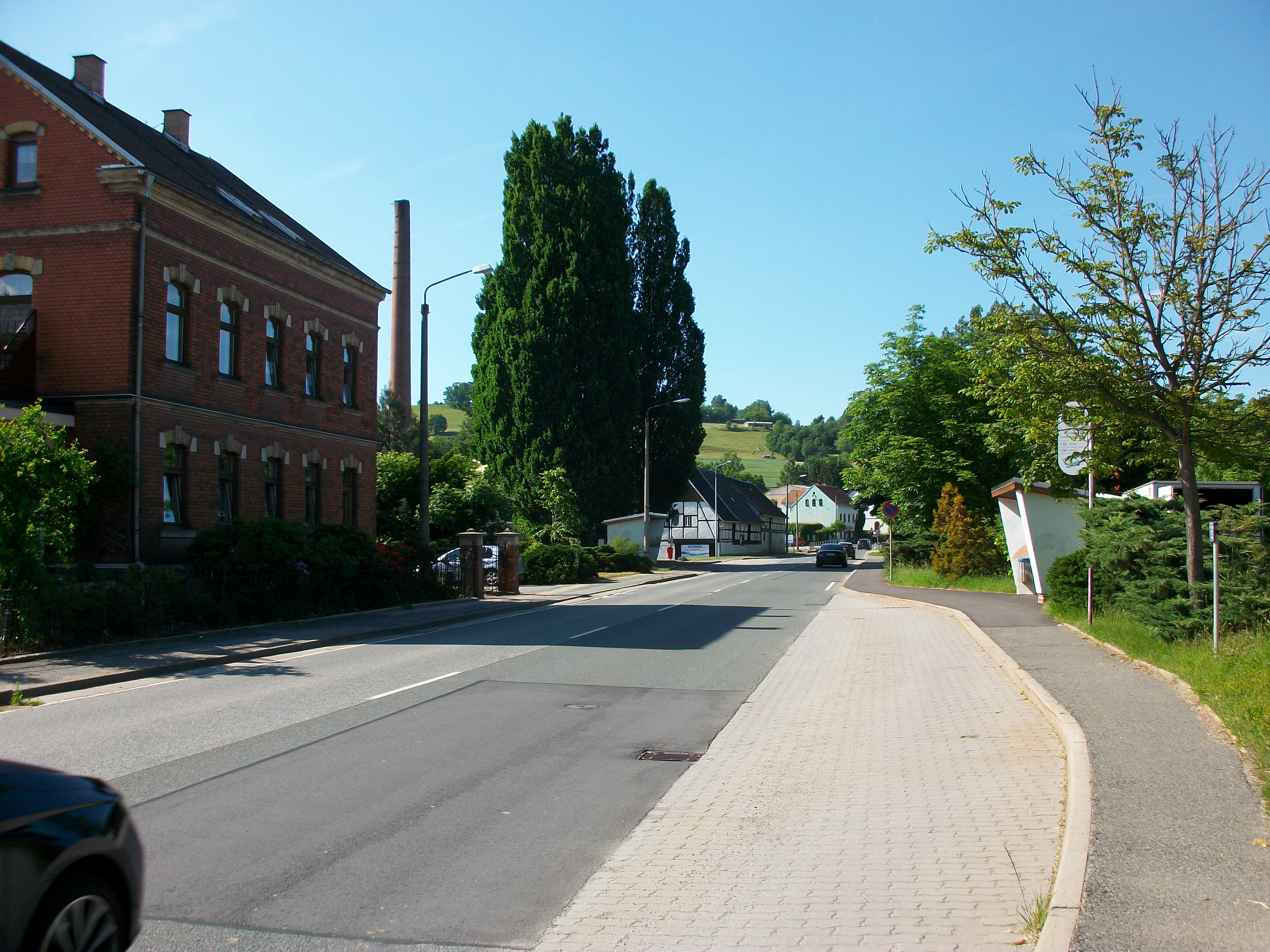
Haltestelle Cunersdorf (2016)
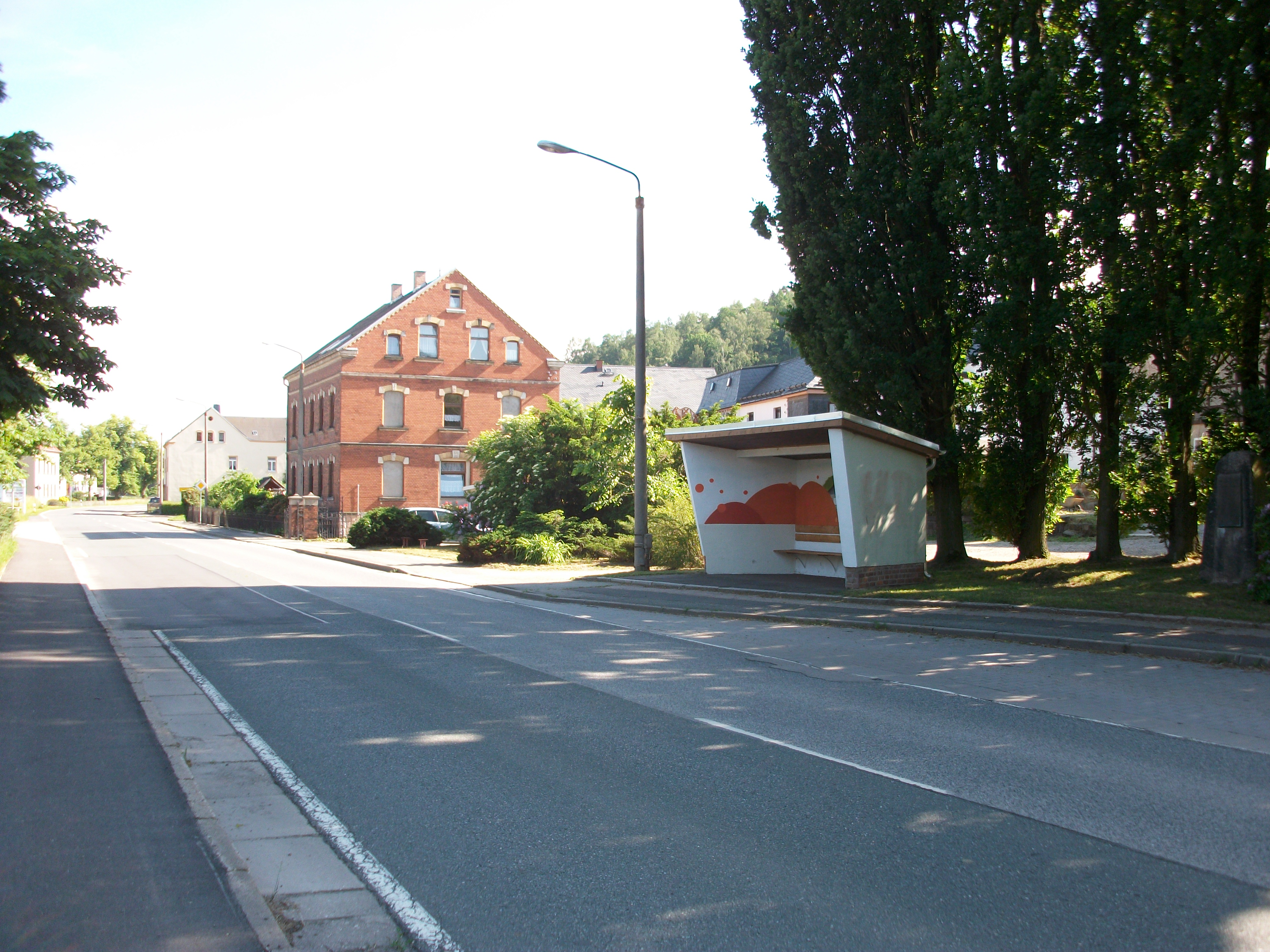
Haltestelle Cunersdorf (2016), die Wartehalle befand sich zwischen dem roten Haus und der Bushaltestelle
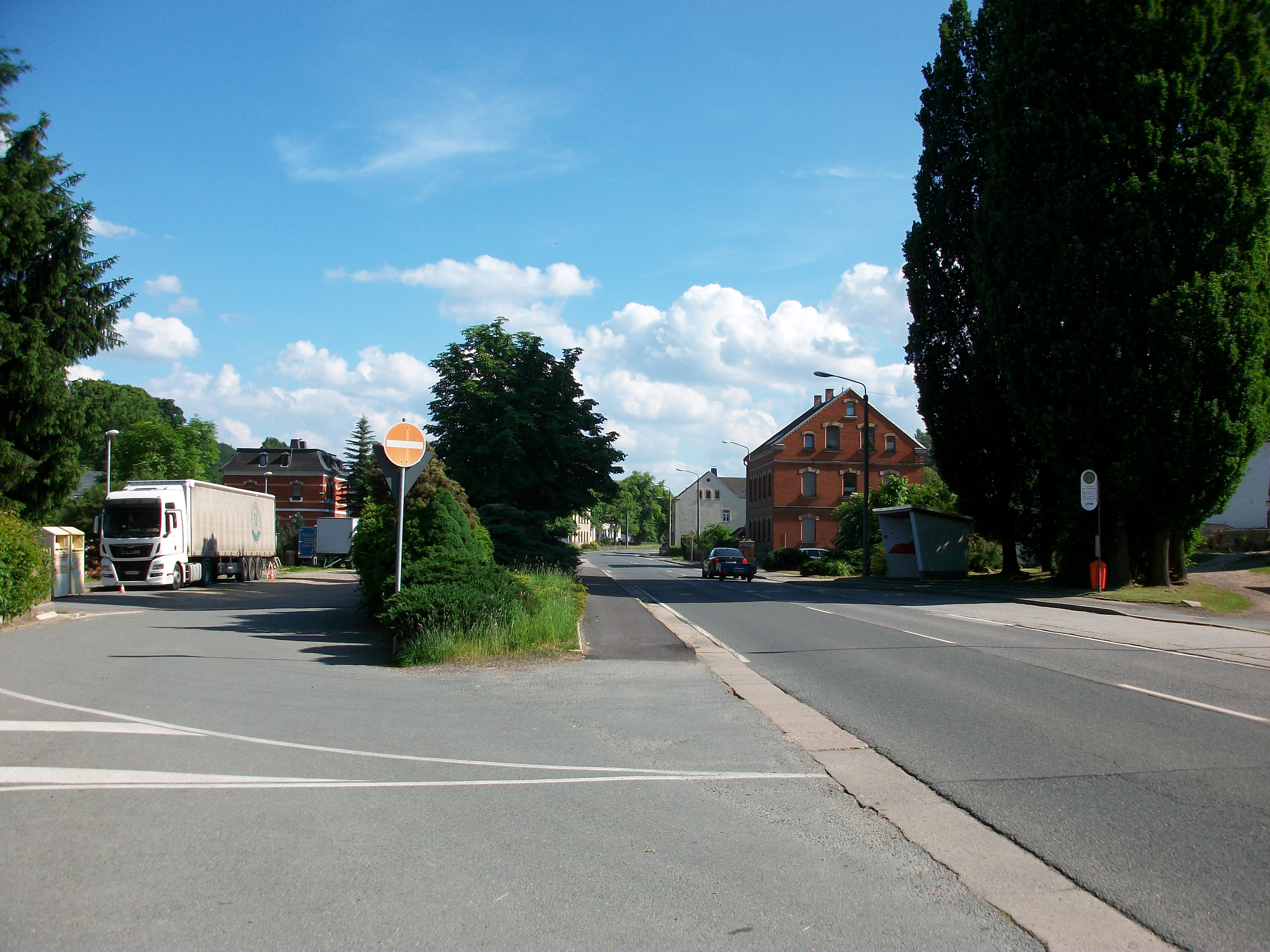
Haltestelle Cunersdorf mit Ladestraße (links), Blick Richtung Carlsfeld (2016)
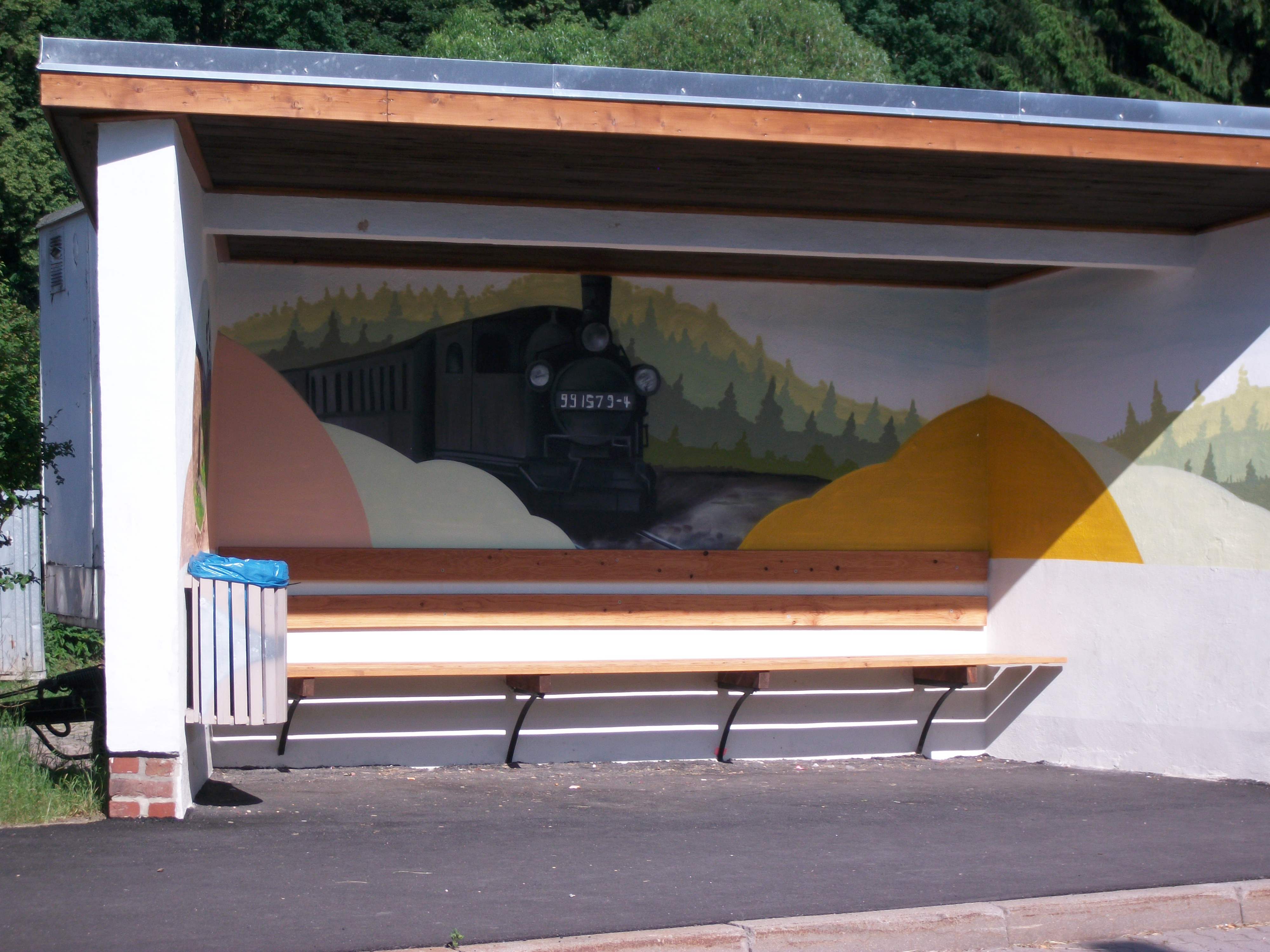
Cunersdorf, Bushaltestelle auf der Gleisseite mit der Schmalspurbahn (2016)
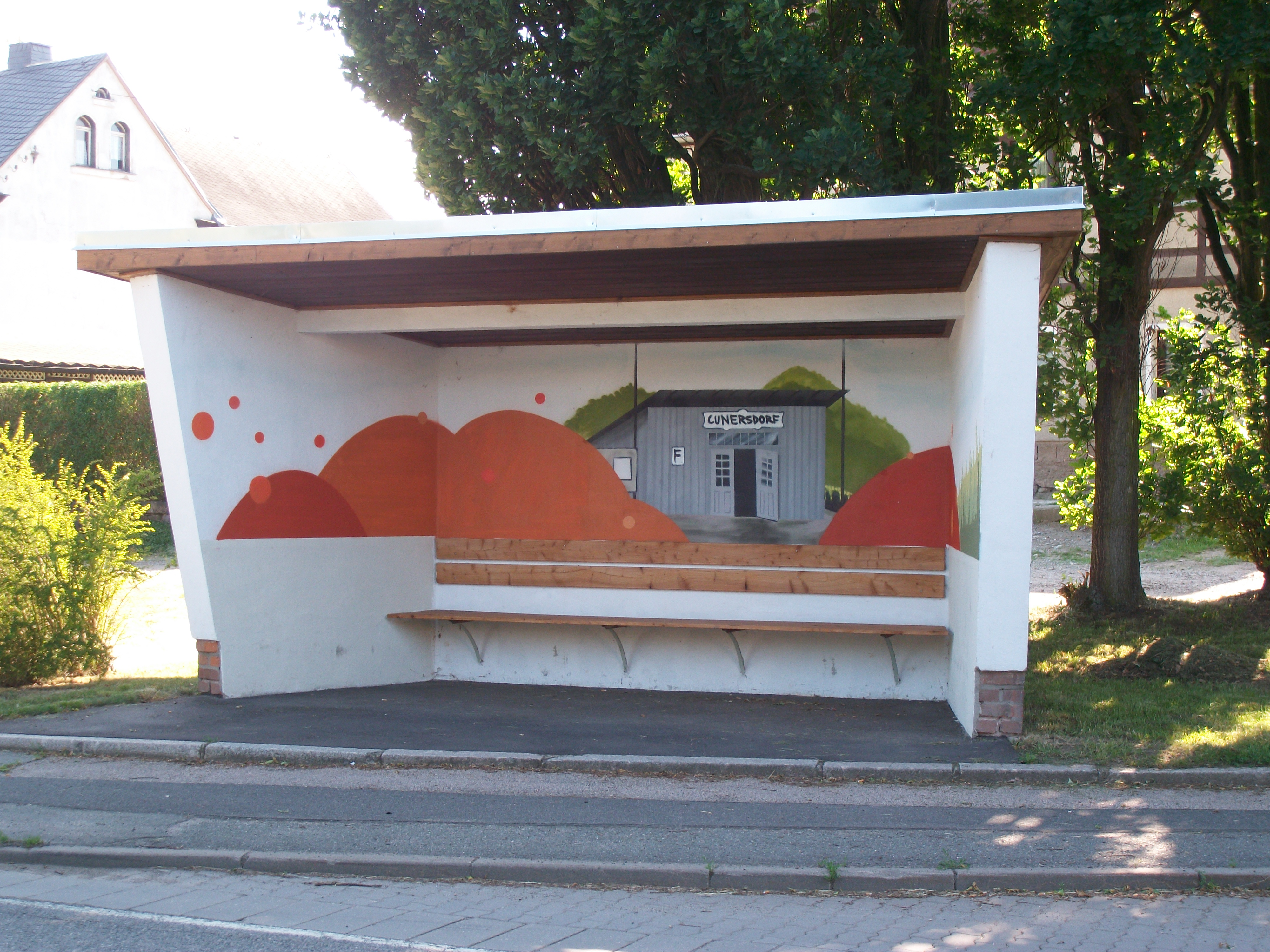
Cunersdorf, Bushaltestelle auf Seite der Wartehalle mit der Abbildung der Wartehalle (2016)

Kirchberg (Sachs) ⊙

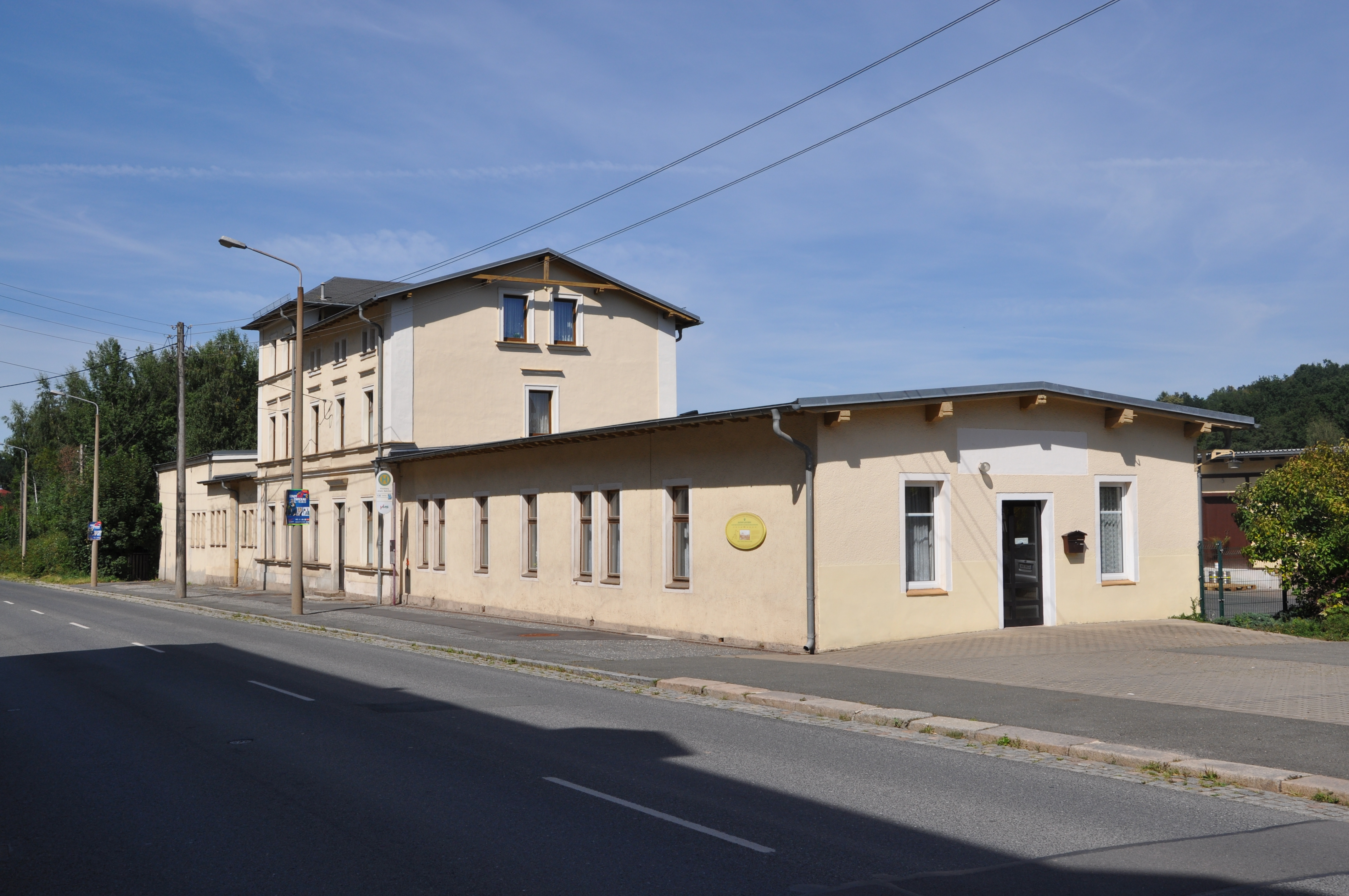
Bahnhof Kirchberg (2012)

Der Bahnhof Kirchberg war bei der Streckeneröffnung 1881 neben dem Bahnhof Wilkau die einzige Station. Eine erste Erweiterung erfolgte 1888 als ein separater Güterschuppen gebaut wurde. Mit der Streckeneröffnung nach Wilzschhaus erfolgte 1893 eine zweite Erweiterung der Anlagen. Dabei musste auch das zunächst eingleisige zweiständige Heizhaus einem zweigleisigen vierständigen weichen. Dieses wurde 1912 bei der letzten großen Erweiterung um ein weiteres Gleis ergänzt. Danach blieb der Bahnhof in dieser Form bis in die 1960er Jahre fast unverändert. Zum Bahnhof gehörten auch sieben Anschlussgleise.
Das Empfangsgebäude und der Güterschuppen sind heute noch vorhanden, der Lokschuppen wurde 1987 abgerissen. Der Bahnhof ist heute Station der Dampfbahn-Route Sachsen.
Kirchberg (Sachs) Hp ⊙
Der Haltepunkt lag an der Gartenstraße direkt im Stadtzentrum. Ähnlich wie beim Haltepunkt Wilkau-Haßlau waren auch hier keinerlei Hochbauten vorhanden.

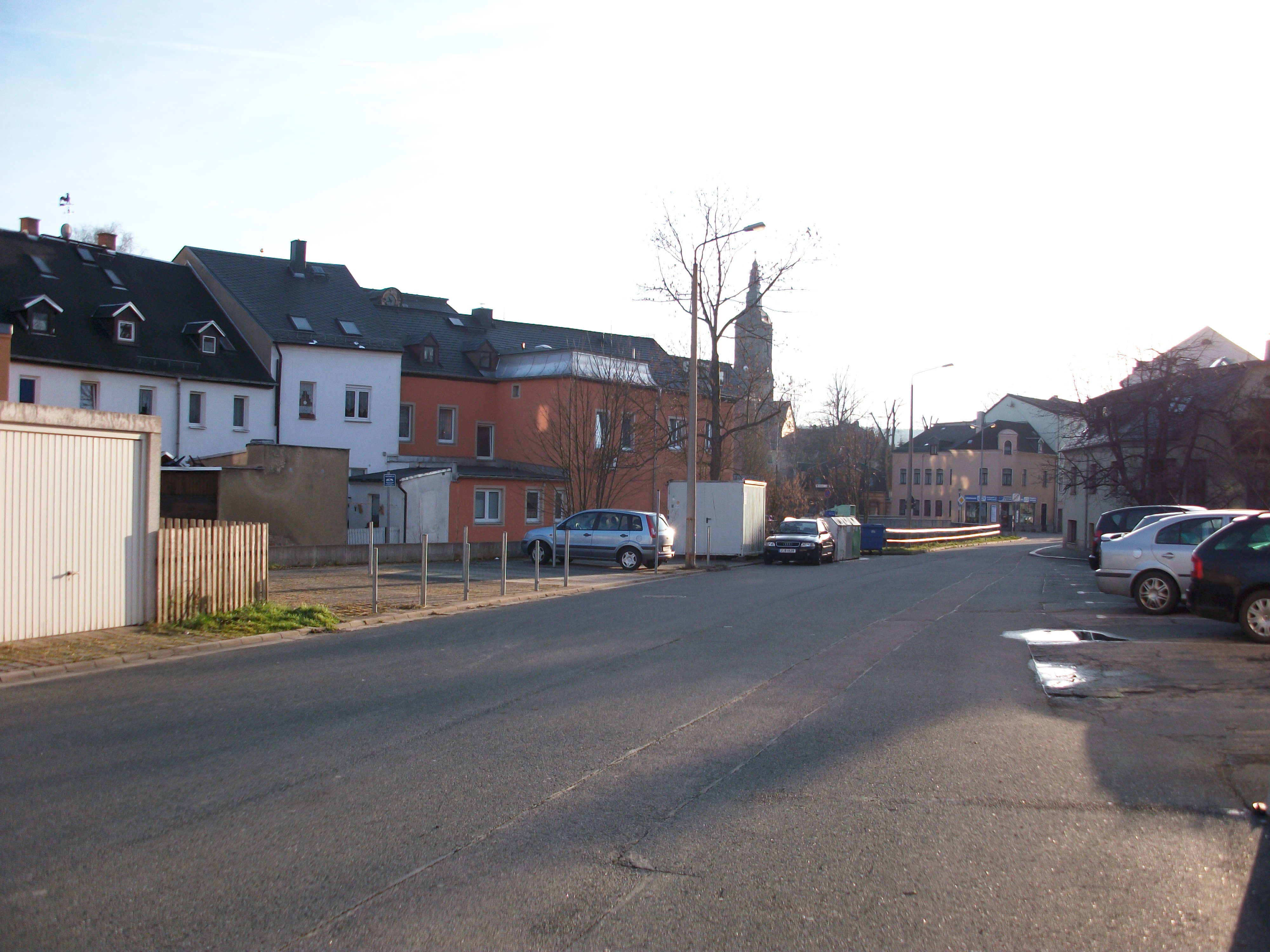
Haltepunkt Kirchberg, Blick in Richtung Kirchberg (2016)
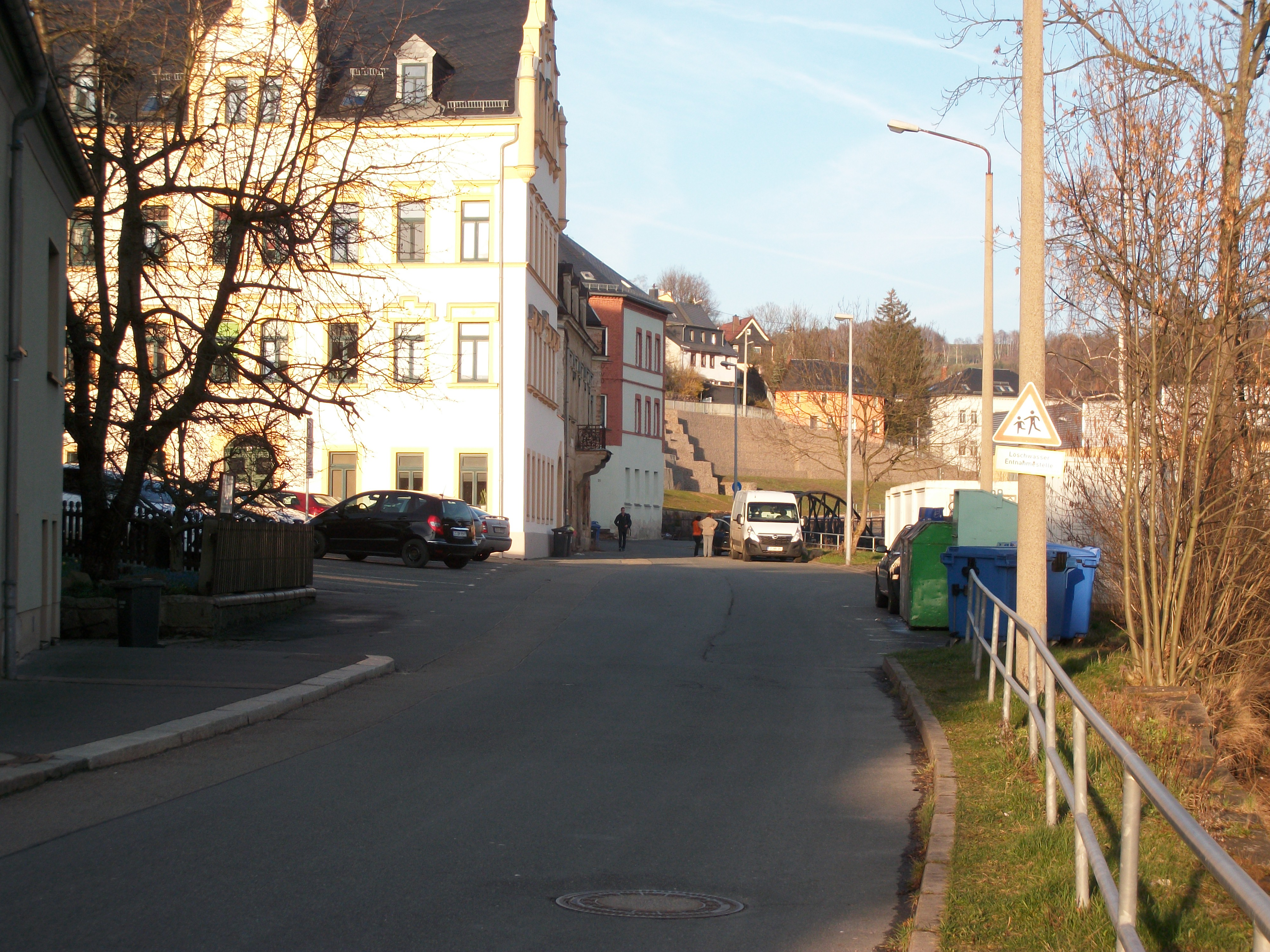
Haltepunkt Kirchberg mit Sonnenbrücke (2016)
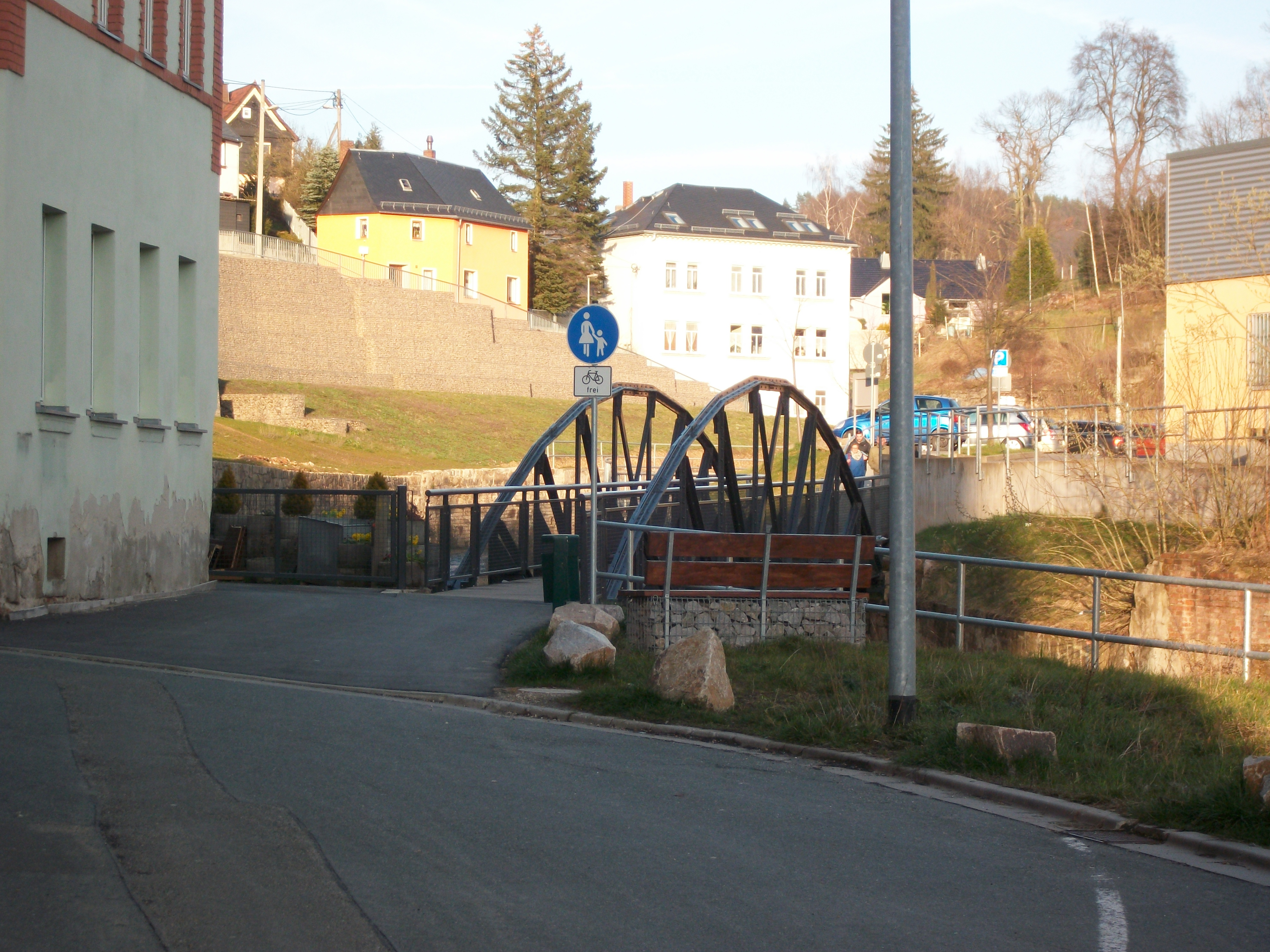
Sonnenbrücke in Kirchberg nach der Restaurierung (2016)
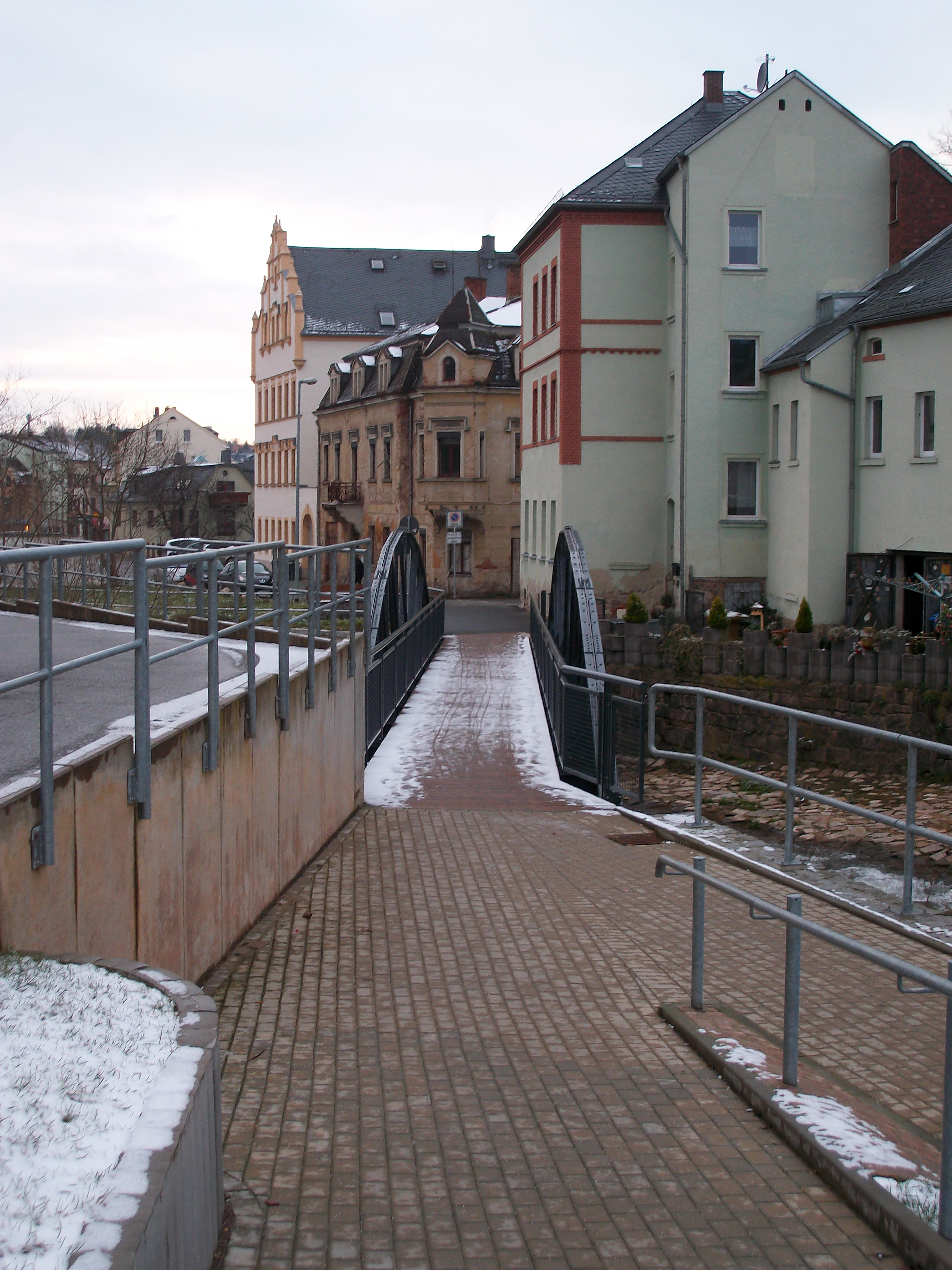
Brücke über den Rödelbach kurz hinter dem ehem. Haltepunkt Kirchberg (2016)

Saupersdorf unt Bf ⊙
Zunächst 1882 als Steinladestelle Saupersdorf mit zwei Weichen in Betrieb genommen, wurde die Bezeichnung 1897 in Haltestelle Saupersdorf II geändert, bevor 1930 erneut eine Umbezeichnung in Saupersdorf unt Bf erfolgte. Nachdem bereits in den 1950er Jahren das Ladegleis gekürzt und eine Weiche zurückgebaut worden war, wurde 1962 das verbliebene Stumpfgleis und die zweite Weiche entfernt. Gebäude waren auch hier wegen Platzmangels nicht errichtet worden. Selbst das Stationsschild stand etwas abseits auf einer kleinen Brücke.

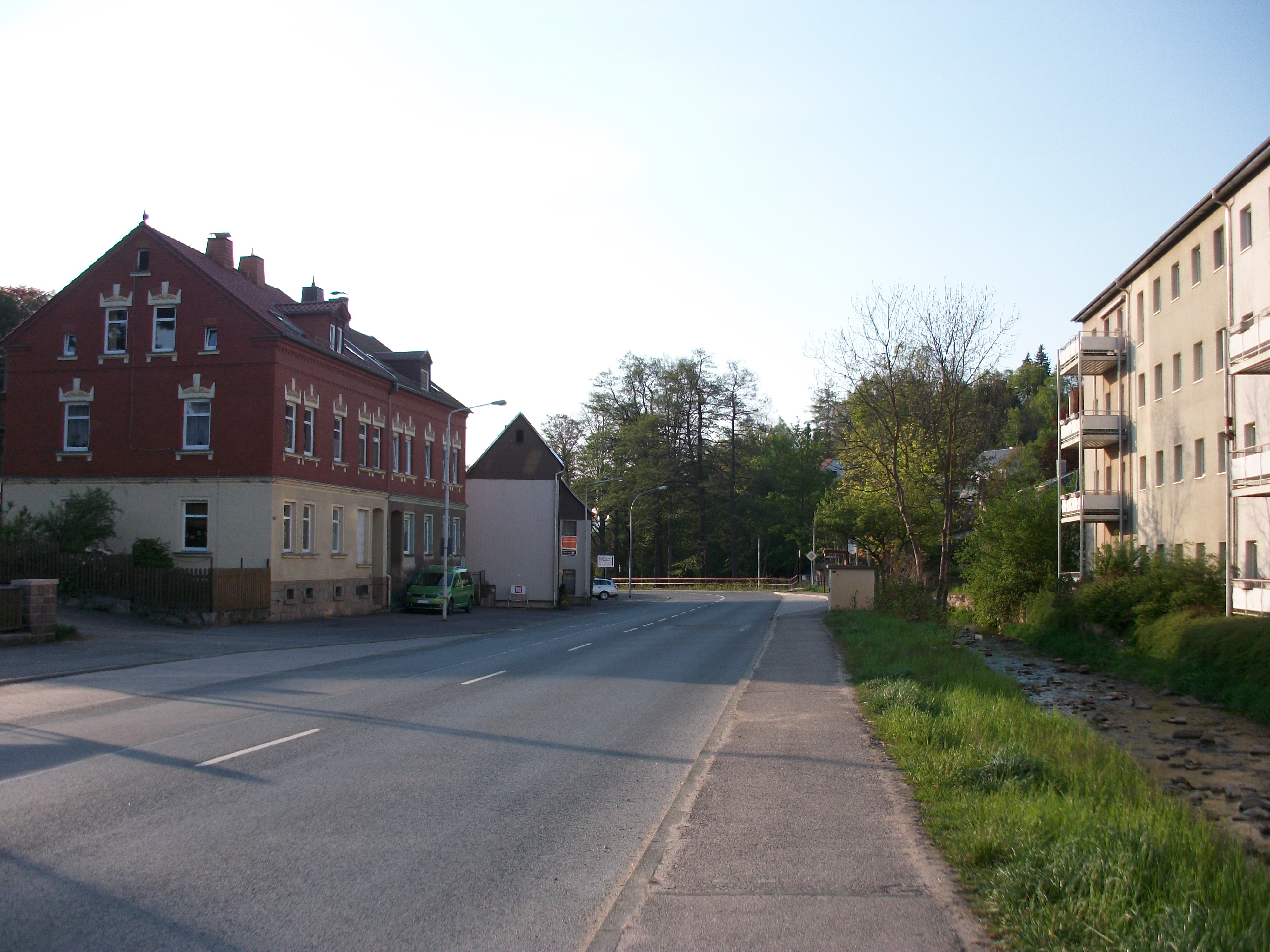
Saupersdorf unt Bf, Blick Richtung Wilkau-Haßlau (2016)
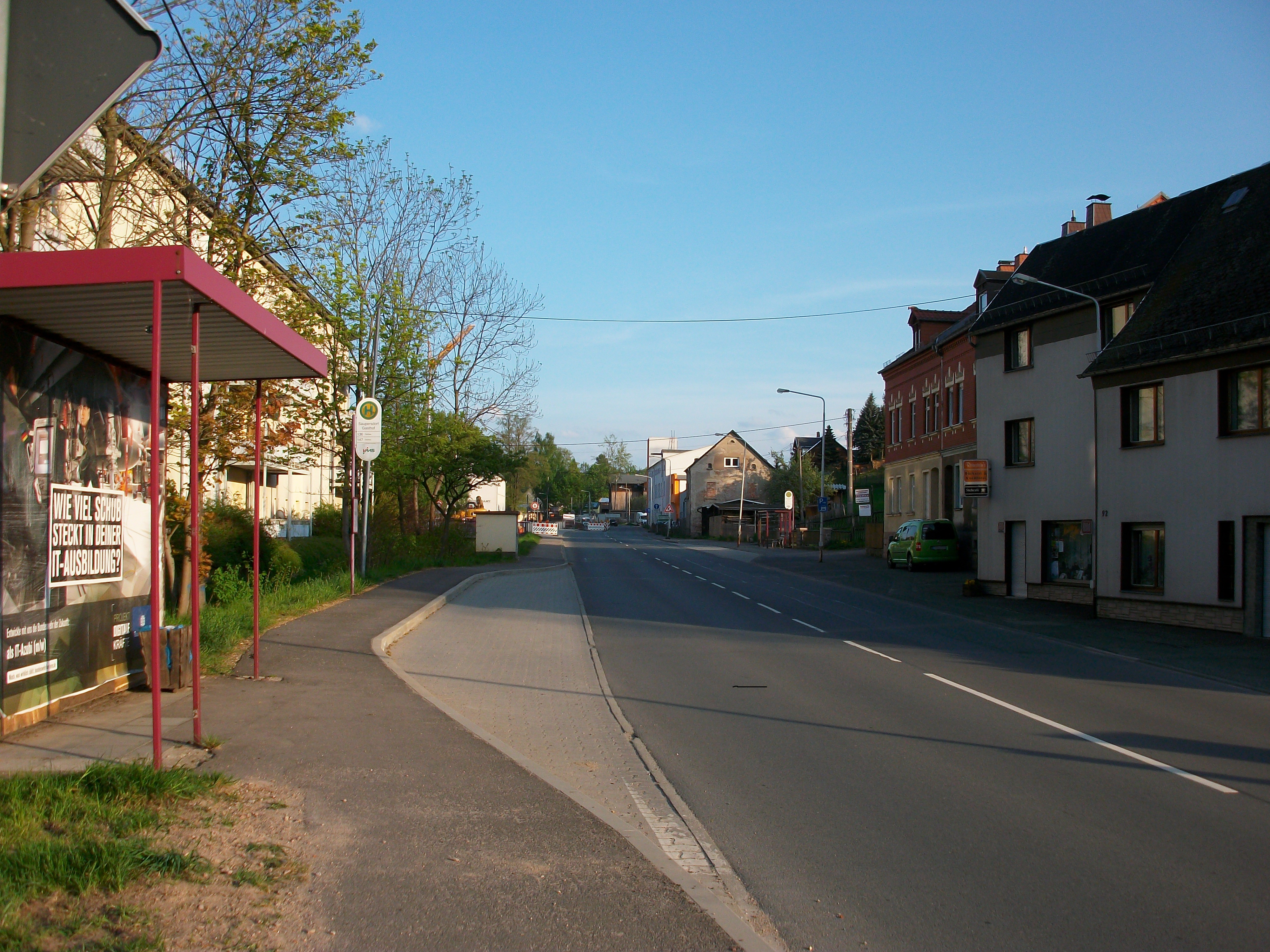
Saupersdorf unt Bf, Blick Richtung Carlsfeld (2016)

Saupersdorf ob Bf ⊙
Zunächst als Haltestelle Saupersdorf eröffnet, war die Station bis 1893 ein Kopfbahnhof, bis die Strecke nach Wilzschhaus eröffnet wurde. Zunächst bestand die Betriebsstelle aus fünf Gleisen, einer Ladestraße und einem Empfangsgebäude mit angebautem Güterschuppen. 1897 wurde der Name in Haltestelle Saupersdorf I geändert. Eine Erweiterung erfuhren die Anlagen 1913, und da an der bisherigen Stelle zwischen Straße und Rödelbach kein Platz für weitere Anlagen war, wurde eine neue Ladestelle jenseits der „Auerbacher Straße“ in Richtung Kirchberg gebaut. Das bisherige dritte Gleis wurde dabei zugunsten einer Straßenverbreiterung aufgegeben.
Neben einem Anschlussgleis im Bahnhofsbereich waren fünf Anschlussgleise auf der Strecke betrieblich ein Teil des Bahnhofs. Aus Richtung Schönheide war Saupersdorf ob Bf aufgrund des eingeschränkten Lichtraumprofils im Stadtgebiet von Kirchberg der Endpunkt des Rollwagenverkehrs auf dem mittleren Streckenabschnitt. Mit der Einstellung des Abschnitts Kirchberg–Saupersdorf war der Bahnhof ab dem 27. Mai 1967 der Endpunkt aus Richtung Schönheide. Durch die Einstellung des Bahnverkehrs auf dem Abschnitt Saupersdorf–Rothenkirchen ging der Bahnhof am 30. Mai 1970 außer Betrieb. Heute werden das Empfangsgebäude und der Güterschuppen privat genutzt. Die Ladestelle wurden mit Garagen überbaut.

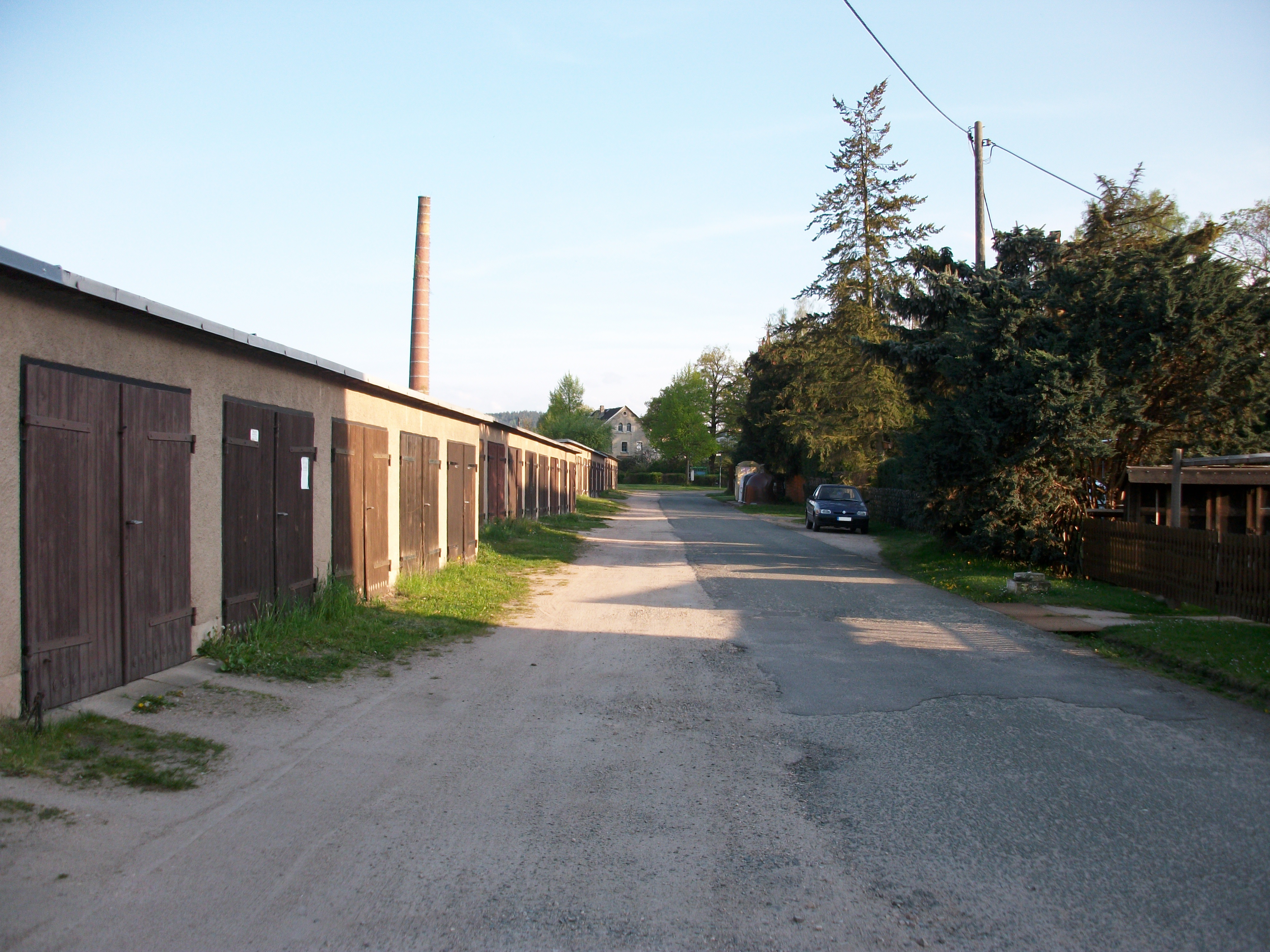
Saupersdorf ob Bf, Ladestelle (2016)
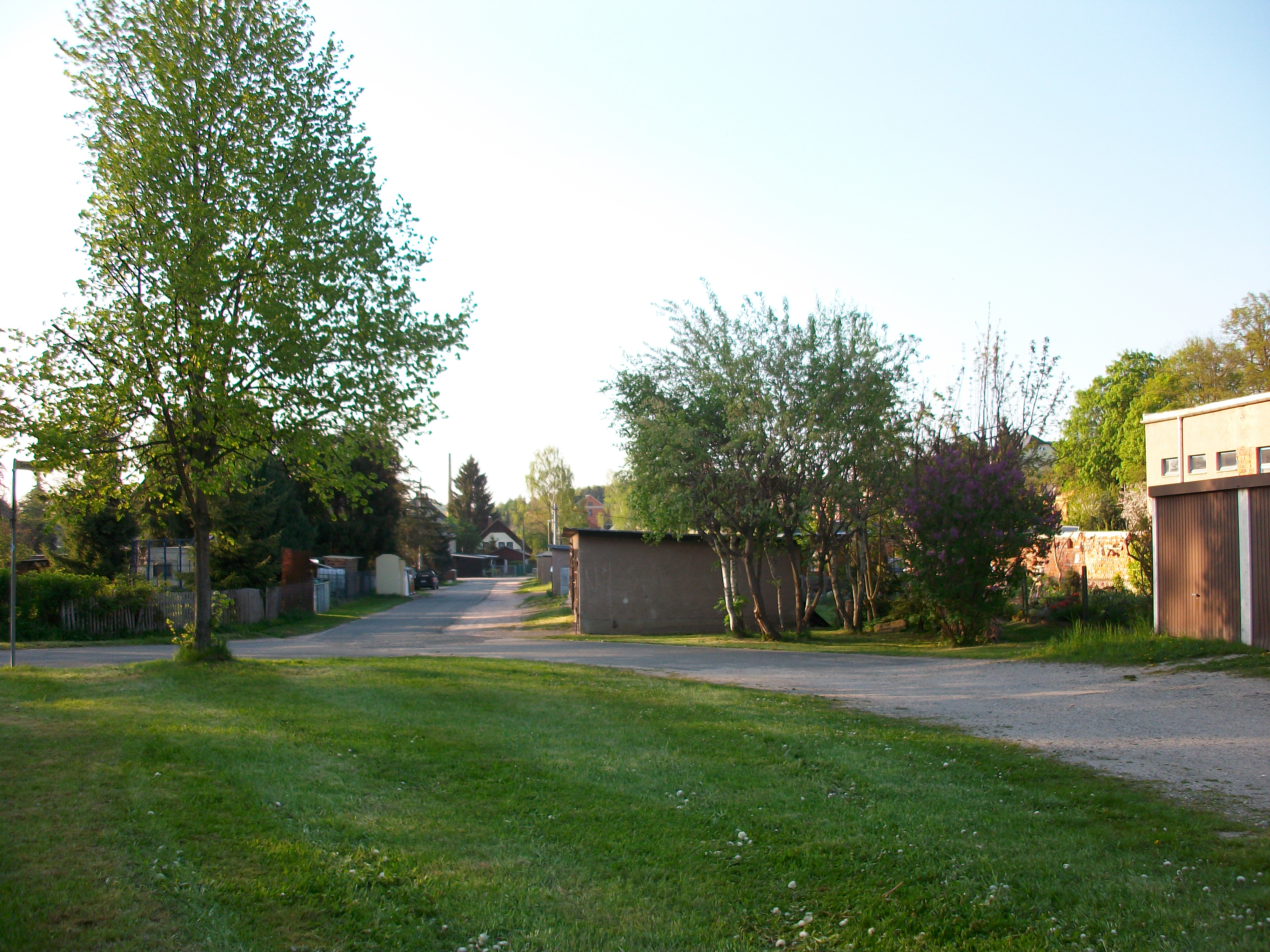
Saupersdorf ob Bf, Ladestelle (2016)
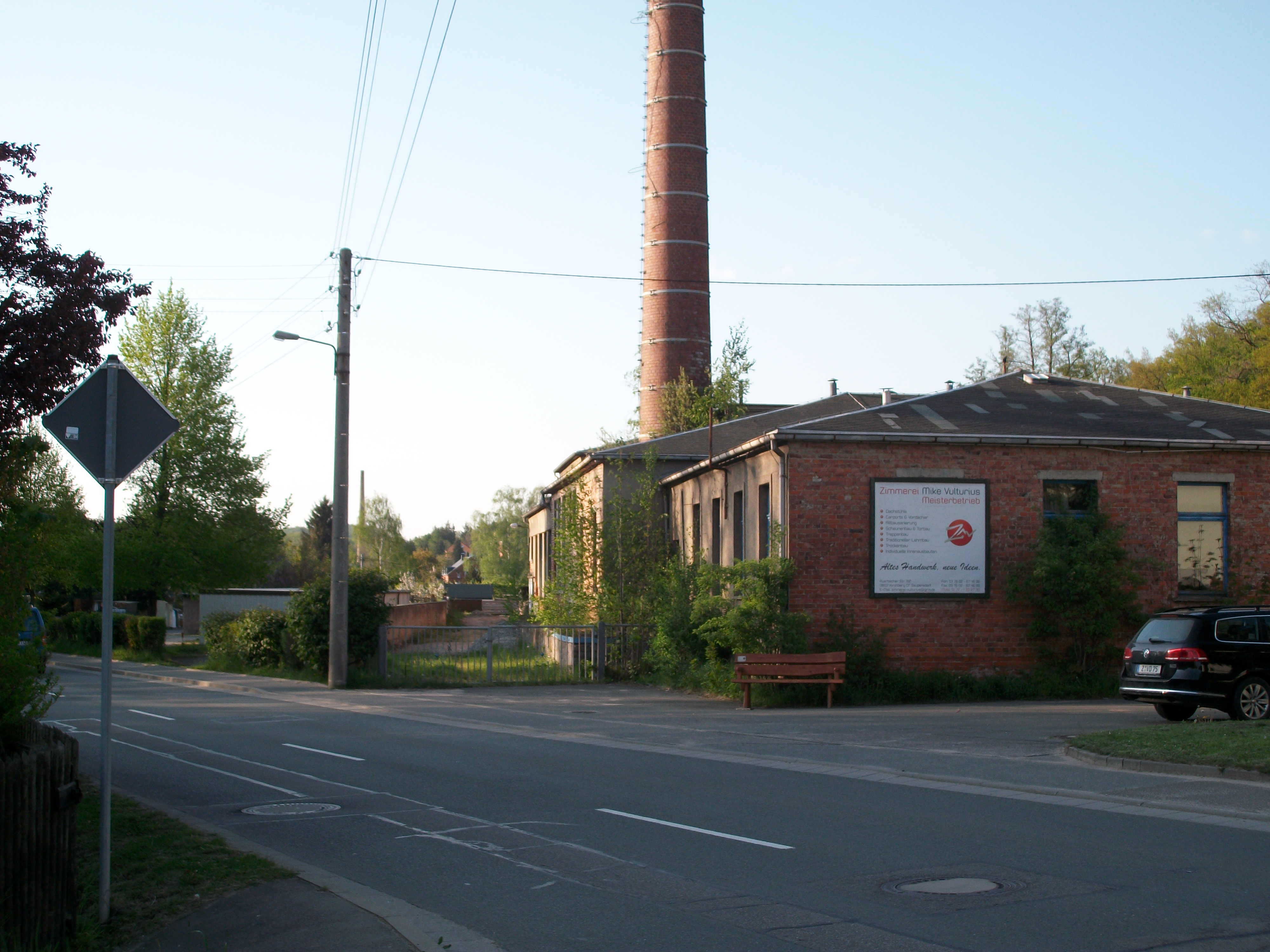
Saupersdorf ob Bf, Anschluss Fa. Jehn (2016)
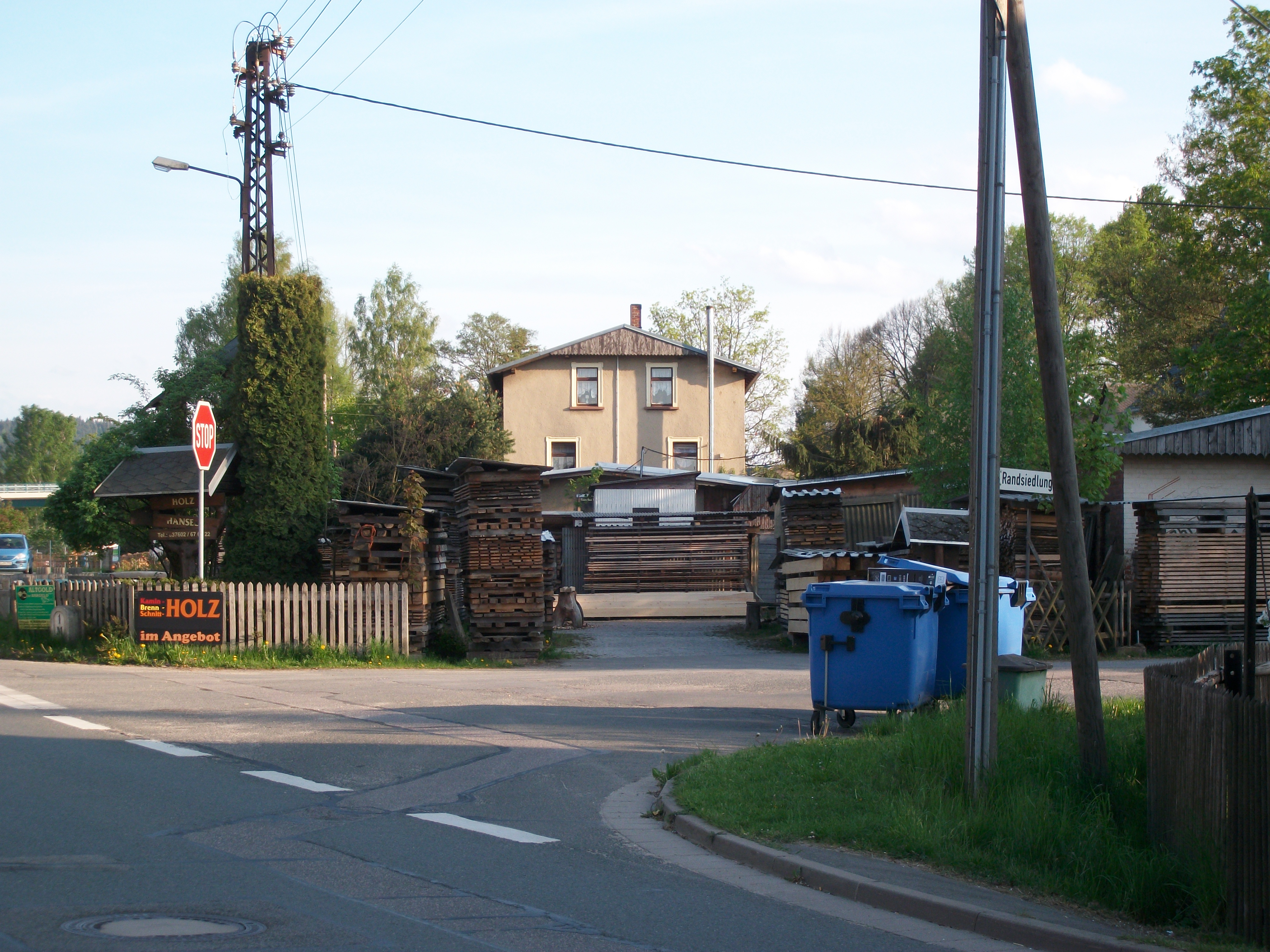
Saupersdorf ob Bf, Empfangsgebäude (2016)

Hartmannsdorf (b Saupersdorf) ⊙
Ein Bahnsteig und eine Wartehalle waren die einzigen Baulichkeiten des Haltepunkts, der bis 1916 nur als Haltepunkt Hartmannsdorf betitelt wurde. Im selben Jahr wurde auch an die hölzerne Wartehalle ein Expeditionsraum angebaut. Heute existieren nur noch die Fundamente der Wartehalle und des Freiabtritts. In der Nähe des Haltepunkts im Zentrum des Orts befindet sich heute die Freiwillige Feuerwehr Hartmannsdorf.

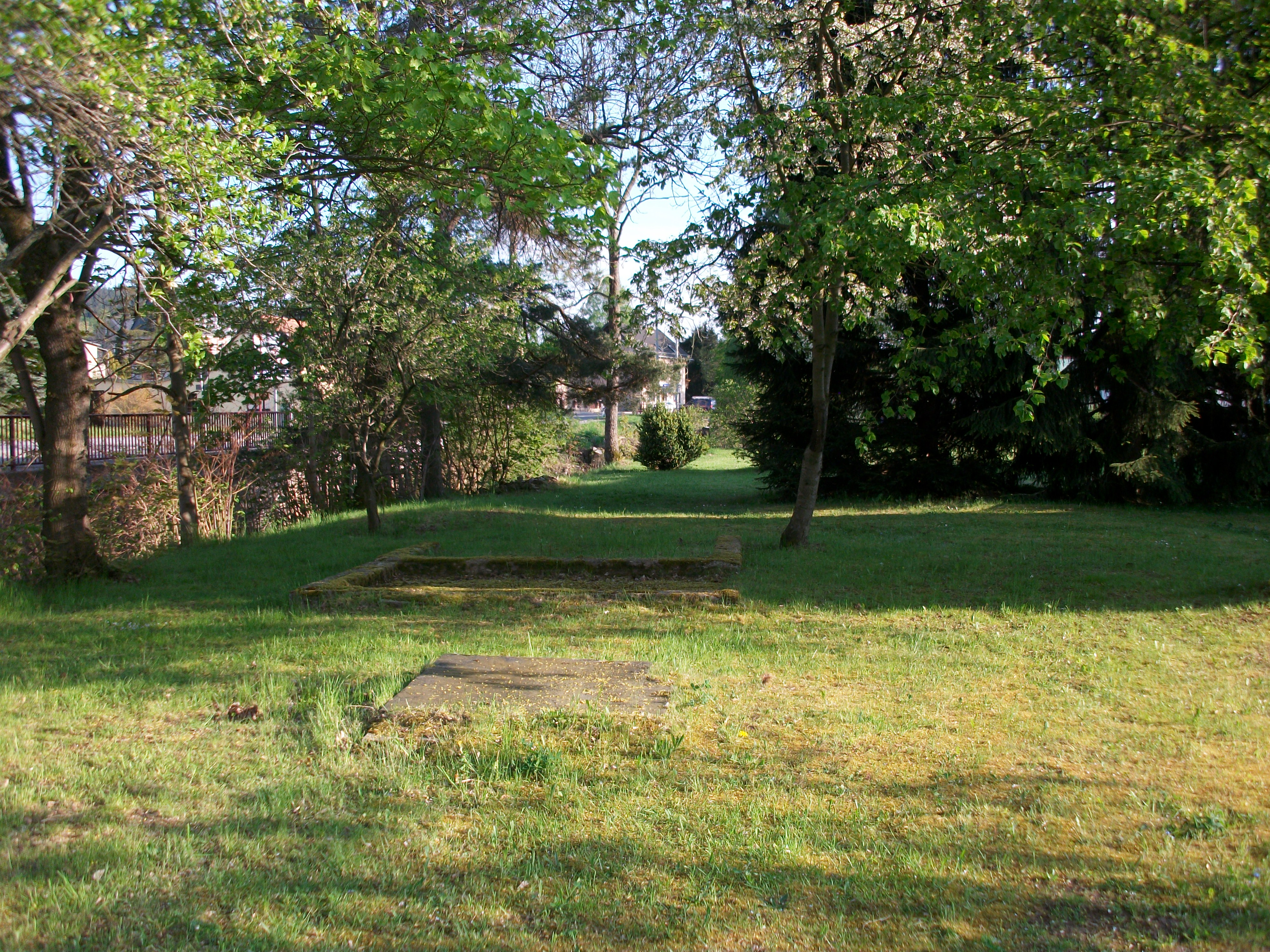
Haltepunkt Hartmannsdorf (b Saupersdorf), Fundamente von Wartehalle und Abtritt (2016)
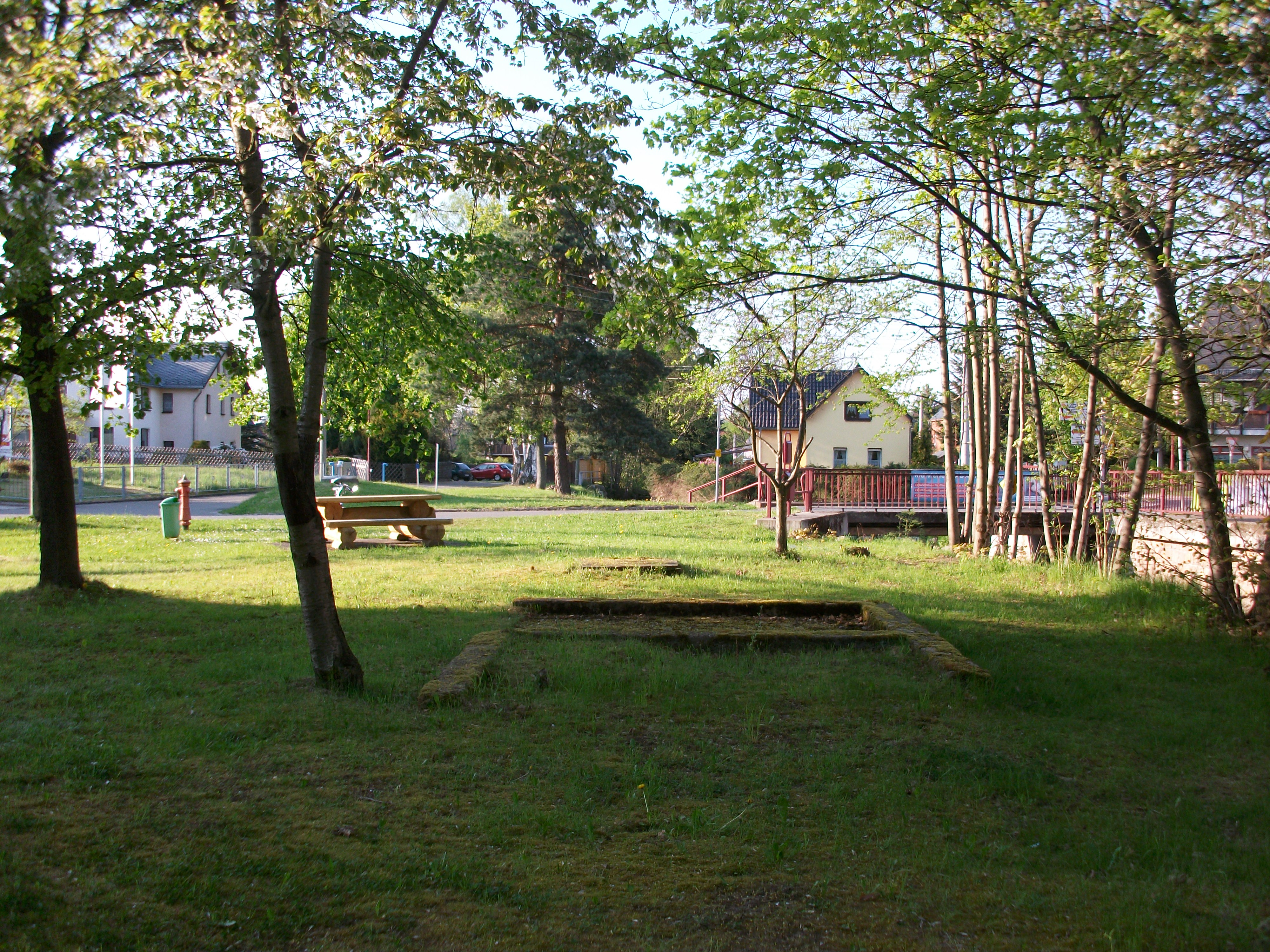
Haltepunkt Hartmannsdorf (b Saupersdorf) (2016)
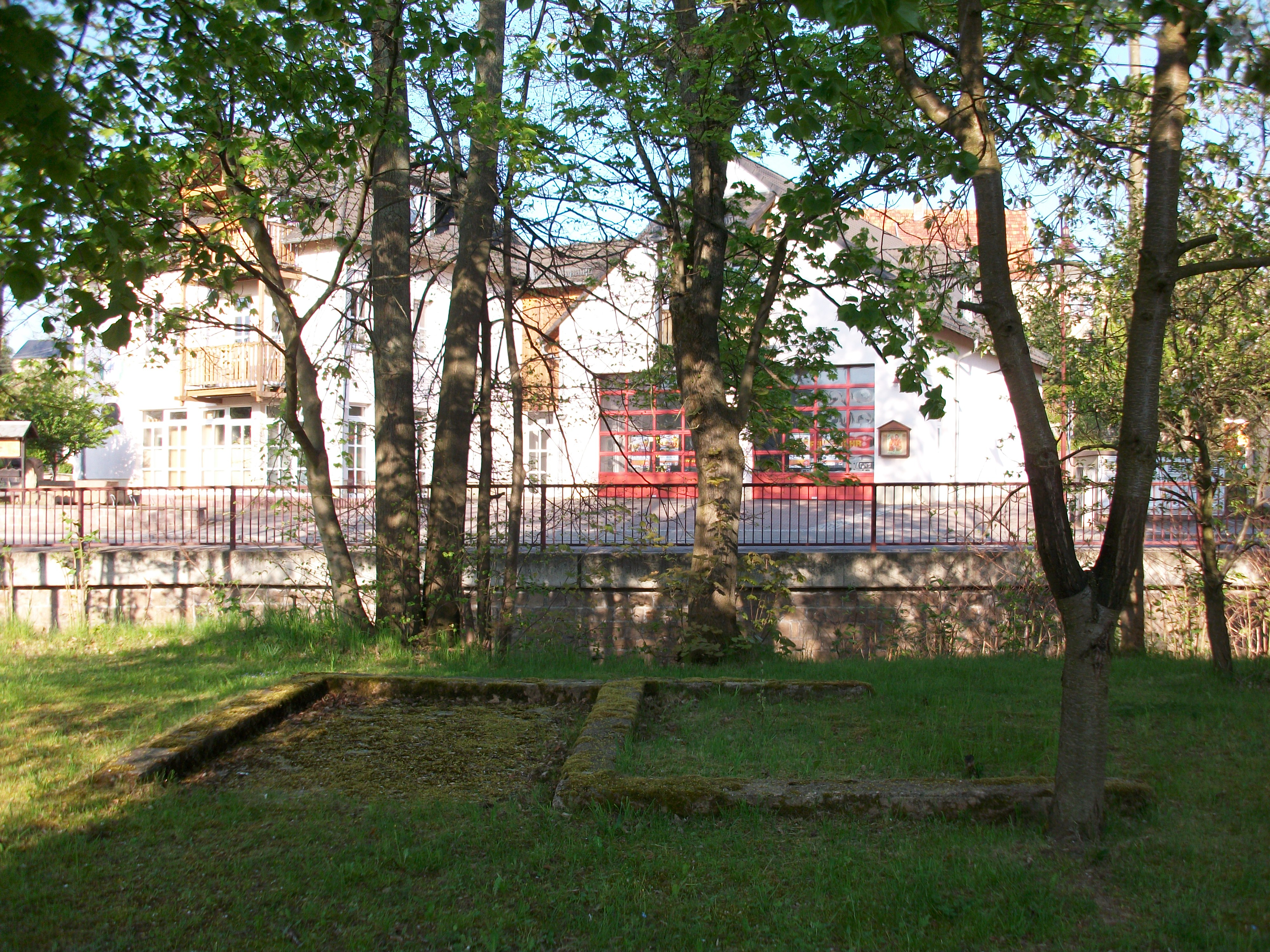
Haltepunkt Hartmannsdorf (b Saupersdorf) (2016)

Oberhartmannsdorf (Sachs) ⊙
Neben einer Wartehalle mit Gepäckraum bestanden die Hochbauten aus einem Wagenkasten, einem Abtritt und einer Waage für Straßenfahrzeuge. Zu Beginn der 1950er Jahre entstand noch ein großer Lagerschuppen in Fachwerkbauweise für die örtliche Bäuerliche Handelsgenossenschaft. Sowohl Wartehalle als auch der Lagerschuppen existieren heute noch, an letzterem wurde nachträglich eine Holzverschalung angebracht. Die Haltestelle Oberhartmannsdorf befand sich bereits auf der Flur von Bärenwalde, kurz hinter der Ortsgrenze zu Hartmannsdorf. In dem Bereich befindet sich heute eine Bushaltestelle.

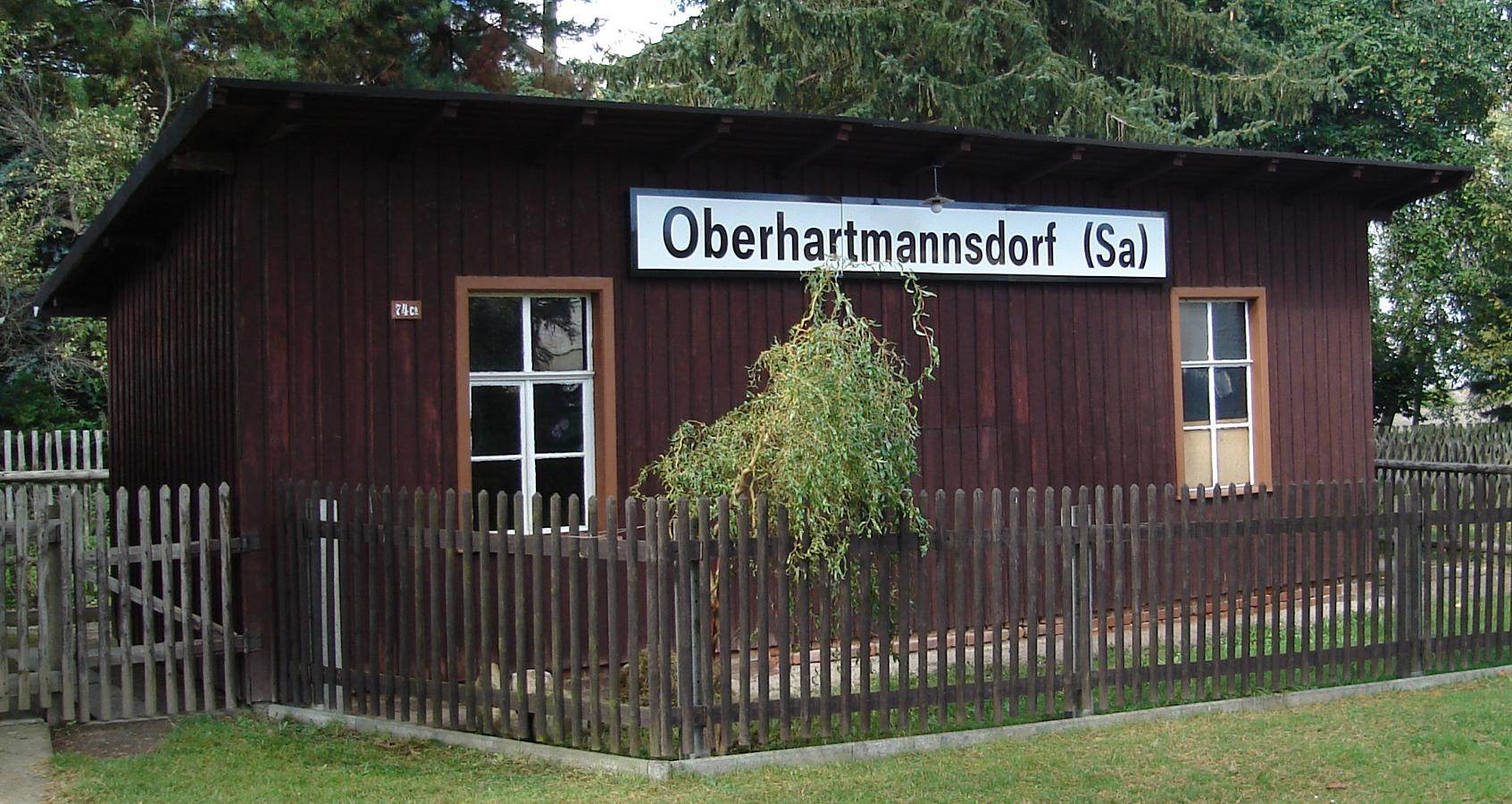
Haltestelle Oberhartmannsdorf (Sachs) (2011)

Bärenwalde (Sachs) ⊙
Der Bahnhof war Wasserstation, somit hielten hier alle bergwärts fahrenden Züge. Das Wasser stammte aus einem Brunnen am Berghang. Bereits in den 1910er Jahren sollte wegen des zu kleinen Wasservorrates ein großer Wasserturm entstehen, die Planung wurde aber nicht durchgeführt. Als in den 1950er Jahren der Brunnen ganz versiegte, wurde fortan das Wasser des nahegelegenen Baches benutzt. Als Pumpe diente zunächst eine Feuerwehrpumpe, erst in den letzten Betriebsjahren entstand eine stationäre Pumpstation.
Neben drei Durchgangsgleisen gehörte auch ein kurzes Stumpfgleis mit Güterschuppen und Rampe zum Bahnhof. Ein Empfangsgebäude war nicht gebaut worden, lediglich eine hölzerne Wartehalle mit Dienstraum war vorhanden. Als ursprünglich einzige Kreuzungstation zwischen Rothenkirchen und Saupersdorf ob Bf war der Bahnhof mit Einfahrsignalen ausgestattet, die bereits 1927 durch Trapeztafeln ersetzt wurden. Die Wartehalle ist heute nicht mehr vorhanden, das Bahnhofsareal größtenteils mit Garagen überbaut.

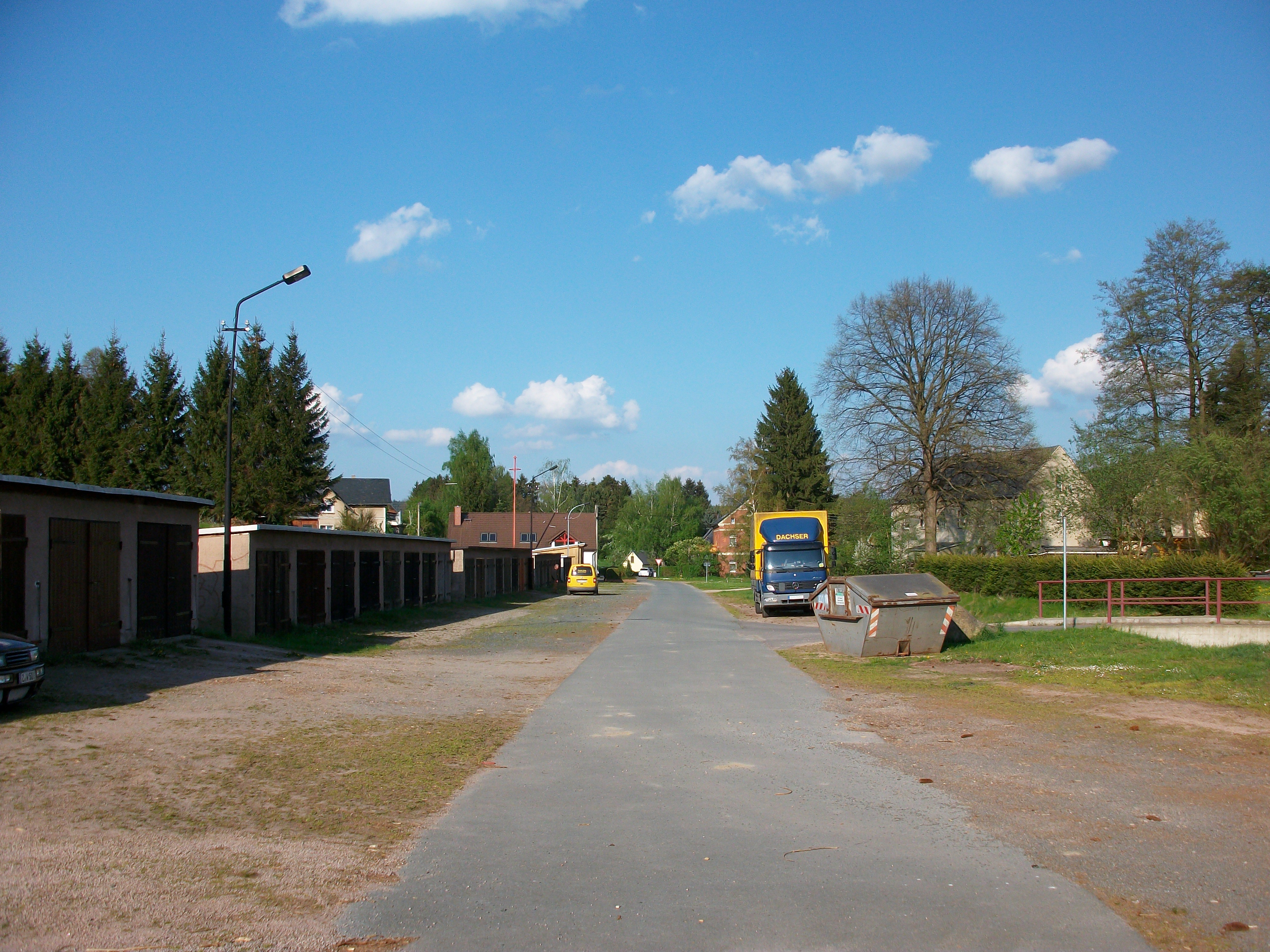
Bahnhof Bärenwalde (2016)
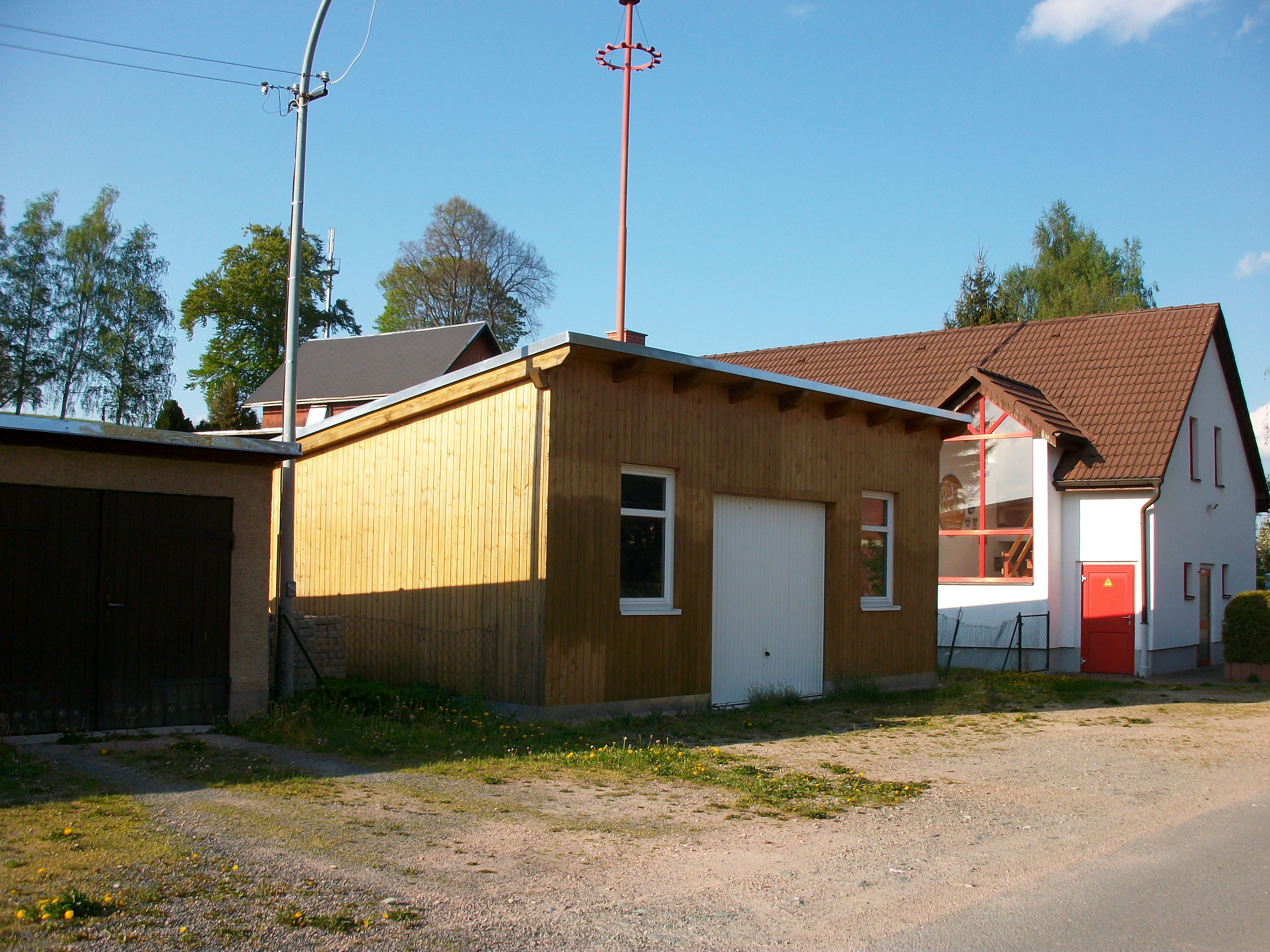
Bahnhof Bärenwalde (2016)

Obercrinitz ⊙
In den Anfangsjahren umfasste der Bahnhof Obercrinitz nur zwei Gleise und vier Weichen. Eine Wartehalle samt Freiabtritt wurde erst 1899 gebaut, doch bereits 1905 musste die Wartehalle vergrößert werden. In den 1930er Jahren wurde der Bahnhof um ein drittes Gleis ergänzt. Zwischen 1894 und 1965 gehörte auch ein Anschlussgleis zum Bahnhof, zuerst wurde es von einer Sandgrube genutzt, nach dem Zweiten Weltkrieg von der örtlichen Bäuerliche Handelsgenossenschaft übernommen. Die Wartehalle ist heute nicht mehr vorhanden, das Bahnhofsareal größtenteils mit Garagen überbaut.

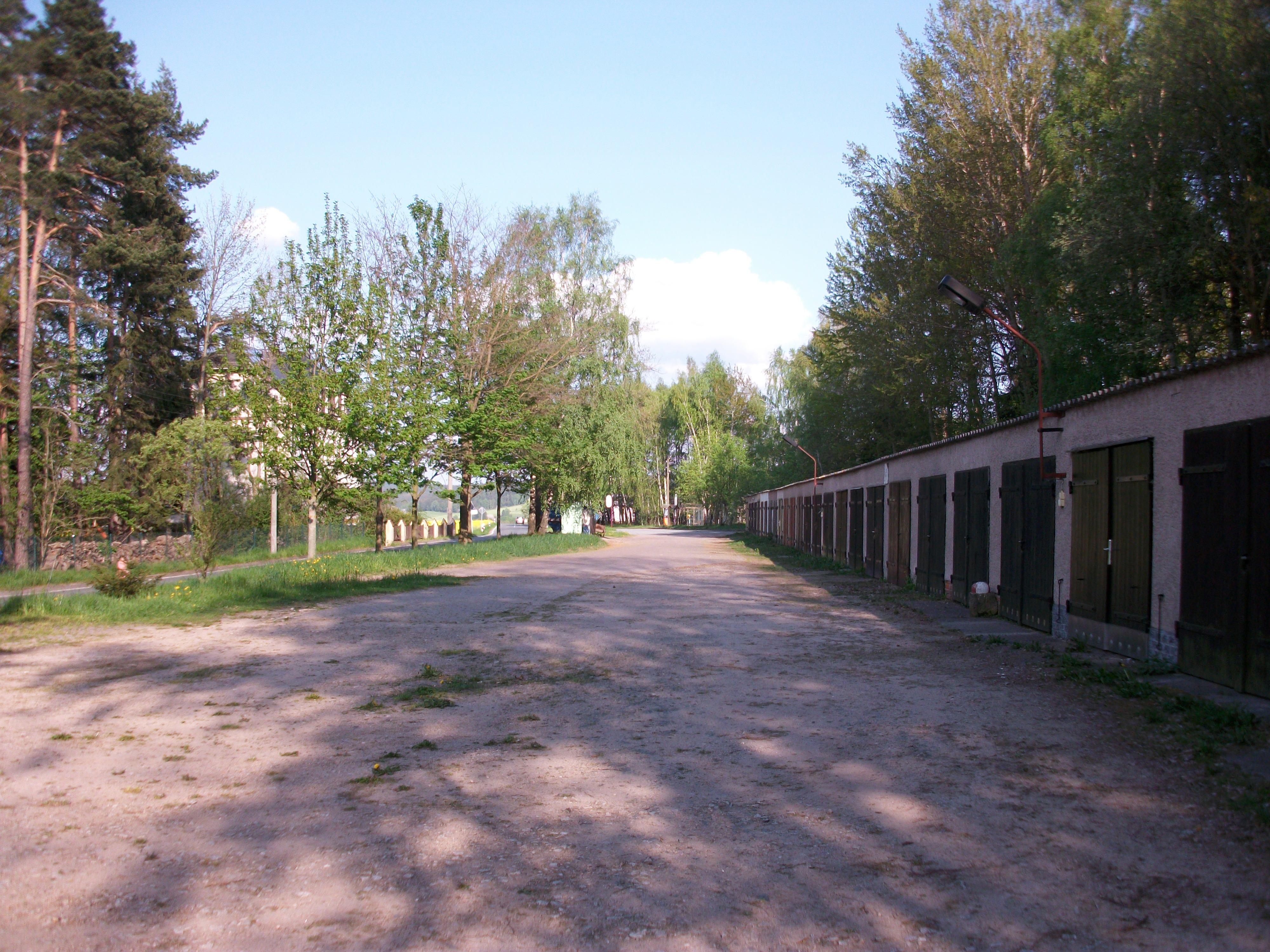
Bahnhof Obercrinitz (2016)
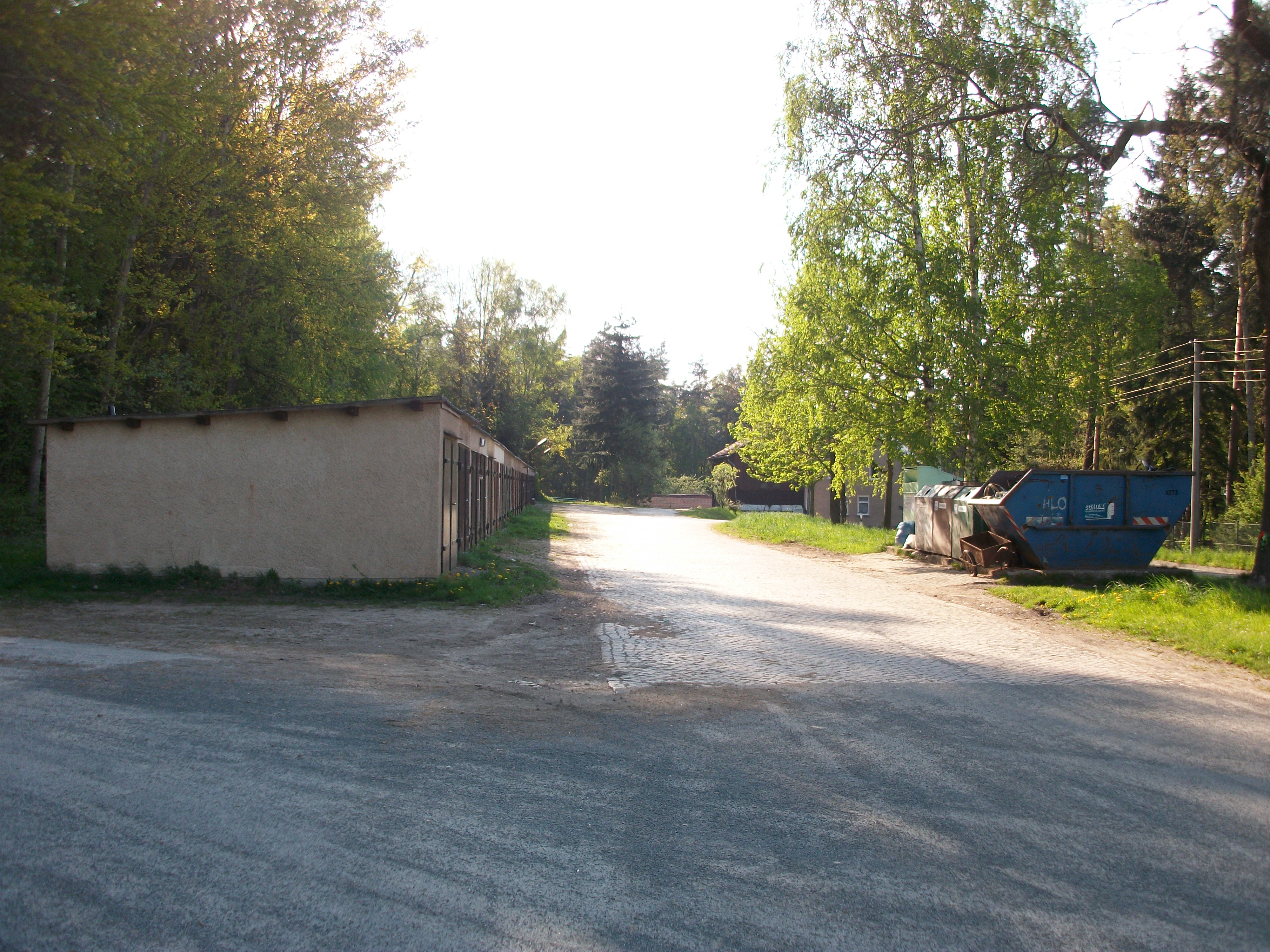
Bahnhof Obercrinitz (2016)

Rothenkirchen (Vogtl) ⊙

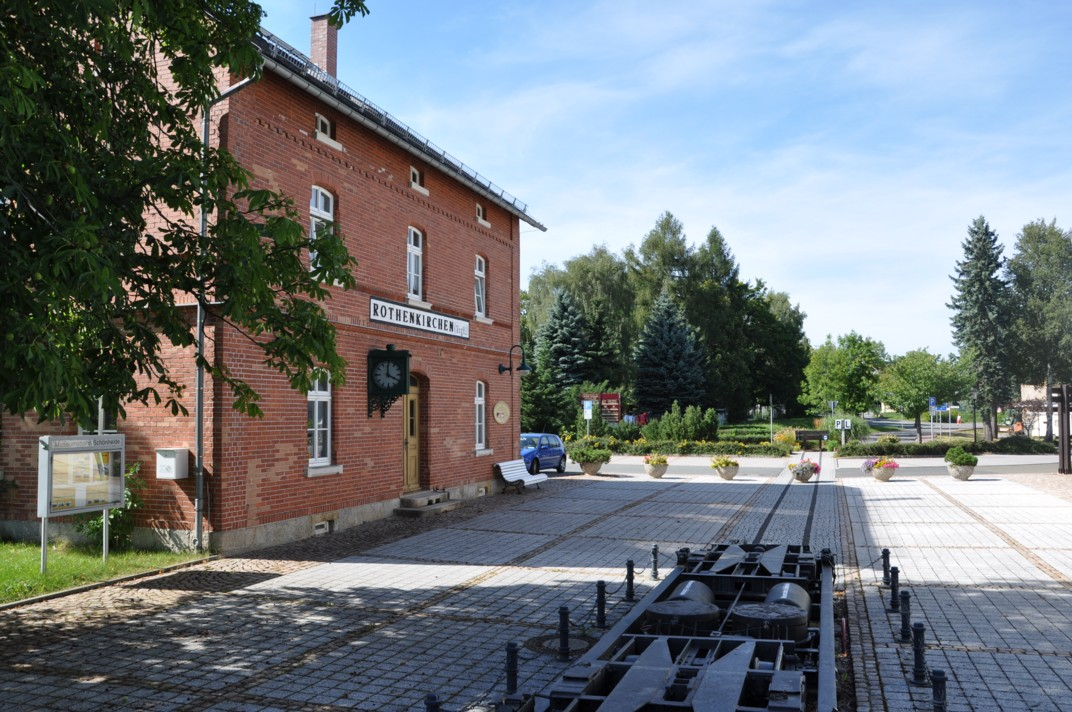
Bahnhof Rothenkirchen (2012)

Der Bahnhof besaß ein zweistöckiges in Ziegelbauweise ausgeführtes Empfangsgebäude und einen Güterschuppen. Weitere Bauten wie die Wasserstation, eine Laderampe und ein Wirtschaftsgebäude entstanden erst mit der Erweiterung des ursprünglich dreigleisigen Bahnhofs um ein weiteres Gleis Mitte der 1920er Jahre. In den 1960er Jahren wurde der zuvor selbstständige Bahnhof in eine unbesetzte Station umgewandelt und dem Bahnhof Schönheide Süd unterstellt.
In den 1990er Jahren wurde die Wasserstation und der Güterschuppen abgerissen, das Empfangsgebäude existiert noch heute. Der Bahnhof ist heute Station der Dampfbahn-Route Sachsen.
Stützengrün ⊙
Die Station wurde als Haltestelle Oberstützengrün eröffnet, 1901 in Haltestelle Stützengrün umbenannt und 1905 zum Bahnhof erhoben. Eine Besonderheit war das einstöckige Bahnhofsgebäude, welches als einziges der Strecke aus Ziegeln aufgemauert wurde. Um die Jahrhundertwende entstand noch ein Güterschuppen, welcher einen zuvor verwendeten Wagenkasten ersetzte. Die Gleisanlagen bestanden zunächst nur aus drei Weichen und zwei Gleisen, in den 1920er Jahren wurden diese ebenso wie die Gebäude nochmals erweitert. Seit 1933 wurde die Station als Haltestelle geführt. Am 1. Dezember 1975 ging die Station außer Betrieb.

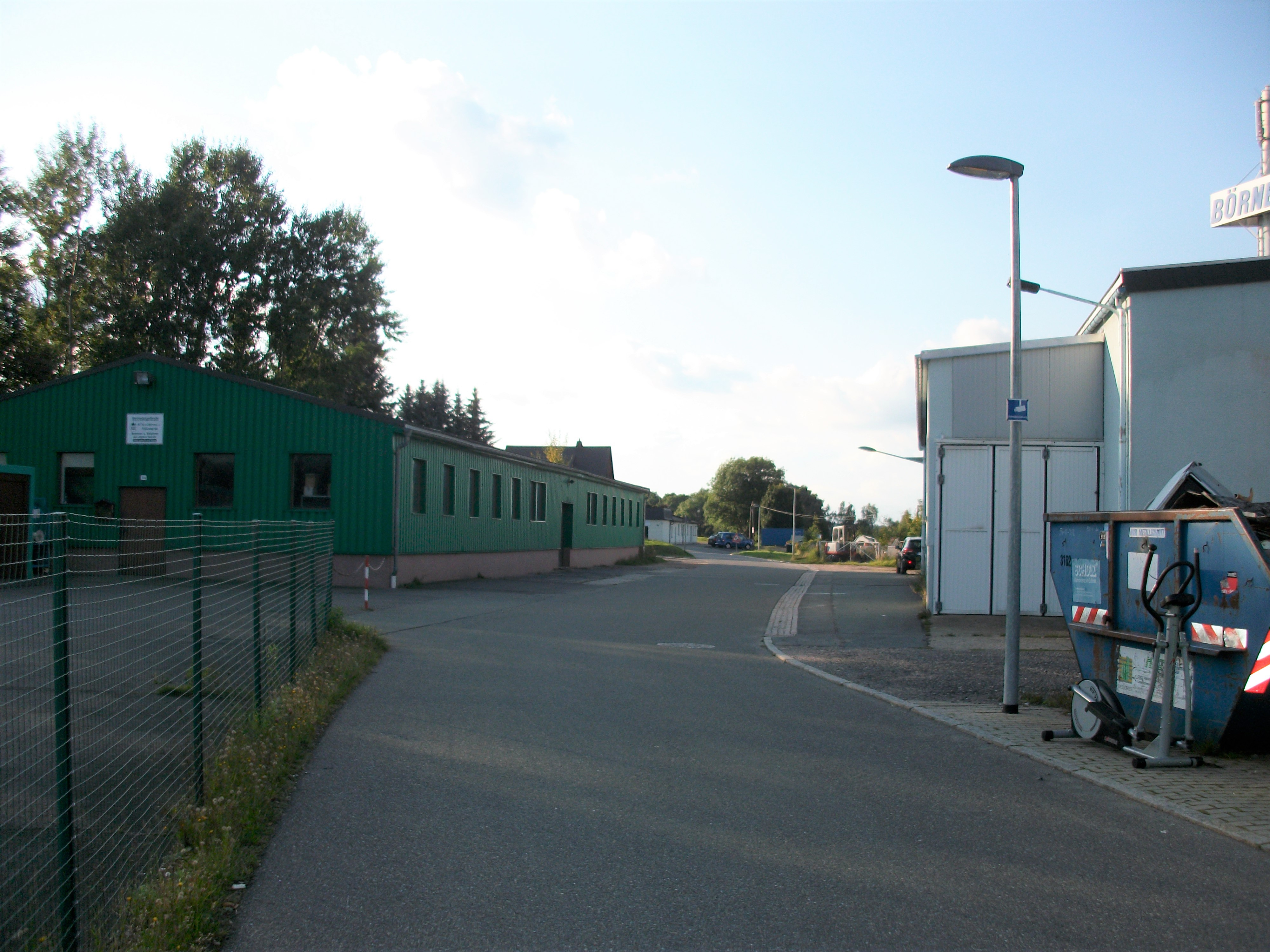
Ehem. Haltestelle Stützengrün, Blick in Richtung Rothenkirchen (2017)
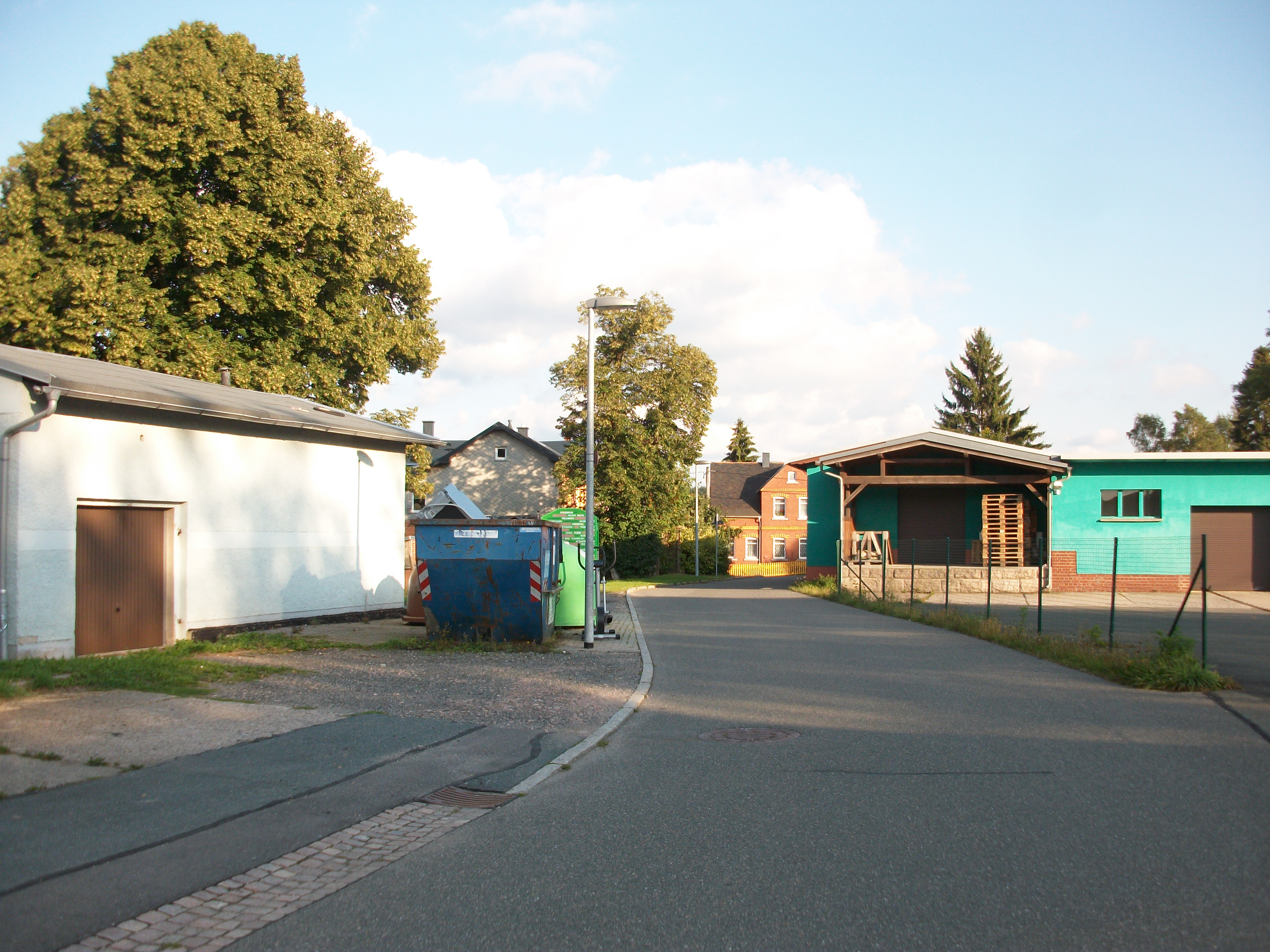
Ehem. Haltestelle Stützengrün, Blick in Richtung Schönheide (2017)
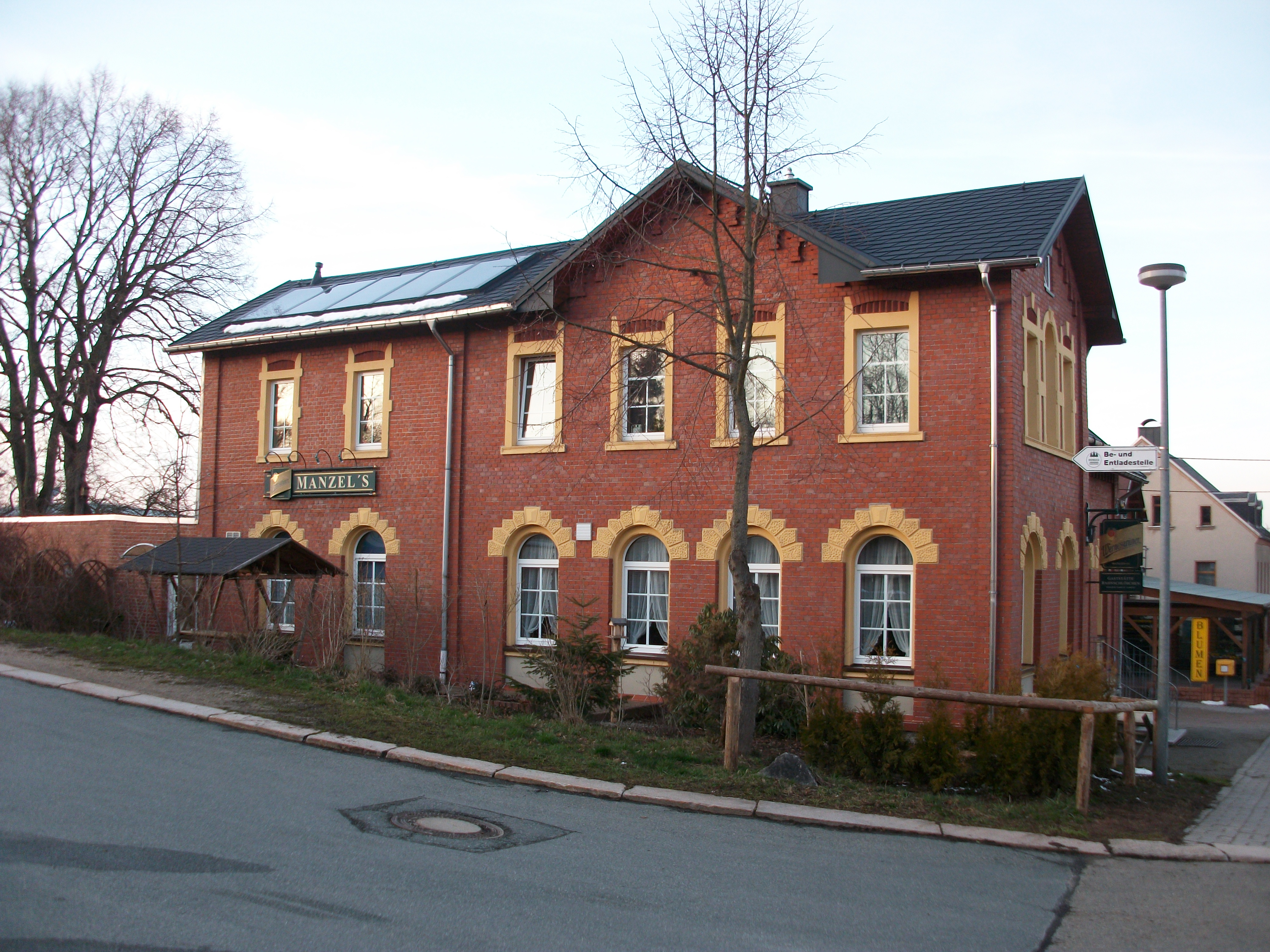
Haltestelle Stützengrün, Bahnhofsrestaurant (2016)

Stützengrün-Neulehn ⊙

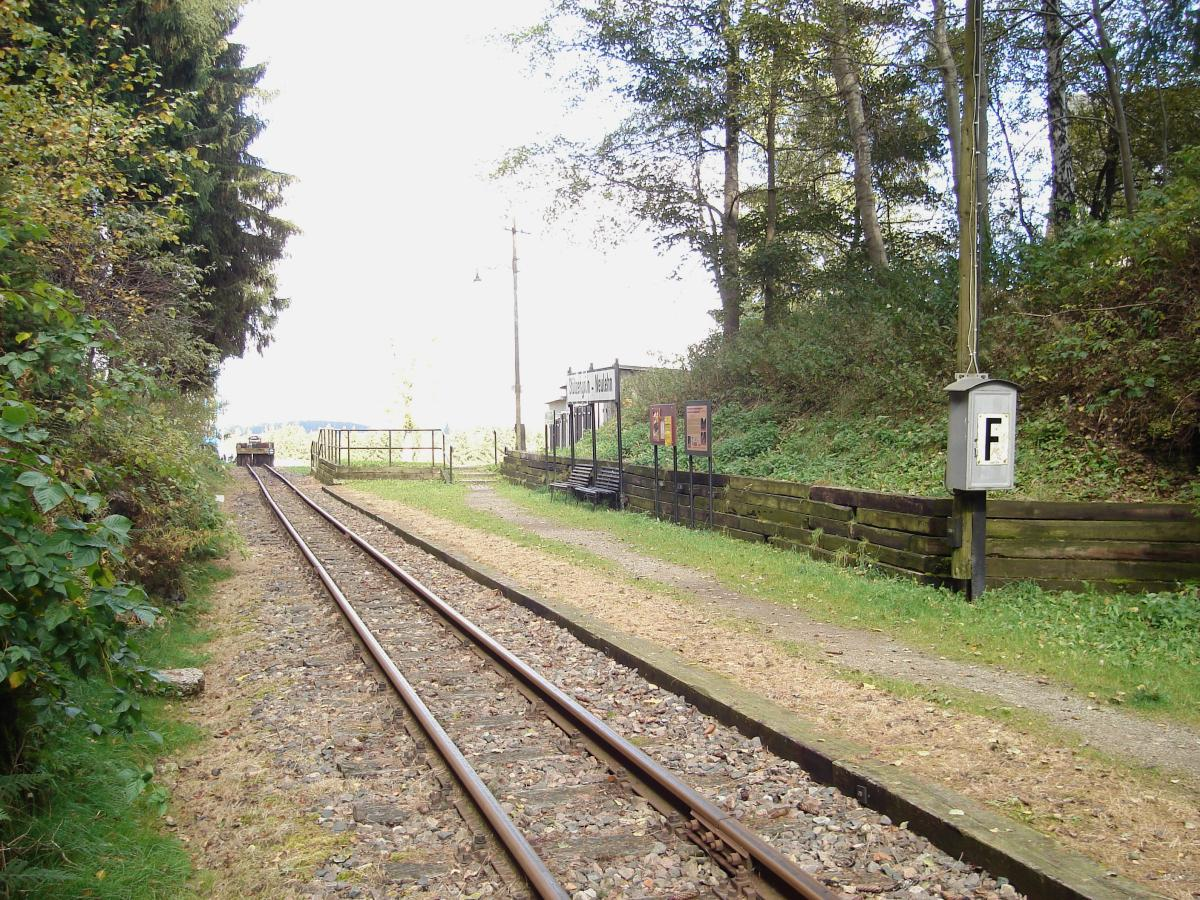
Haltepunkt Stützengrün-Neulehn

Der Haltepunkt Stützengrün-Neulehn wurde erst beim Wiederaufbau als Endpunkt der Museumsbahn eingerichtet und am 16. November 2001 eröffnet. Außer einem Bahnsteig mit einer Bahnsteigkante aus Altschwellen und einem Stationsschild bestehen keine weiteren Anlagen.
Stützengrün Hp ⊙
Stützengrün Hp wurde am 2. Januar 1931 für den Berufsverkehr der Bürstenfabrik der „Großeinkaufs-Gesellschaft Deutscher Konsumvereine“ eingerichtet.
Bereits ab 1920 bestand dort ein Ladegleis für den Ort Oberstützengrün. Im Jahr 1925 wurde die große Anschlussbahn der Konsum-Bürstenfabrik eingerichtet, die ab 1930 eine eigene Betriebsführung hatte. Von 1942 bis 1945 existierte noch ein weiteres Anschlussgleis, welches 1945 in die Anschlussbahn integriert wurde. Für die Rangierarbeitet besaß die Bürstenfabrik eine eigene Diesellokomotive.
Die Museumsbahn Schönheide baute den Haltepunkt 1997 mit veränderter Gleislage auf. Neben einem Umsetzgleis ist auch ein Abstellgleis vorhanden.

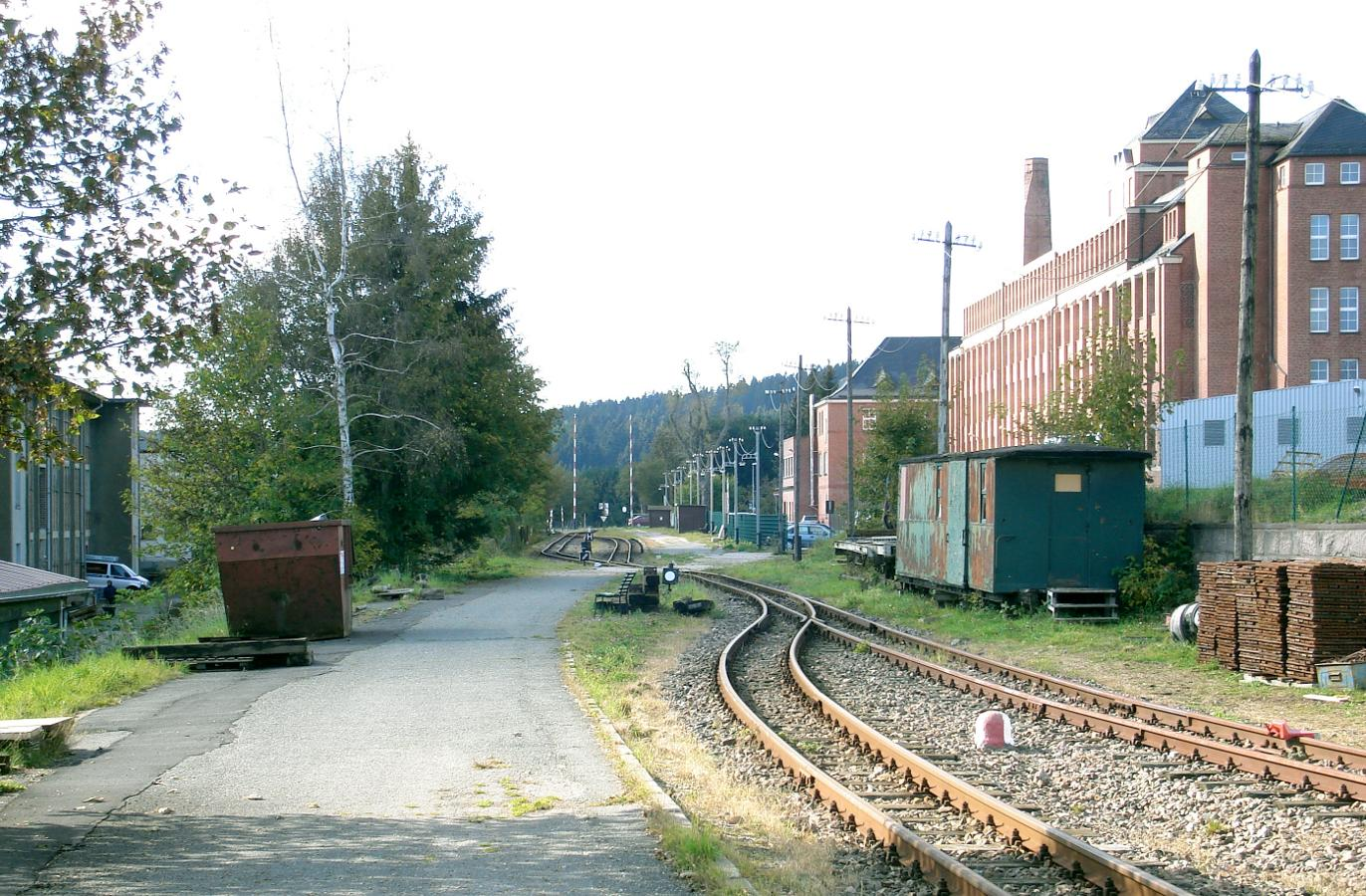
Bahnhof Stützengrün, rechts das große Gebäude der Konsum-Bürstenfabrik (2011)
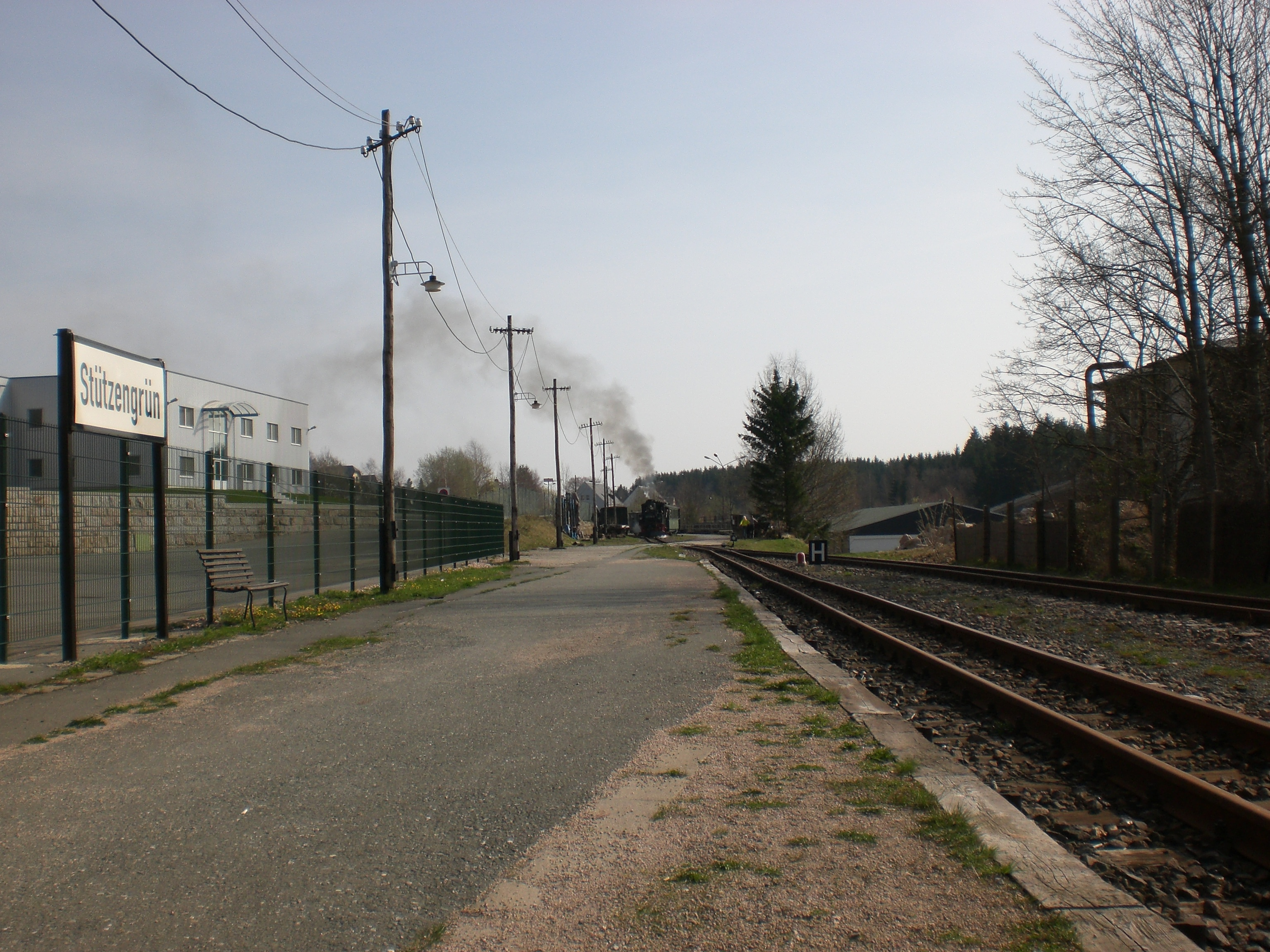
Bahnhof Stützengrün mit Stationsschild
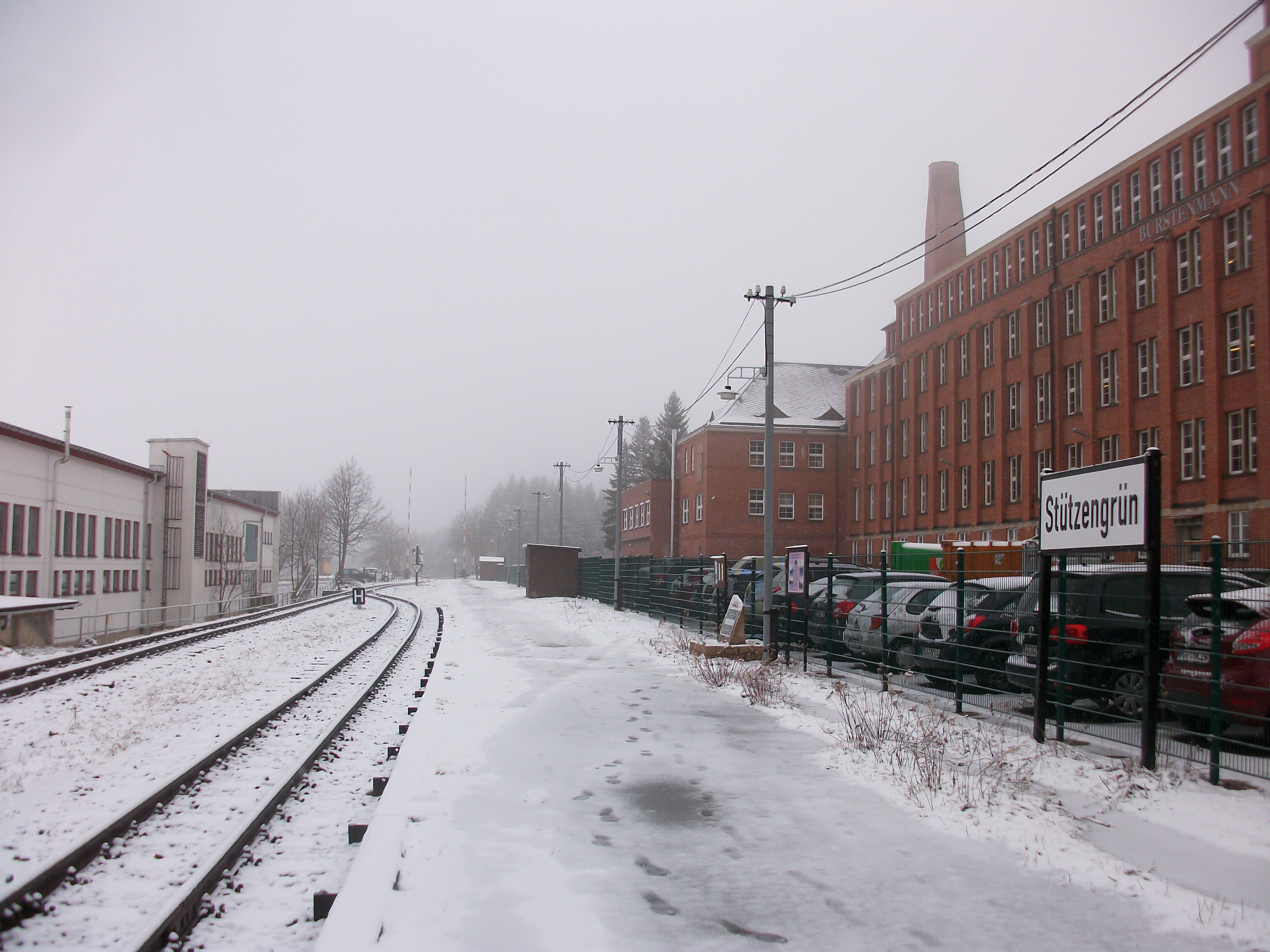
Bahnhof Stützengrün im Winter (2017)
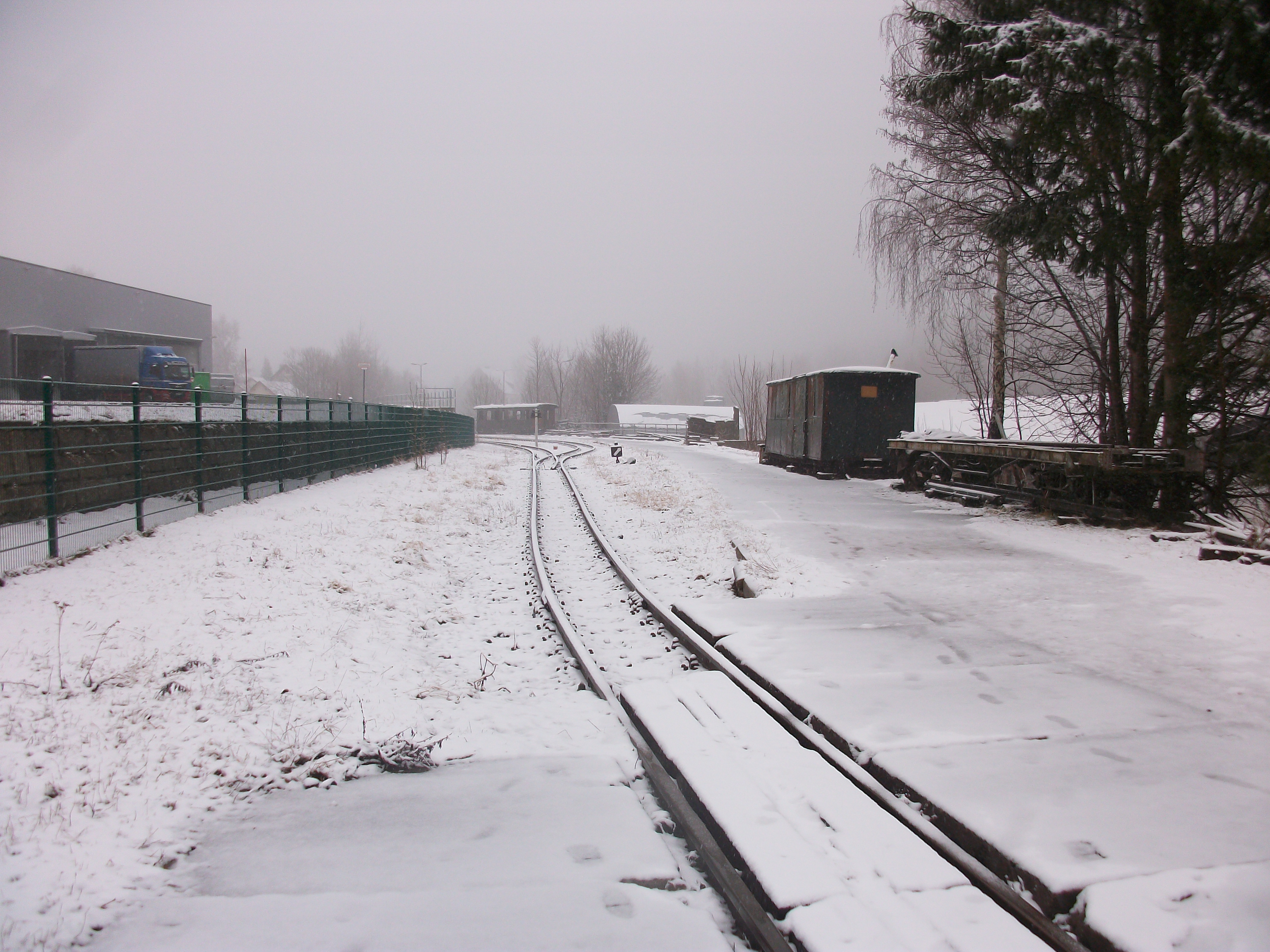
Bahnhof Stützengrün, Gleisanlagen (2017)

Schönheide Nord ⊙

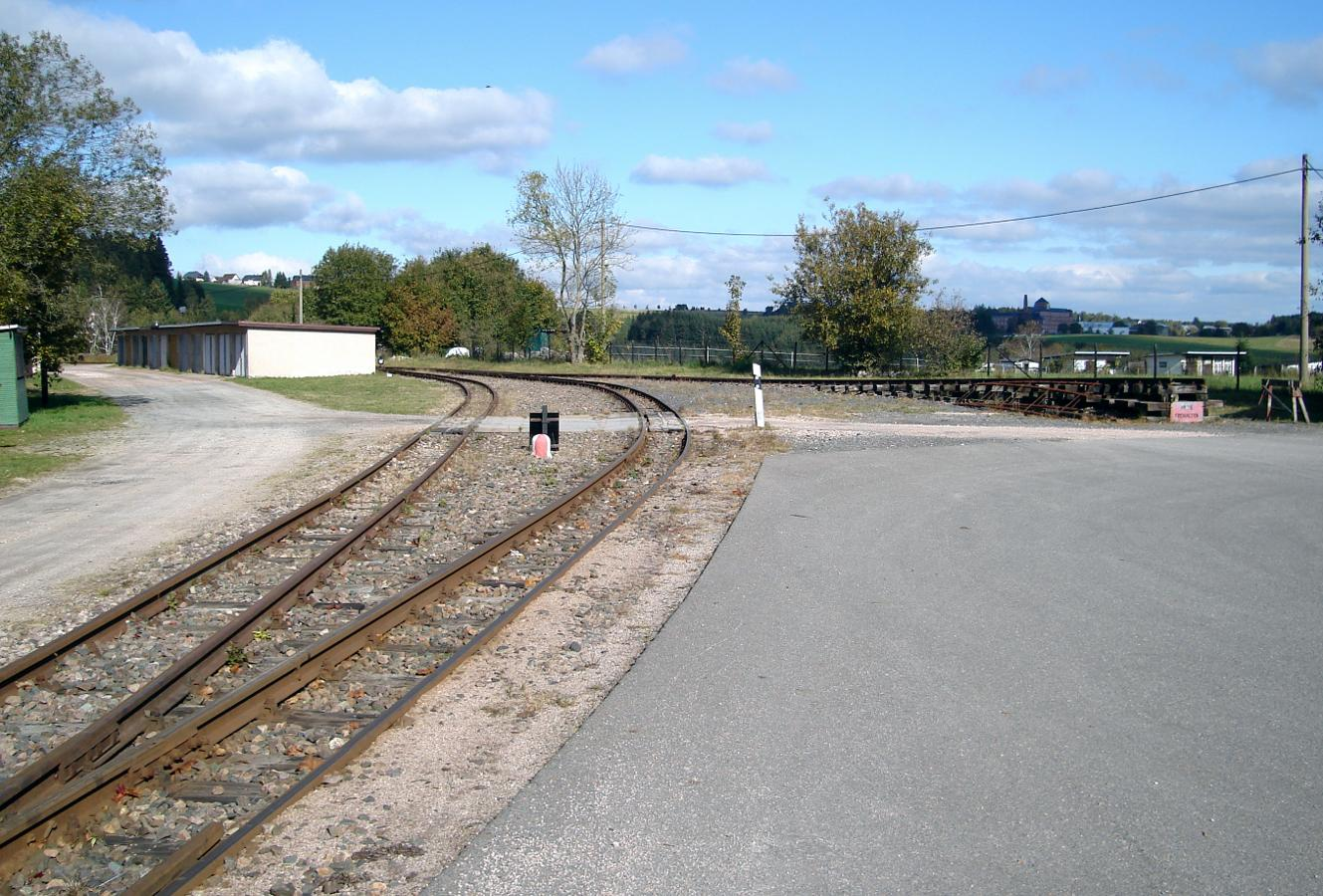
Bahnhof Neuheide(Schönheide Nord)

Die Eröffnung erfolgte 1893 als Haltepunkt Neuheide. Für den Güterverkehr wurde die Station 1899 nach dem Bau eines zweiten durchgehenden Gleises und eines Stumpfgleises eröffnet. 1950 wurde die Station, die in einem Bogen mit 100 m Radius lag, in Haltestelle Schönheide Nord umbenannt. Nach der Stilllegung wurde das Gelände in den 1980er Jahren mit Garagen überbaut.
Beim Wiederaufbau als Museumsbahn entstand zunächst nur ein Gleis, das 1993 durch ein Stumpfgleis ergänzt wurde. Mit dem Weiterbau Richtung Stützengrün musste am nördlichen Teil 1995 ein Damm neu aufgeschüttet werden, um die noch vorhandenen Garagen umfahren zu können. Die Gleisanlage wurde 2006 durch ein Umfahrgleis ergänzt. Heute wird das Stumpfgleis als Betriebsmittelüberladerampe von Schmalspurfahrzeugen auf Tieflader genutzt.
Schönheide Mitte ⊙

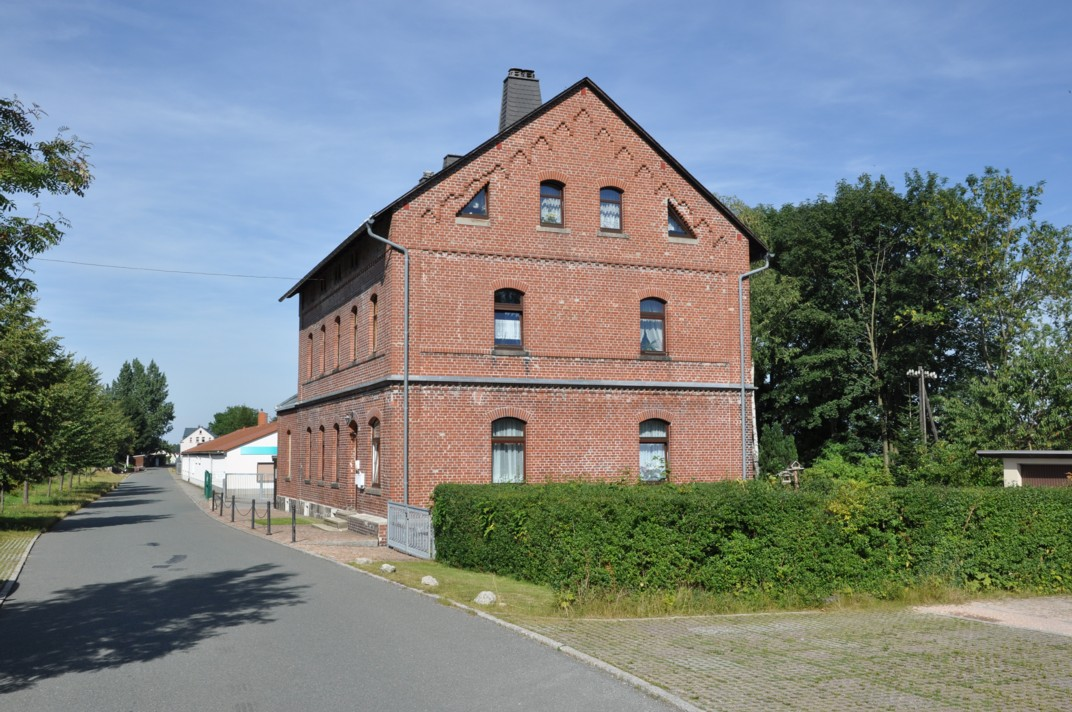
Bahnhof Schönheide Mitte (2012)

Der Bahnhof Schönheide Mitte (bis 1950: Schönheide) war die größte Zwischenstation des 1893 eröffneten Abschnitts Saupersdorf ob Bf–Wilzschhaus. Neben einem Empfangsgebäude, Wirtschaftsgebäude, Güterschuppen und Kohleschuppen wurde auch ein vierständiges zweigleisiges Heizhaus gebaut. Ein erstes bis in die 1920er Jahre genutztes Anschlussgleis zu einer Baufirma entstand 1895, dabei erhielt der Bahnhof ein weiteres Bahnhofsgleis. Ein zweites Anschlussgleis zu einer Gießerei wurde 1920 gebaut, dieser Anschluss wurde bis zur Betriebseinstellung 1977 bedient.
Anfang der 1970er Jahre wurde der Kohlenschuppen abgerissen. Die restlichen Gebäude außer dem Güterschuppen sind noch heute vorhanden.
Anfang der 1990er Jahre wurde das Bahnhofsgelände teilweise überbaut, daher konnte die Museumsbahn Schönheide nur einen kleinen Teil davon für den Wiederaufbau nutzen. Ebenso bestand in Schönheide Mitte wie in Neuheide zunächst kein Umsetzgleis, erst im April und Mai 1996 wurden die wiederaufgebauten Gleisanlagen mit einem Umsetzgleis versehen. Da nur ein kleiner Teil des ehemaligen Bahnhofsgeländes für die Museumsbahn nutzbar ist, musste ein Abstellgleis an der Bahnhofseinfahrt gebaut werden. Der Bahnhof ist heute Station der Dampfbahn-Route Sachsen.
Schönheide West ⊙
Bedeutung hatte der Bahnhof Schönheide West (bis 1950: Oberschönheide) vor allem für den Güterverkehr, mehr als 10 % des gesamten Güteraufkommens der Strecke wurde über den Bahnhof abgewickelt. Bei der Eröffnung war die Station mit drei Gleisen ausgestattet, durch den starken Verkehr wurde bereits drei Jahre nach der Eröffnung ein weiteres Gleis samt einer neuen Ladestraße gebaut. 1920 wurde die bisherige Wartehalle durch ein massives zweistöckiges Empfangsgebäude ersetzt. Nachdem der Bahnhof seit dem 29. September 1975 nur noch als Güterbahnhof genutzt worden war, erfolgte am 1. Mai 1977 die Stilllegung.
In den 1990er Jahren wurden große Teile des Bahnhofsgeländes durch einen Supermarkt überbaut, das Empfangsgebäude 1999 abgerissen.

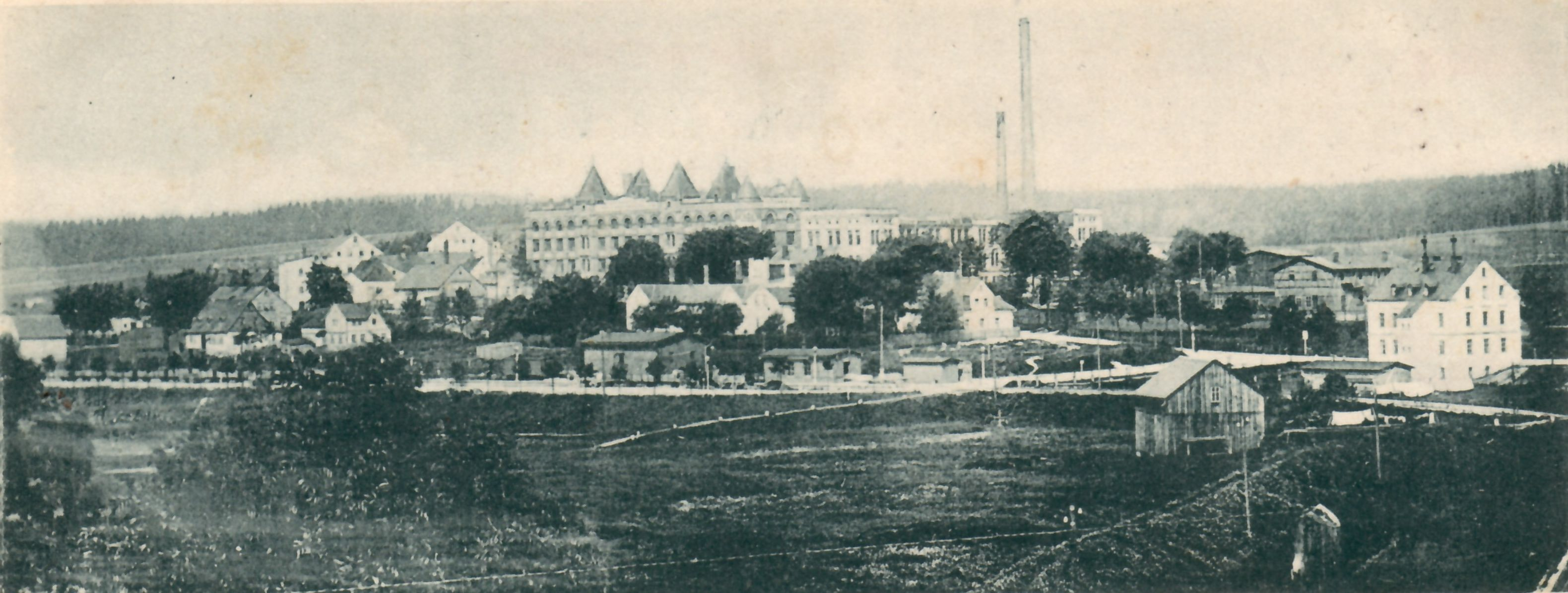
Haltestelle Oberschönheide, Foto um 1900
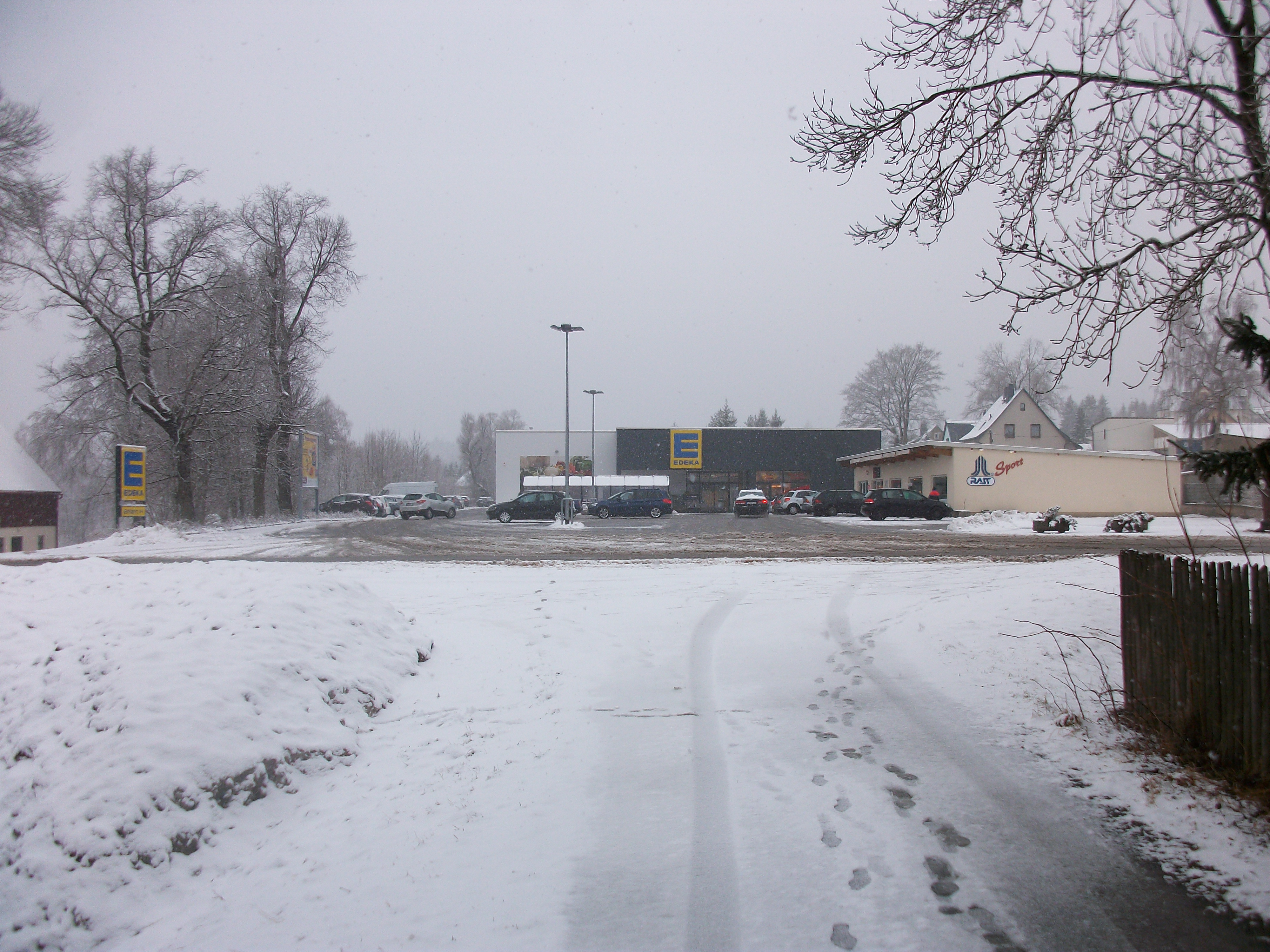
Westbahnhof Schönheide, Zustand nach Abriss des Empfangsgebäudes (2017)
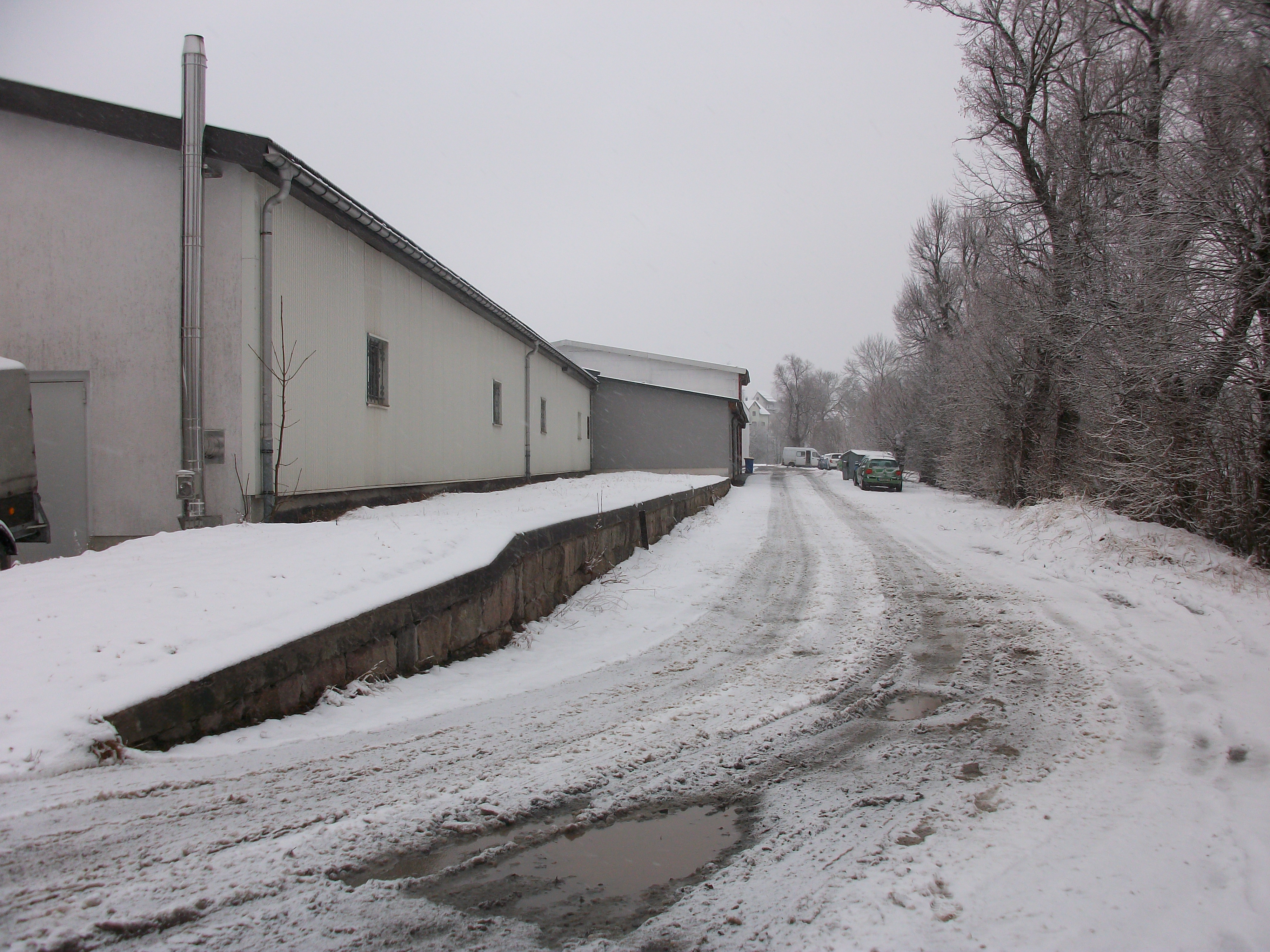
Bf Schönheide West, Laderampe (2017)

Schönheide Süd ⊙

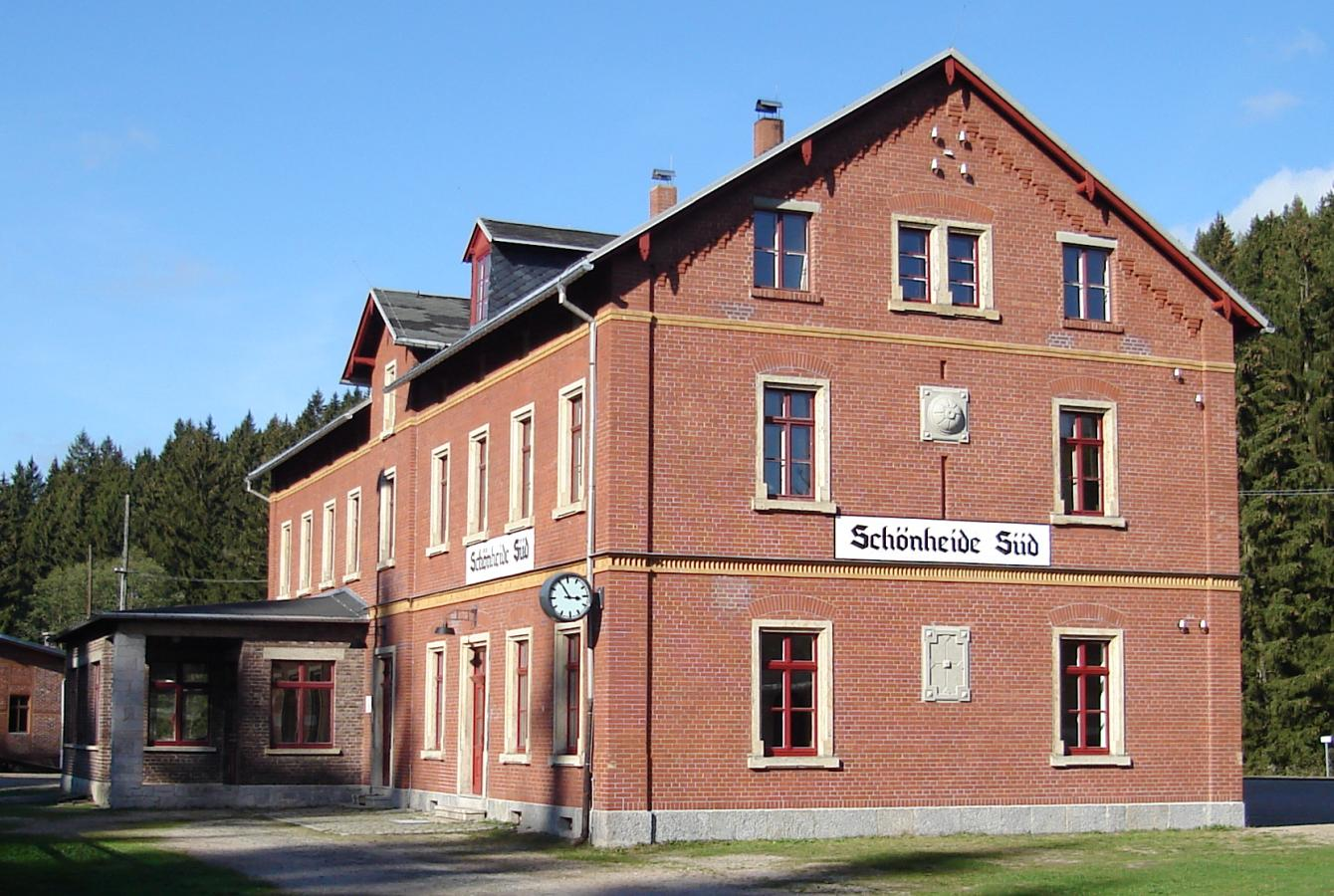
Bahnhof Schönheide Süd (2011)

Der Bahnhof Schönheide Süd (bis 1950: Wilzschhaus) ist der Spurwechselbahnhof zur Bahnstrecke Chemnitz–Aue–Adorf. Er liegt ohne Bezug zur Ortschaft Schönheide frei im Muldental, lediglich der kleine namensgebende Schönheider Ortsteil Wilzschhaus befindet sich in der Nähe. Nach der Stilllegung der Schmalspurbahn wurde der schmalspurige Bahnhofsteil 1979 abgebaut. Die normalspurigen Anlagen wurden hingegen noch bis 1995 genutzt und blieben danach vom Rückbau verschont.
In jüngerer Zeit bemüht sich der Förderverein Historische Westsächsische Eisenbahnen e. V. (FHWE) um einen museumsgerechten Wiederaufbau der Gesamtanlage. In dem Zusammenhang wurde auch ein Teil der Schmalspurgleise wieder errichtet. Der Bahnhof ist heute Station der Dampfbahn-Route Sachsen.
Wiesenhaus ⊙
Der Haltepunkt Wiesenhaus wurde am 1. April 1901 eröffnet. Er besaß keinerlei Hochbauten, er bestand nur aus dem Bahnsteig und dem Stationsschild. Wegen der äußerst geringen Bedeutung der Siedlung Neues Wiesenhaus mit nur zwei Häusern hielten Züge nur bei Bedarf.

Haltepunkt Wiesenhaus um 1900
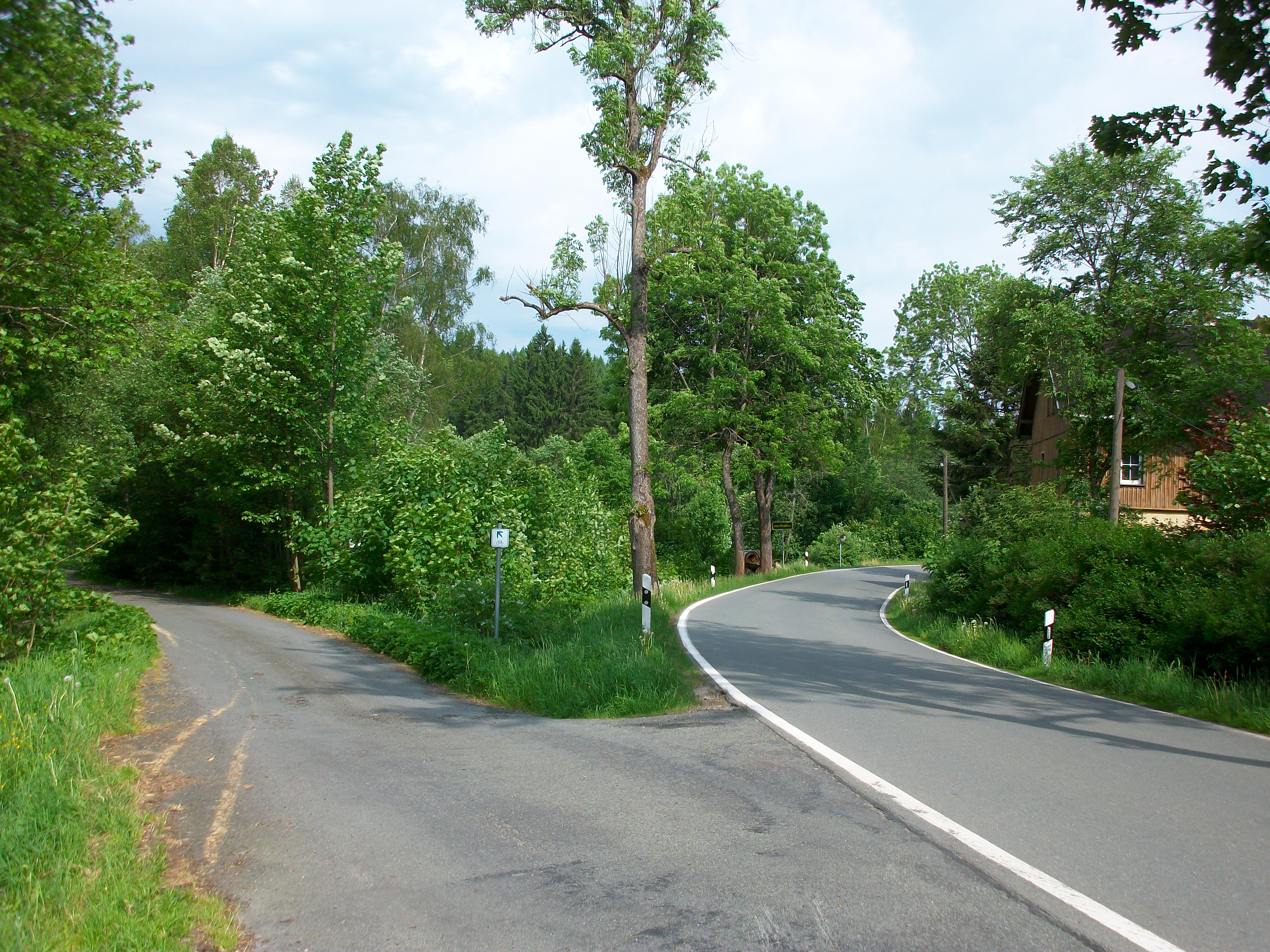
Neues Wiesenhaus, Standort des ehemaligen Haltepunkts Wiesenhaus (2017)

Wilzschmühle ⊙

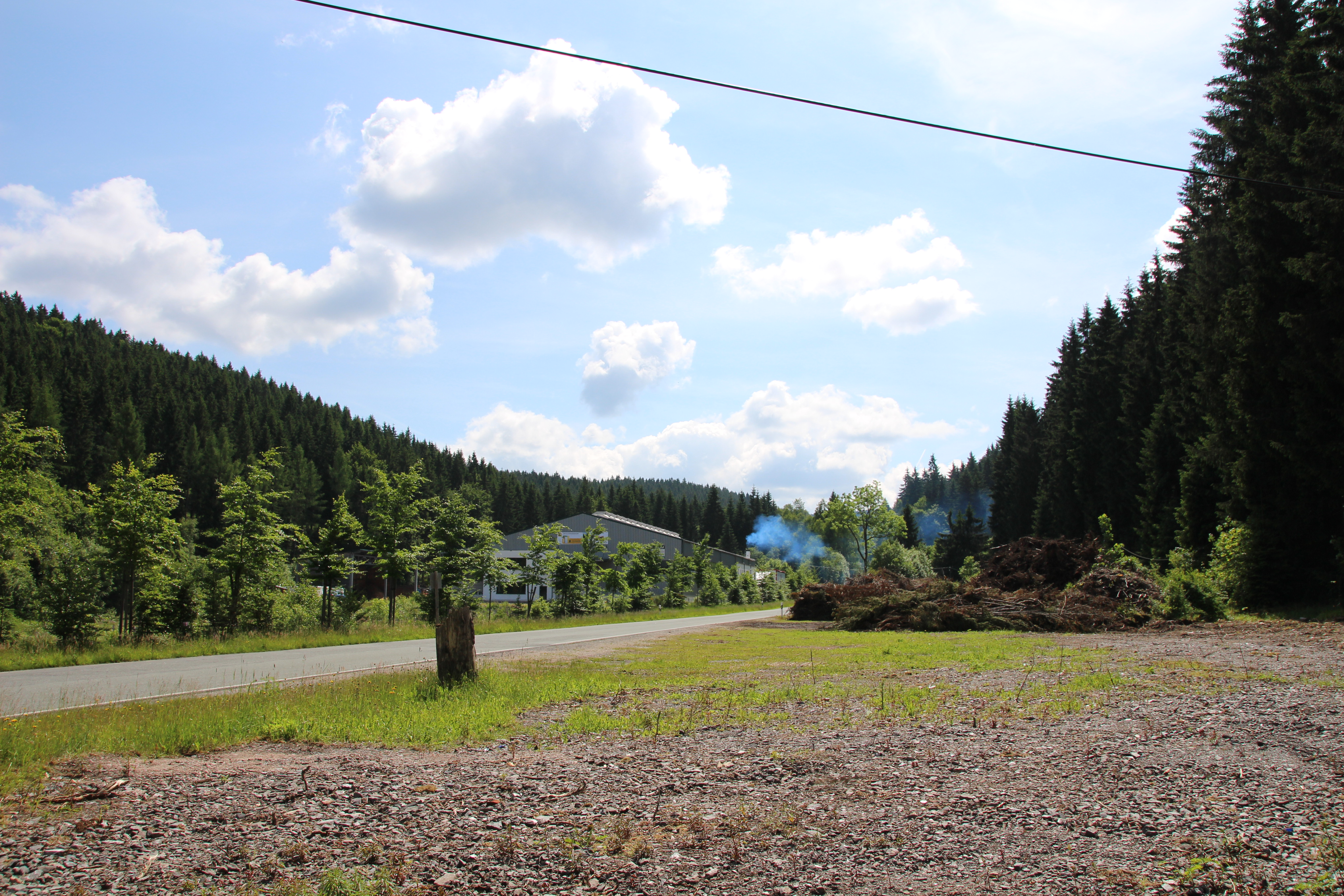
Haltestelle Wilzschmühle

Die Haltestelle Wilzschmühle, bei km 37,92 gelegen, war beim Bahnbau als Kreuzungsstelle zwischen Wilzschhaus und Carlsfeld konzipiert worden. Zum Schutz der Reisenden stand eine hölzerne Wartehalle mit Gepäckraum zur Verfügung, während ein Wagenkasten als Güterschuppen fungierte. Das Überholgleis, welches mit einer Schutzweiche Richtung Wilzschhaus versehen war, diente gleichzeitig auch als Ladegleis der 30 m langen Seitenladerampe, an welcher fast ausschließlich Holz versandt wurde. Später legte ein nahegelegenes Sägewerk noch eine Feldbahn mit 500 mm Spurweite zur Haltestelle an.
Die zuletzt in sehr schlechtem Zustand befindliche Wartehalle wurde in den 2000er Jahren abgerissen.
Blechhammer ⊙

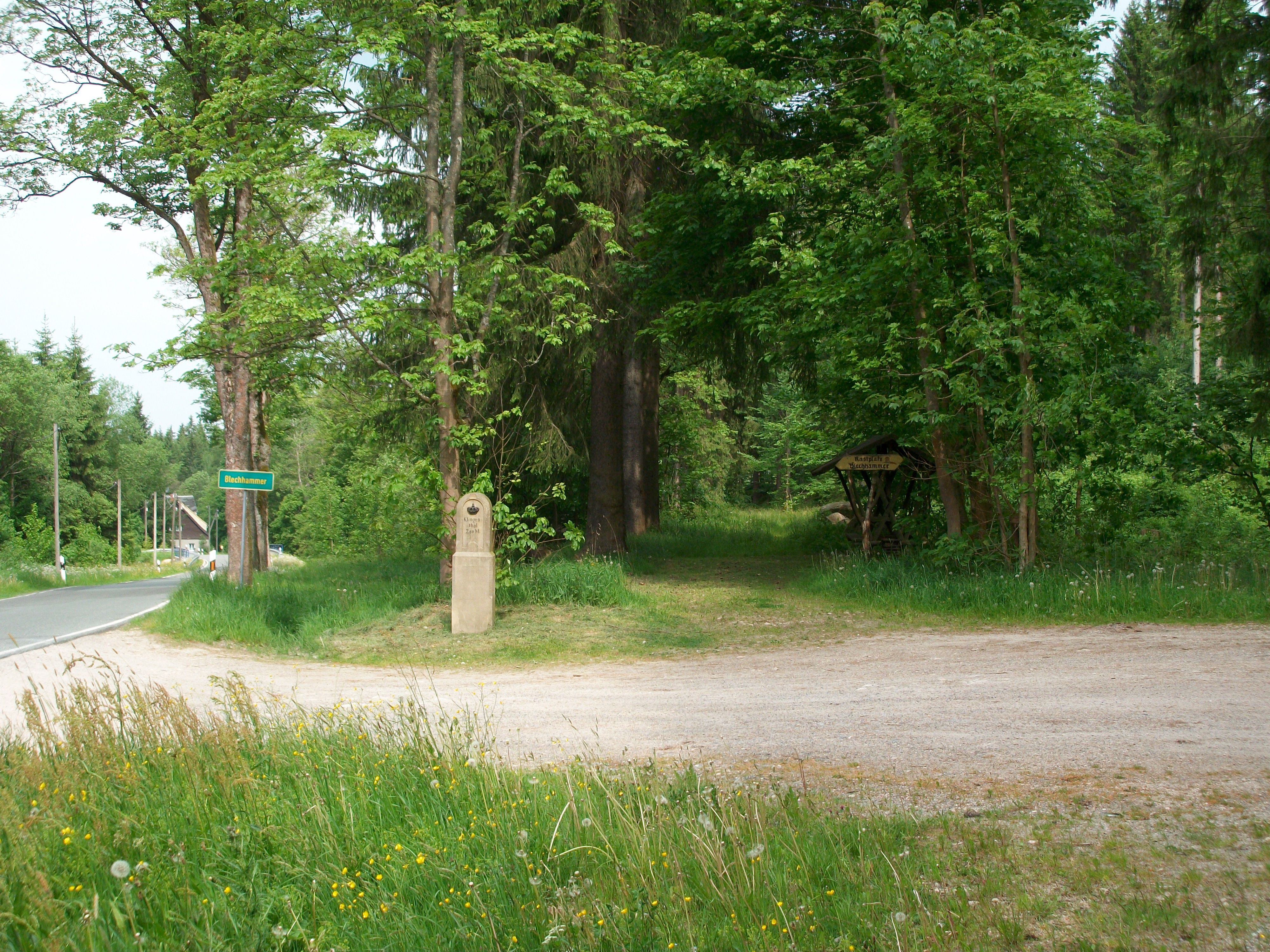
Standort des ehemaligen Haltepunkts Blechhammer (rechts, 2017)

Am 22. Juni 1897 wurde der Haltepunkt Blechhammer, der zunächst keine Hochbauten besaß, eröffnet. Ein Wartehäuschen wurde erst 1912 für die Reisenden errichtet. Nach der Einstellung des Personenverkehrs im Mai 1966 wurde das Wartehäuschen noch nach Carlsfeld gebracht, wo es als Weichenwärterbude aufgestellt wurde. Bedeutung hatte der Haltepunkt vor allem für Arbeiter einer Holzstofffabrik, deren Anschlussgleis in unmittelbarer Nähe abzweigte, und Wanderer, da Blechhammer nur aus wenigen Wohngebäuden bestand.
Carlsfeld ⊙

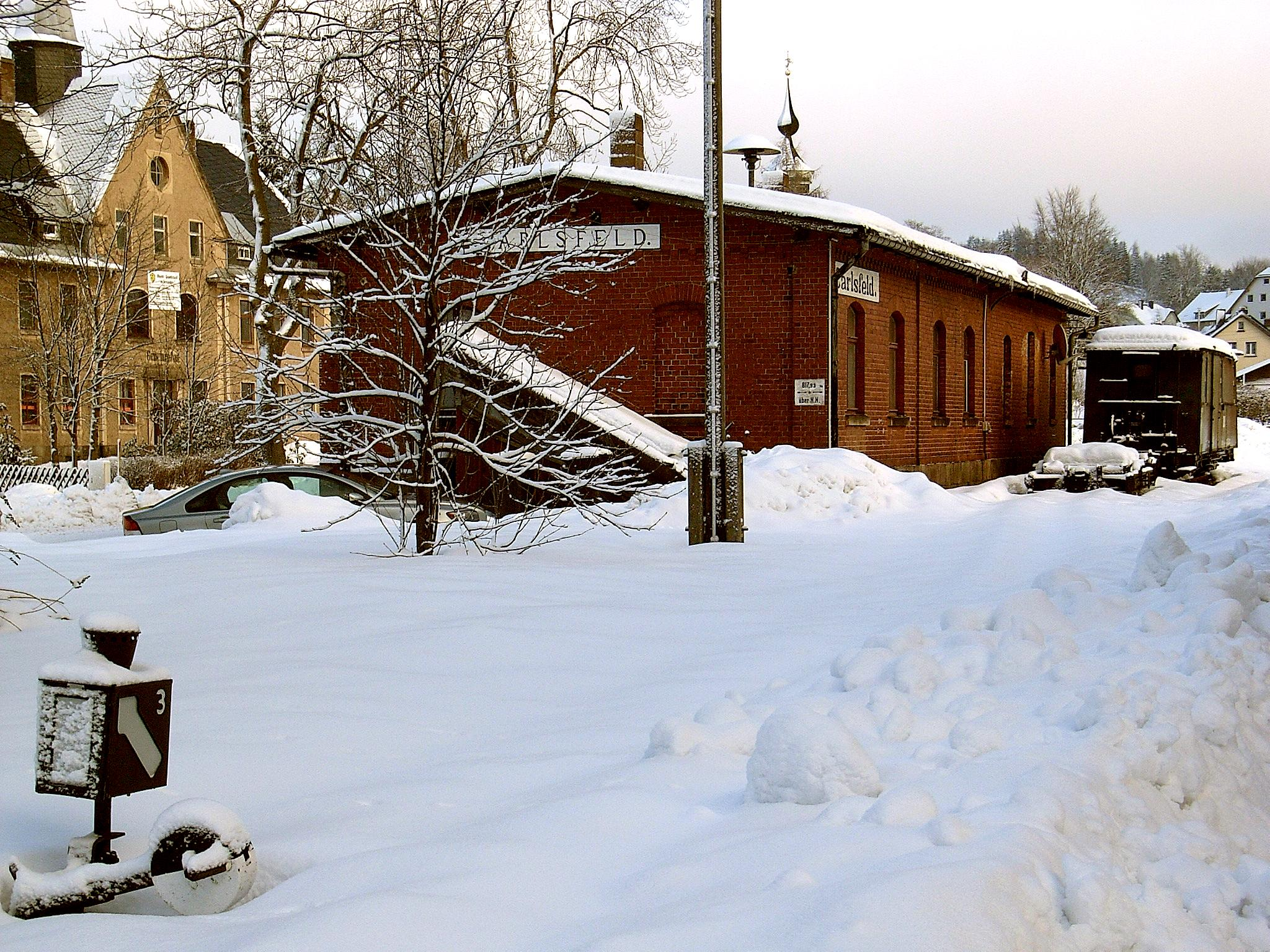
Bahnhof Carlsfeld (2008)

Neben dem Empfangsgebäude mit angebauten Güterschuppen, einer 30 m langen Seitenladerampe sowie zwei Ladestraßen besaß der viergleisige Bahnhof Carlsfeld auch eine kleine Lokstation. Das einständige holzverkleidete Heizhaus war für eine Lokomotive der Gattung IV K bemessen. Die Untersuchungsgrube vor dem Heizhaus diente gleichzeitig als Waage. Ebenso wie im Bahnhof Wilkau-Haßlau war am Gleisende eine Drehweiche vorhanden. Da sie im Winter nur schwer schnee- und eisfrei gehalten werden konnte, wurde sie 1933 ersatzlos ausgebaut.
Im Bahnhofsbereich zweigte das Anschlussgleis zum Glashüttenwerk Rüdiger & Scheibe (⊙) ab, auf der insgesamt 370 m Gleis und sechs Weichen verbaut waren. Es wurde bis zur Betriebseinstellung im Jahr 1967 jährlich mit etwa 6.000 t Brennstoffen und Rohmaterialien bedient.
Die Anlagen des Bahnhofes Carlsfeld wurden 2001 durch den FHWE in vereinfachter Form wieder aufgebaut.
Heute nutzt das Bahnhofsgelände dem FHWE, der die Gleisanlagen in veränderter Form wieder aufgebaut hat. Während das Heizhaus noch weitgehend dem Originalzustand entspricht, wurde das Ziegelmauerwerk des Güterschuppens verputzt. Vom Anschlussgleis besteht nur noch der Brückenbogen der Unterquerung der Morgenröther Straße, der Rest ist ebenso wie die Glashütte abgerissen.

### Anschlussgleise

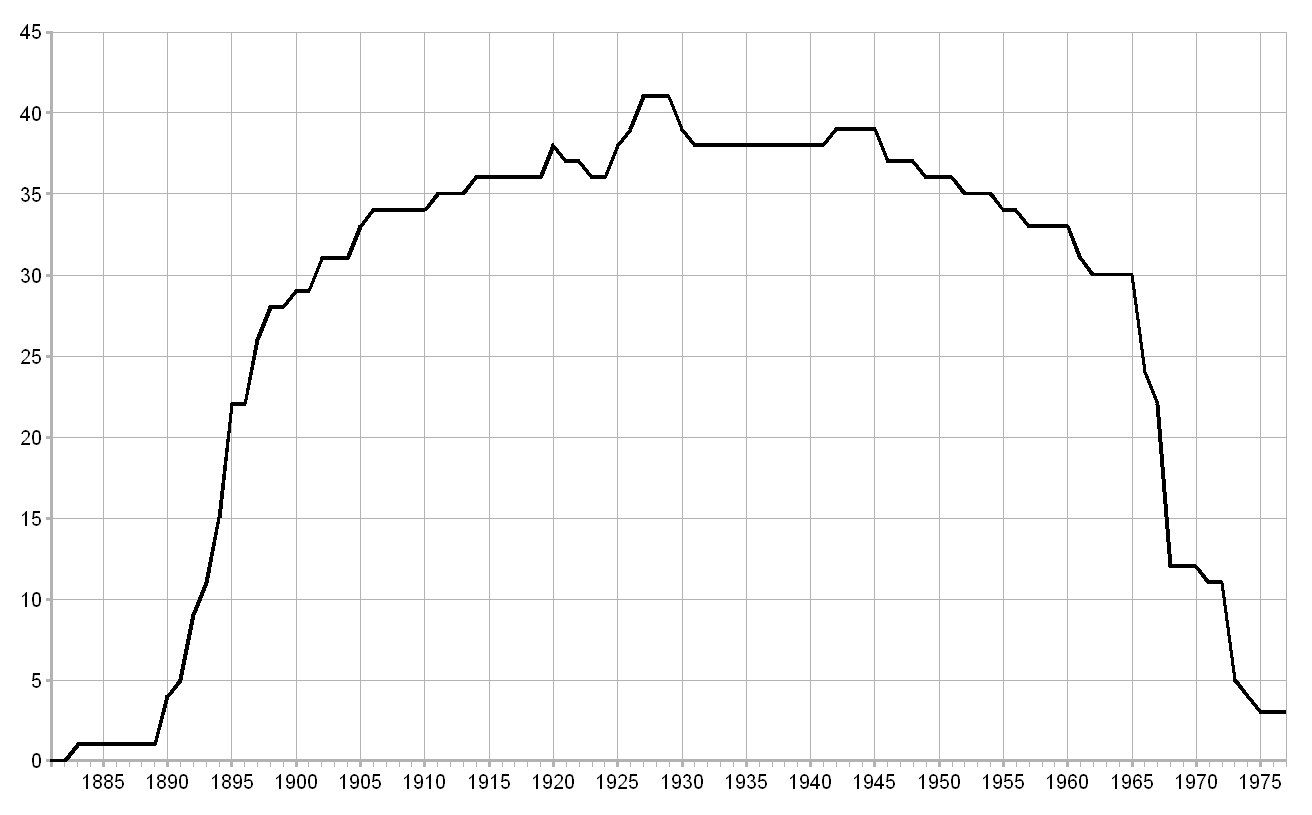
Entwicklung der Anzahl der Anschlussgleise

Das erste Anschlussgleis der Schmalspurbahn wurde 1883 zu einem Steinbruch gebaut. Dieses sollte bis 1890 an der Strecke das einzige bleiben, bis 1895 wurden dann 21 weitere errichtet. Die Maximalzahl gleichzeitig genutzter Anschlussgleise erreichte man in der zweiten Hälfte der 1920er Jahre mit 41 derartigen Einrichtungen. Die Strecke besaß damit die größte Anzahl Anschlussgleise unter allen sächsischen Schmalspurbahnen. Bis in die 1950er Jahre blieb die Anzahl relativ konstant, erst danach sank sie stetig.
Von den 48 Anschlussgleisen verteilten sich 27 auf freier Strecke und 21 an Betriebsstellen. 24 lagen an dem etwa 4 km langen Abschnitt zwischen Kirchberg und Saupersdorf ob Bf. Dort zweigte durchschnittlich alle 170 m ein Anschlussgleis ab.

### Ingenieurbauten
1926 umfasste die Auflistung aller Ingenieurbauten 415 Einträge, davon vier Viadukte, 50 Brücken, Über- und Unterführungen, 325 Schleusen und 36 Mauern.
Die ersten Brücken wurden ausschließlich aus Eisen oder Bruchstein gebaut, mit dem technischen Fortschritt wurden viele Bauwerke aus Stampfbeton gefertigt. Ebenso verhielt es sich bei den Schleusen, anfangs noch aus Bruchsteinen gemauert, wurden diese zuletzt ausschließlich aus Stampfbeton – dem damals modernsten verfügbaren Baustoff – errichtet. Üblicherweise wurden Brücken ab 4 m Lichte Weite als Eisenbrücken gebaut, Brücken bis 4 m als Gewölbebrücken errichtet. Davon weichen nur vier Wegüberführungen ab, die trotz Längen größer als 4 m als Gewölbebrücken gebaut wurden.
Neben den zahlreichen Brücken waren auch viele Futter- und Stützmauern nötig, zusammen betrug die Länge der Mauern mehr als 1700 Meter. Den Großteil machten hiervon die Mauern im Kirchberger Stadtgebiet und am „Hasenloch“ bei Cunersdorf aus.
Viadukt Kirchberg km 7,300
Dieses Viadukt entstand bereits 1882, der eiserne Brückenträger besaß neun Öffnungen und ruhte auf Granitpfeilern.
Brücken km 7,642 und 8,126 ⊙

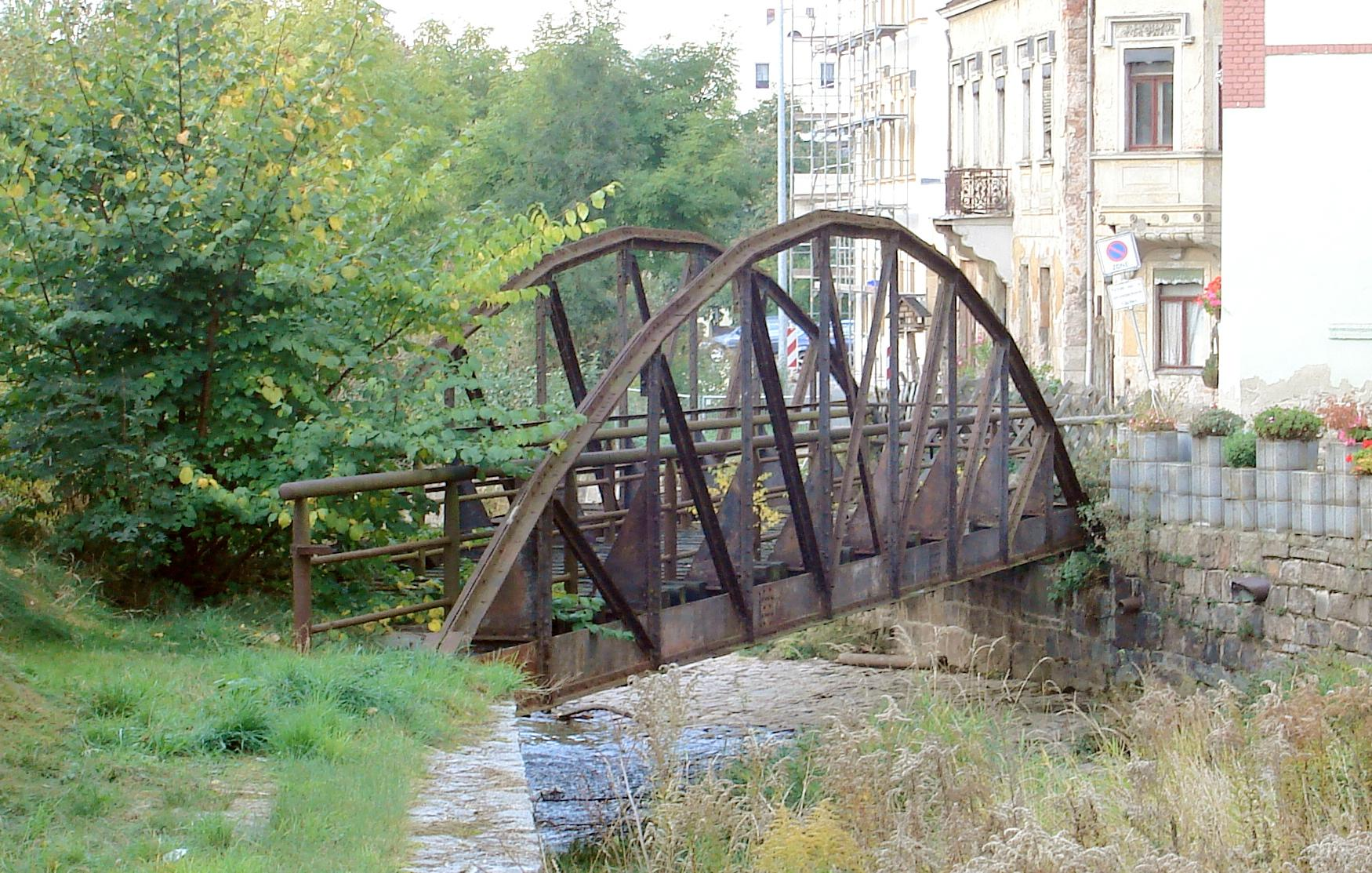
Brücke km 8,126 in Kirchberg (2011)

Die beiden Brücken an Streckenkilometer 7,642 und 8,126 („Sonnenbrücke“) überbrückten den Rödelbach in der Ortslage Kirchberg. Sie waren aus zwei Parabelträgern und Fachwerkverbindungen aus Schweißeisen aufgebaut. Diese Brückenkonstruktion war für die sächsische Schmalspurbahnen untypisch, nur noch die Muldenbrücke der Schmalspurbahn Mosel–Ortmannsdorf war so ausgeführt. Das geringe Lichtraumprofil zwischen den Trägern verhinderte u. a. die Einführung des Rollwagenverkehrs zwischen Kirchberg und Saupersdorf.
Da durch das verwendete Material keine Möglichkeit bestand, rechtzeitig Beschädigungen festzustellen, waren die zwei baufälligen Parabelträgerbrücken Hauptgrund für die Sperrung des Abschnitts Kirchberg–Saupersdorf ob Bf. Bereits in den Jahren zuvor wurde durch ein Verbot von Vorspannloks, der Einrichtung einer Langsamfahrstelle und einer hölzernen Abstützung versucht die Belastung auf das Bauwerk zu reduzieren.
Die Brücke am Streckenkilometer 7,642 blieb nach dem Abriss der Gleise erhalten. Sie ist heute die letzte noch original erhaltene Eisenbrücke der Strecke.
Großer Stützengrüner Viadukt km 23,962 ⊙

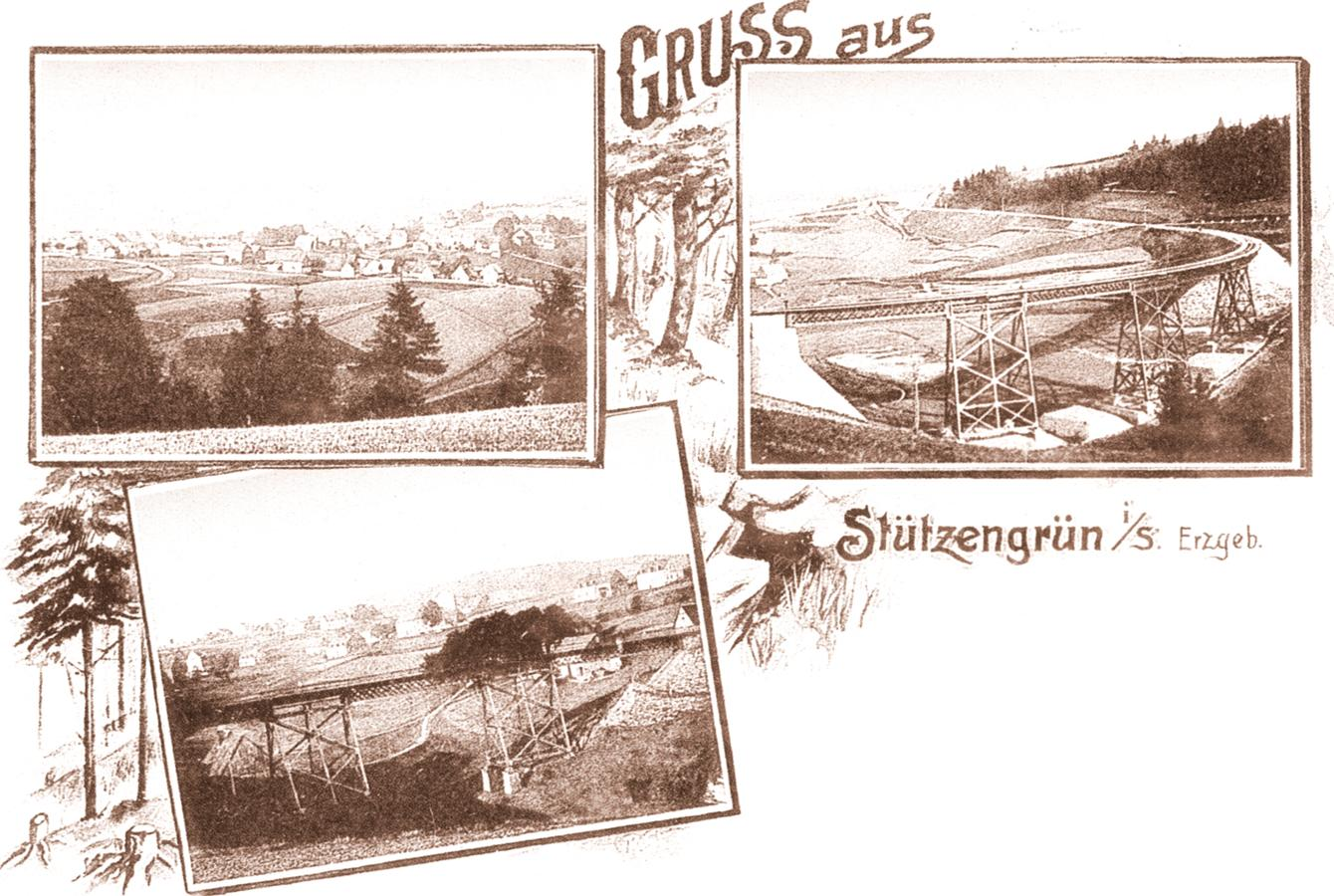
Großer Stützengrüner Viadukt (oben links) und Kleiner Stützengrüner Viadukt (unten rechts)

Der Große Stützengrüner Viadukt bei Streckenkilometer 23,964 über den Weißbach war als Gerüstpfeilerviadukt („Trestle-Brücke“) ausgeführt. Hier lagen als Gitterträger ausgeführten Überbauten auf stählernen Gerüstpfeilern. Auf den Gerüstpfeilern selbst lagen kurze Blechträger. Die vier Brückenfelder hatten bei einer Gesamtlänge von 118,5 Metern eine lichte Weite von 20 Metern. Die Höhe des Viadukts betrug 20,9 m. Der Viadukt kostete beim Bau 83.428 Mark.
Während des Zweiten Weltkriegs wurden an beiden Stützengrüner Viadukten und am Muldentalviadukt beidseitig Aufgleisvorrichtungen eingebaut, die zu Beginn der 1960er Jahre durch Zwangsschienen ersetzt wurden.
Nach der Stilllegung der Strecke plante die Gemeinde Stützengrün eine Erhaltung als Technisches Denkmal. Aus finanziellen Gründen zerschlugen sich diese Pläne allerdings. Im Sommer 1981 erfolgte der Abriss des Bauwerkes zur Schrottgewinnung. Dabei wurden zunächst die Überbauten und Pfeiler abgewälzt und an Ort und Stelle zerschnitten. Der Abtransport des Materials erfolgte dann mit einem Lastenhubschrauber.
Kleiner Stützengrüner Viadukt km 24,536 ⊙
Der Kleine Stützengrüner Viadukt bei Streckenkilometer 24,536 war von gleicher Konstruktion wie der Große Stützengrüner Viadukt. Bedingt durch die kürzere Baulänge von nur 85 Metern hatte er nur drei Brückenfelder mit einer Gesamthöhe von 18 Metern. Er kostete 49.174 Mark. Der Abriss erfolgte im Laufe des Jahres 1982 nach demselben Prinzip wie beim Großen Stützengrüner Viadukt. In seiner Nähe befindet sich heute der Haltepunkt Stützengrün-Neulehn der wiederaufgebauten Museumsbahn.
Schindanger- ⊙ und Sauerbachbrücke ⊙

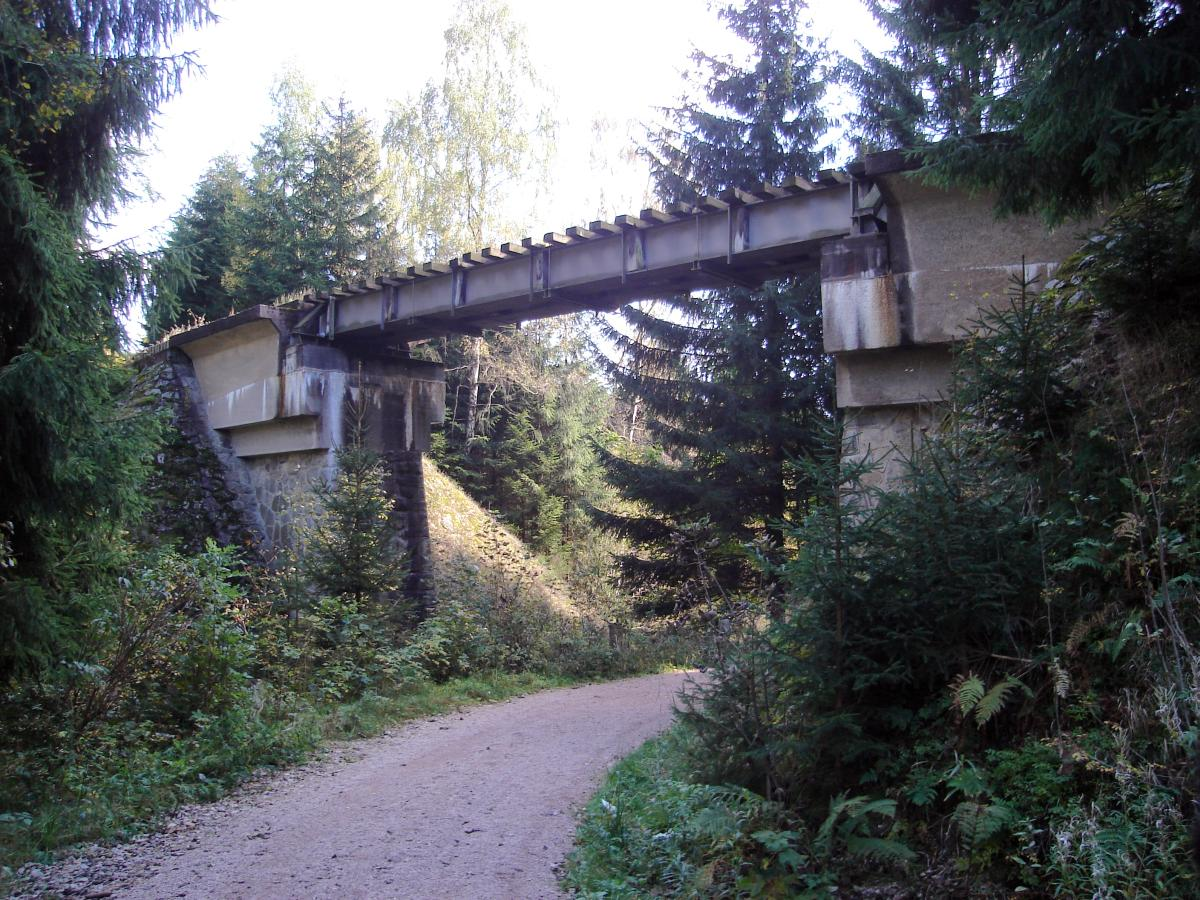
Schindangerbrücke

Die Schindangerbrücke bei km 26,373 und die Sauerbachbrücke bei km 27,205 sind zwei Blechträgerbrücken, sie überqueren jeweils einen Weg. Die Lichte Weite der Schindangerbrücke betrug 12,5 m, die der Sauerbachbrücke 12,2 m bei einer Lichten Höhe von 10,2 m bzw. 4,5 m. Die Baukosten betrugen circa 14.000 bzw. 6.000 Mark.
Während des Zweiten Weltkriegs wurden die Blechträger gegen solche der umgespurten Müglitztalbahn ausgetauscht. Zunächst wurde der Überbau mit zwei Derrickkränen angehoben, gedreht und auf dem Talboden abgesenkt, danach der neue Überbau nach Anpassung der Widerlager eingehoben. Da nach dem Streckenrückbau die Überbauten ebenfalls verschrottet wurden, mussten 1992 zwei neugebaute Brückenträger aus Doppel-T-Trägern verbaut werden.
Muldentalviadukt km 33,765 ⊙

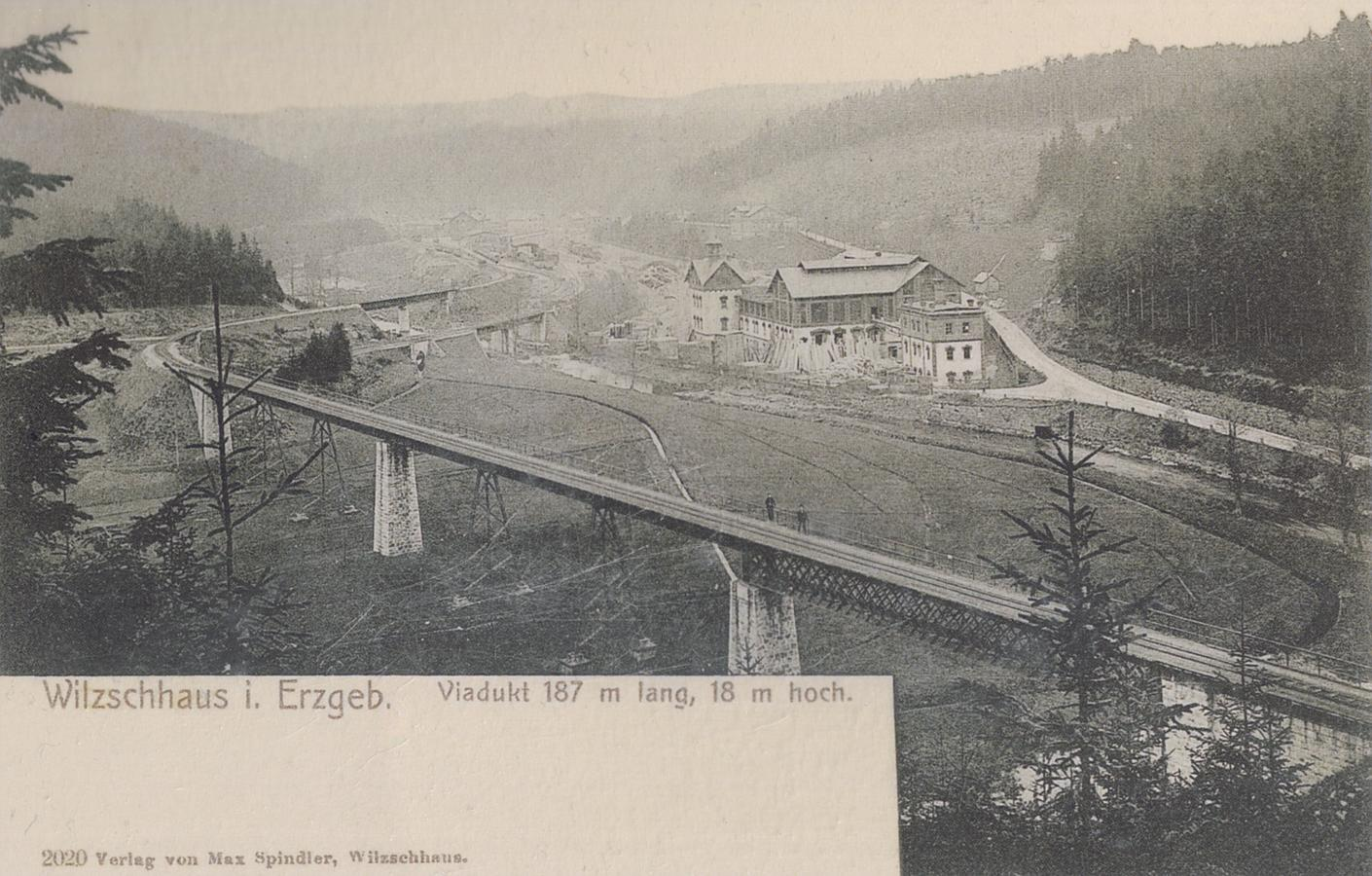
Muldentalviadukt (um 1900)

Bei einer Gesamtlänge von 162,1 m war diese markante Talbrücke bei Streckenkilometer 33,765 das größte Brückenbauwerk der Schmalspurbahn. Es bestand aus sieben Brückenfeldern die auf Pendelstützen und zwei gemauerten Pfeilern ruhten. Der Überbau über der heutige Bundesstraße 283 und der Zwickauer Mulde war als Gitterkastenträger, alle anderen als geschlossene Blechträger ausgeführt. Die sechs Öffnungen der Blechträger hatten jeweils eine Lichte Weite von 18 m.
Der Muldentalviadukt war die einzige Brücke, die im Zweiten Weltkrieg beschädigt wurde. Einheiten der Wehrmacht sprengten am 25. April 1945 einen gemauerten Pfeiler, so dass ein Teil der Überbauten in die Tiefe stürzte. Nach Kriegsende reparierte man den Pfeiler zunächst provisorisch mit einem Schwellenstapel, später wurde er neu gebaut. Die Brücke wurde 1980 bis auf die Widerlager und die zwei gemauerten Pfeiler abgerissen und verschrottet.

## Betrieb
Die Schmalspurbahn erbrachte seit ihrer Eröffnung bis Anfang der 1960er Jahre stets gewaltige Beförderungsleistungen und gehörte damit zu den wichtigsten Sächsischen Schmalspurbahnen, nur der Verkehr zwischen Wilzschhaus und Carlsfeld war nie sonderlich bedeutend. Auch gab es im Gegensatz zu anderen Schmalspurbahnen keine Betriebsruhe, das heißt auch nachts verkehrten regelmäßig Züge.

### Personenverkehr
Bereits in den ersten Jahren ihres Bestehens beförderte die Bahn jährlich circa 140.000 Personen, mit der Eröffnung bis Wilzschhaus 1893 stieg die Zahl sprunghaft auf rund 300.000, stagnierte aber danach. Kurz vor dem Ausbruch des Ersten Weltkriegs lag die Zahl der Reisenden bei etwa 500.000 pro Jahr. Bis in die 1920er Jahre wurden zumeist Gemischte Züge gefahren und die Reisenden mussten durch die langen Rangieraufenthalte viel Geduld mitbringen, besonders auf den Bahnhöfen Kirchberg, Saupersdorf ob Bf, Stützengrün, Schönheide und Oberschönheide verweilten die Züge sehr lange.

Fahrplan 1936, u. a. mit den beschleunigten Personenzügen P 3776 und P 3797

Auf die Einrichtung von Omnibus-Linien nach dem Ersten Weltkrieg reagierte die DR mit beschleunigten Personenzügen, die nur an den stark frequentierten Stationen Wilkau-Haßlau, Kirchberg, Saupersdorf ob Bf, Bärenwalde, Rothenkirchen, Schönheide, Wilzschhaus und Carlsfeld hielten. Die beschleunigten Personenzüge bewältigten die knapp 42 km lange Strecke in circa 145 Minuten, sie erreichten also eine Durchschnittsgeschwindigkeit von 15,9 km/h. Diese Züge erfreuten sich großer Beliebtheit und anstatt das der Personenverkehr wie andernorts auf den Bus abwanderte, blieb er der Schmalspurbahn erhalten. Dazu beigetragen hat neben den beschleunigten Personenzügen auch die Abschaffung der Gemischten Züge, sodass die langen Rangieraufenthalte auf den Bahnhöfen entfielen. Nur zu verkehrsschwachen Zeiten fuhren noch einige PmGs.
Mit dem Beginn des Zweiten Weltkriegs stieg der Personenverkehr weiter an. Einerseits entfielen die Busverbindungen, andererseits produzierten im Umfeld der Bahn zahlreiche für die nationalsozialistische Kriegswirtschaft wichtige Betriebe mit zahlreichen Beschäftigten. Da nach 1943 der Fahrplan kriegsbedingt stark ausgedünnt wurde, waren viele Züge oft überfüllt. Nach dem Krieg trat der Kriegsfahrplan aufgrund von Materialmangel und kriegsbedingten Schäden vorläufig wieder in Kraft, und der Personenverkehr nahm durch die zahlreichen Hamsterfahrten sogar noch zu. Nachdem diese abgeebbt waren, kam 1947 der Bergbau. Durch die Förderung von Uranerz um Tannenbergsthal durch die SAG Wismut waren viele Bergleute auf die Eisenbahn angewiesen. Erst mit der Reduzierung der Förderung und der Schaffung eines Werksverkehr innerhalb der SAG Wismut beruhigte sich der Verkehr wieder. Während anderswo die Verkehrsleistungen bereits rückläufig war, wurde das Zugangebot auf der Schmalspurbahn sogar noch ausgebaut. Auch wurden nun wieder Personenwagen mit Güterzügen transportiert.
In den 1960er Jahren nahm die Anzahl der Reisenden stark ab, verursacht durch den Wechsel auf den mittlerweile wieder parallel fahrenden Bus oder zum Individualverkehr. Die Verlängerung der Fahrzeiten in den 1970er Jahren durch zahlreiche Langsamfahrstellen, bedingt durch den schlechten baulichen Zustand der Bahnanlagen, ließ immer mehr Reisende andere Verkehrsmittel benutzen und führte langfristig zur Einstellung des verbliebenen Personenverkehrs 1975.

### Bahnpostverkehr
Zugleich mit den jeweiligen Streckeneröffnungen wurde auch der Postverkehr von der Schmalspurbahn übernommen. Dafür kamen als sogenannte A-Bahnpost eigene Bahnpostwagen zum Einsatz. Nur auf dem Abschnitt Wilzschhaus–Carlsfeld wurde diese rasch wieder eingestellt, einerseits war das Postaufkommen gering, andererseits ließ die Steigung nur begrenzte Zuglasten zu, was ein einstellen eines Bahnpostwagens in den Zugverband erschwerte. Ab sofort begleitete ein Briefträger die Postsendungen von und nach Carlsfeld im Gepäckwagen. Als die Post ab 1925 ein für die Beförderung ihrer Wagen zahlen musste, wurde hier ein anteiliges Transportengelt berechnet.
Im Gegensatz zu fast allen anderen sächsischen Schmalspurbahnen, wo die A-Bahnpost noch in den 1920er/30er Jahren eingestellt wurde und die Wiederaufnahme erst während und nach dem Zweiten Weltkrieg erfolgte, wurde auf der Schmalspurbahn der Bahnpostverkehr durchgehend betrieben.
Zu Beginn der 1950er Jahre wurden täglich im Schnitt 20 Postsäcke und 500 Pakete befördert. Dazu kam lose Briefpost, die umgearbeitet wurde, und Geldsendungen der Industrie. An einzelnen Tagen betrug der Wert der Geldsendungen dabei über 200.000 Mark.
Auch wenn die Postbeförderung mit der Bahn länger als beim Großteil der sächsischen Schmalspurbahnen durchgeführt wurde, wurden schon einzelne Aufgaben abgegeben. Seit 1955 wurde die Post Richtung Carlsfeld mit Kraftfahrzeugen transportiert, die Bahnpostwagen verkehrten daraufhin nur noch von Wilkau-Haßlau bis Schönheide Mitte. Die Konzentrierung des Postverkehrs erfolgte ab Herbst 1957, und am 17. Februar 1958 wurde der Postverkehr ganz eingestellt.

### Güterverkehr
Der Großteil der Einnahmen entstammten aber dem Güterverkehr. Beispielsweise lag man 1894 mit der beförderten Menge von circa 90.000 Tonnen auf dem zweiten Platz aller sächsischen Schmalspurbahnen. Einen großen Anteil daran hatte der Bahnhof Kirchberg, wo etwa 40 % aller Güter umgeschlagen wurde. Bis zur Jahrhundertwende stieg die beförderte Tonnage auf rund 200.000 Tonnen pro Jahr an. Diese Menge blieb bis Ende der 1950er Jahre relativ konstant, erst mit der schrittweisen Verlagerung der Transporte auf die Straße reduzierte sich das Güteraufkommen wieder. Aber selbst in den 1960er Jahren wurde noch ein gewaltiges Volumen mit der Schmalspurbahn transportiert (Beispiel 1964: circa 160.000 Tonnen).

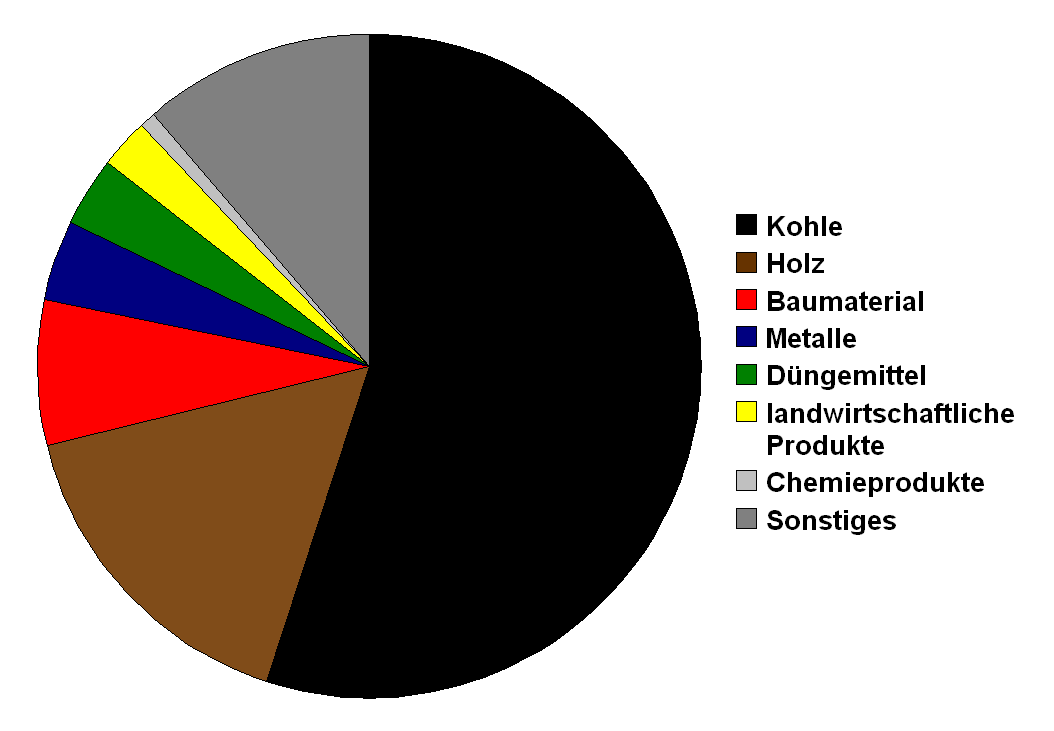
Verhältnis der Transportleistungen 1964

Nach dem Wegfall der Kohletransporte wurde die Schmalspurbahn in den späten 1970er Jahren praktisch nur noch für die Bürstenwerke und die VEB Elektromotorenwerke Thurm betrieben. Vor allem für den Stammholztransport gab es vorerst noch keine Alternative zur Eisenbahn. Erst im April 1977 wurden dafür kurzfristig Möglichkeiten geschaffen, da die Verkehrseinstellung wegen des schlechten Gleiszustands unumgänglich war.
Transportgüter
Empfangen wurden vor allem Brennstoffe, Stammholz für die Bürstenproduktion und einige Sägewerke, landwirtschaftliche Güter (Düngemittel u. ä.), Baustoffe, Roheisen und Materialien für die Glashütte in Carlsfeld. Versandt wurden hauptsächlich Produkte der Maschinenbaubetriebe, Granitstein, Textilwaren, Schnittholz und Glas.
Obwohl im Erzgebirge die Papierindustrie als ein wesentliches Element zur Wirtschaftsstruktur gehörte, war der Transport von Rohstoffen von und Waren für die Papierindustrie trotz guten Ausgangsbedingungen – Wasserkraft und Holz standen ausreichend zur Verfügung – bei der Schmalspurbahn stets unbedeutend. Lediglich bei Streckenkilometer 39,298 bestand ein Anschluss zu einer Holzstofffabrik.

## Fahrzeugeinsatz

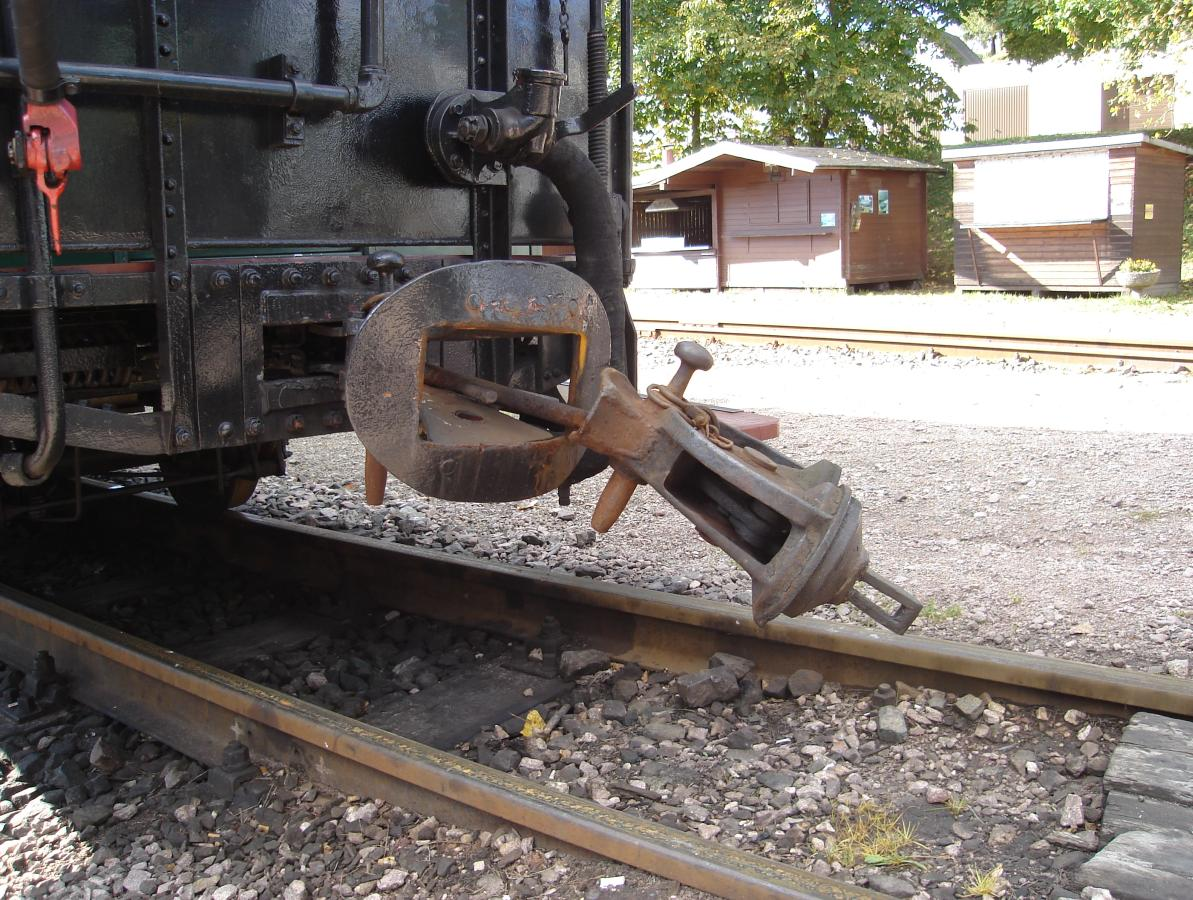
Adapter von Trichterkupplung auf Scharfenbergkupplung

Die Fahrzeuge entsprachen den allgemeinen Grundsätzen der für die Sächsischen Schmalspurbahnen beschafften Fahrzeuge. Lokomotiven und Wagen wurden daher je nach Bedarf recht freizügig mit anderen Schmalspurbahnen getauscht. Während bis 1945 die Fahrzeuge recht lange auf einer Bahnstrecke verblieben, gab es seit dem Zweiten Weltkrieg einen regen Fahrzeugtausch.
Alle Fahrzeuge besaßen zunächst die Heberleinbremse, die Körting-Saugluftbremse wurde ab den 1930er Jahren eingeführt, die letzten Heberlein-gebremsten Fahrzeuge wurden aber erst in den 1960er Jahren abgestellt. Nach der Umspurung der Müglitztalbahn kamen 1938 erstmals Fahrzeuge mit der Scharfenbergkupplung auf die Strecke, zuvor war bloß die Mittelpufferkupplung verwendet worden. Bei der Zugbildung mit den zwei Kupplungstypen wurde daher ein entsprechender Adapter – der sogenannte „Elefantenkopf“ – verwendet.

### Lokomotiven

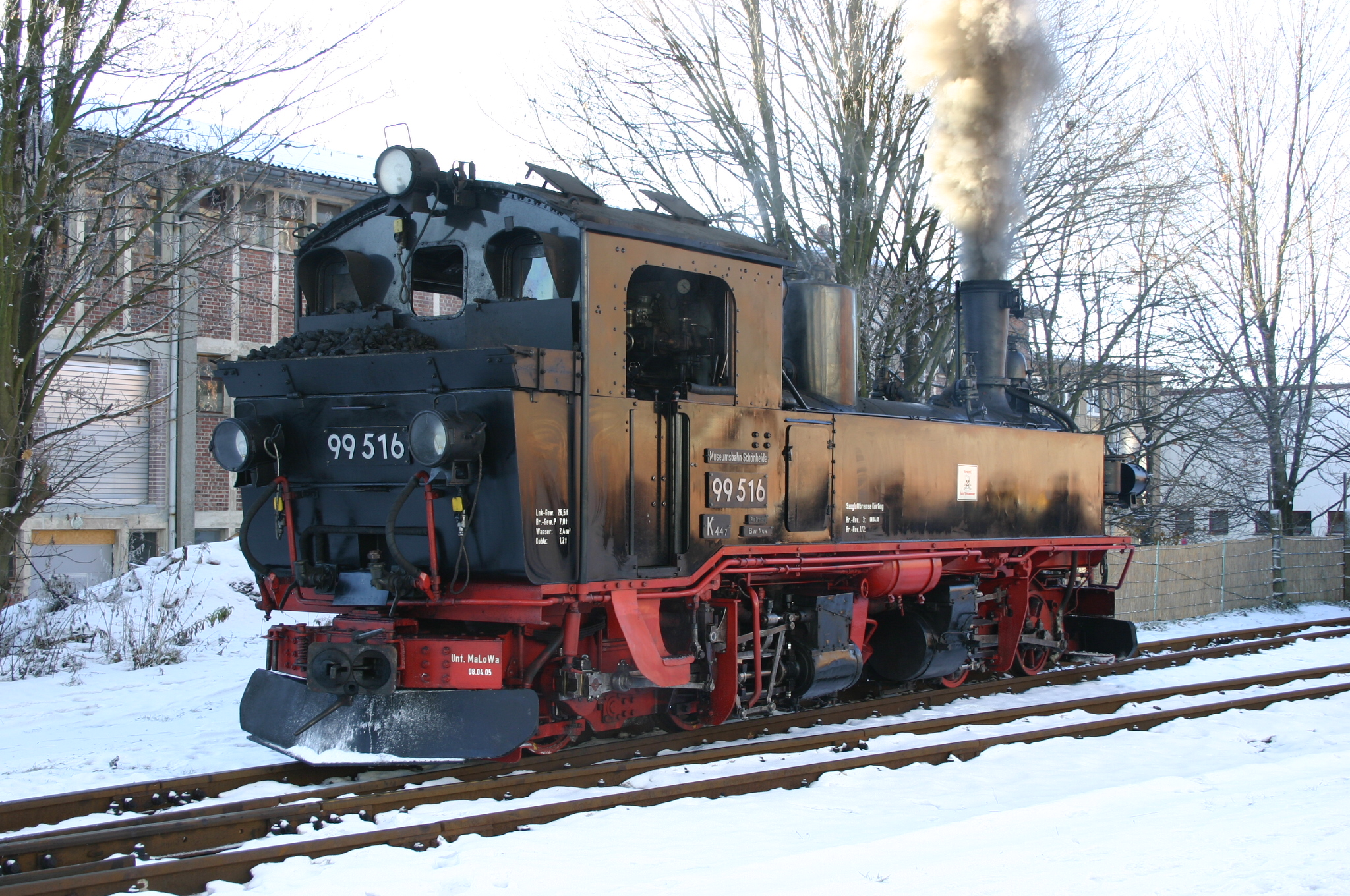
Gattung IV K (99 516 der Museumsbahn Schönheide)

Zunächst kamen die drei extra für die Strecke neubeschafften Lokomotiven der Gattung I K (Baureihe 99.750–752) zum Einsatz. Bis 1893 wurde der Bestand an Lokomotiven schrittweise auf sechs erhöht. Mit der Eröffnung des Abschnitts Saupersdorf ob Bf–Wilzschhaus im Jahre 1893 kamen erstmals zwei Lokomotiven der Gattung IV K (Baureihe 99.51–60) zum Einsatz. Die III K kam ab 1895 auch auf die Schmalspurbahn, bewährte sich aber wie auf den anderen Strecken hier ebenfalls nicht. Die kurzzeitigen Aufenthalte beschränkten sich meist auf die Schmalspurbahn Mosel–Ortmannsdorf, deren Lokomotiveinsatz der Schmalspurbahn Wilkau-Haßlau–Carlsfeld unterstand, oder die Maschinen dienten nur als Reserve.
Die I K wurden um die Jahrhundertwende schrittweise an andere sächsische Schmalspurbahnen abgegeben oder verschrottet. Im Jahre 1927 wurde die letzte Maschine der Baureihe 99.750–752 abgestellt und es kamen danach ausschließlich noch Lokomotiven der Baureihe 99.51–60 zum Einsatz. Diese Maschinen bestimmten bis zur endgültigen Betriebseinstellung 1977 das Bild. Zwar wurde in den 1930er Jahren eine Maschine der Baureihe 99.67–71 getestet, diese erwies sich für die Brückenbauwerke und den Oberbau als zu schwer.
Rund zwei Drittel aller 96 jemals gebauten IV K kamen auf der WCd zum Einsatz, 19 Maschinen wurden direkt fabrikneu an die Schmalspurbahn geliefert. Eine der eingesetzten Lokomotiven – die 99 573 – lief niemals auf einer anderen Strecke. 1910 fabrikneu in Betrieb genommen, stand die Lokomotive bis 1970 im Einsatz. Danach diente die Maschine noch zwei Jahre als Heizlok im Bahnhof Plauen ob Bf und wurde 1975 verschrottet.
Außer den planmäßig eingesetzten Dampflokomotiven kamen auch einige Dieselfahrzeuge zu Erprobungs- oder Überführungsfahrten auf die Strecke der Schmalspurbahn. Neben sechs 1926 für den Export vorgesehenen Dieseltriebwagen absolvierte auch eine Lokomotive der Baureihe V 36 K eine kurze Probefahrt.
Seit dem Wiederaufbau als Museumsbahn verkehrten bis heute schon andere Lokomotivbaureihen. Auch der Triebwagen VT 137 322 kam schon zum Einsatz.

### Wagen
Die Wagenunterhaltung fand in den Anfangsjahren in Kirchberg statt, 1903 wurde die Werkstatt nach Wilkau verlegt. Zunächst diente dort nur ein Normalspurwagenkasten als Unterbringung, ein festes Gebäude wurde erst in den 1930er Jahren errichtet. Eine weitere Reparaturmöglichkeit entstand 1927 in Wilzschhaus.
Personenwagen
Für die neue Schmalspurbahn wurde von den Königlich Sächsischen Staatseisenbahnen sechs Personenwagen gebaut. Diese zweiachsigen Wagen enthielten jeweils ein Abteil zweiter und ein Abteil dritter Klasse. Bis 1887 wuchs der Bestand auf 15 solcher Wagen an. Die ersten vierachsigen Personenwagen kamen mit der Verlängerung bis Wilzschhaus 1893 auf die Strecke. Diese Fahrzeuge waren noch mit Oberlichtern ausgerüstet. Mit Einführung der Vierachser verschwanden relativ zügig die zweiachsigen Personenwagen. Ab etwa 1910 wurden die vierachsigen Oberlichtwagen und die verbliebenen Zweiachser recht schnell von den neuen auf Ganzstahlrahmen aufgebauten vierachsigen Personenwagen mit Holzbeplankung verdrängt. Die Holzbeplankung wurde vielfach in den 1950er Jahren durch eine Blechverkleidung ersetzt.
Seit der Eröffnung des letzten Teilstücks Richtung Carlsfeld 1897 waren immer um die 30 Personenwagen auf der WCd stationiert. Erst nachdem ab 1966 diverse Teilstücke stillgelegt worden waren, war diese stets konstante Zahl an Personenwagen rückläufig. Nach der Stilllegung wurden die Fahrzeuge an andere Dienststellen abgegeben, als Basis für Reko-Wagen verwendet oder verschrottet.

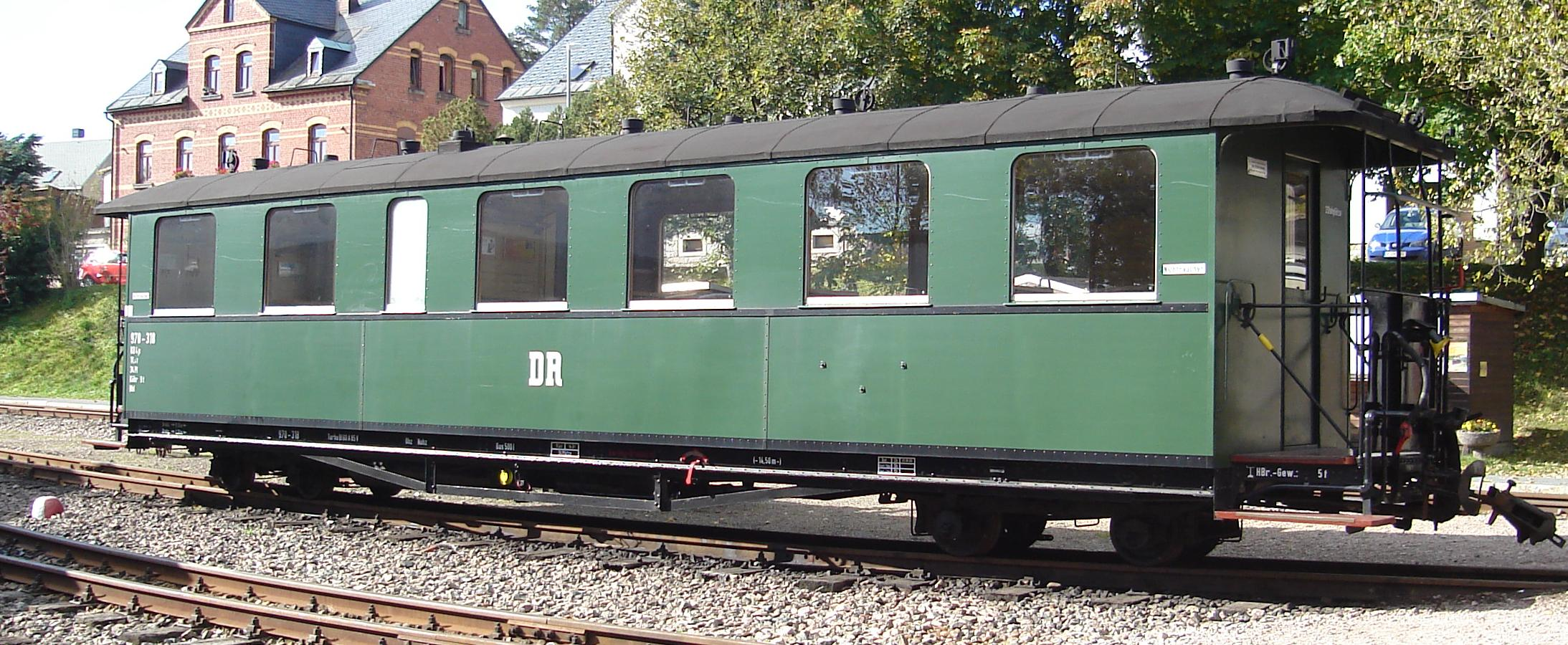
Gattung 711 der K. Sä. St. EB DR-Betriebsnummer: 970-318 Baujahr 1907, mit Mittelpufferkupplung und Adapterkopf auf Scharfenbergkupplung
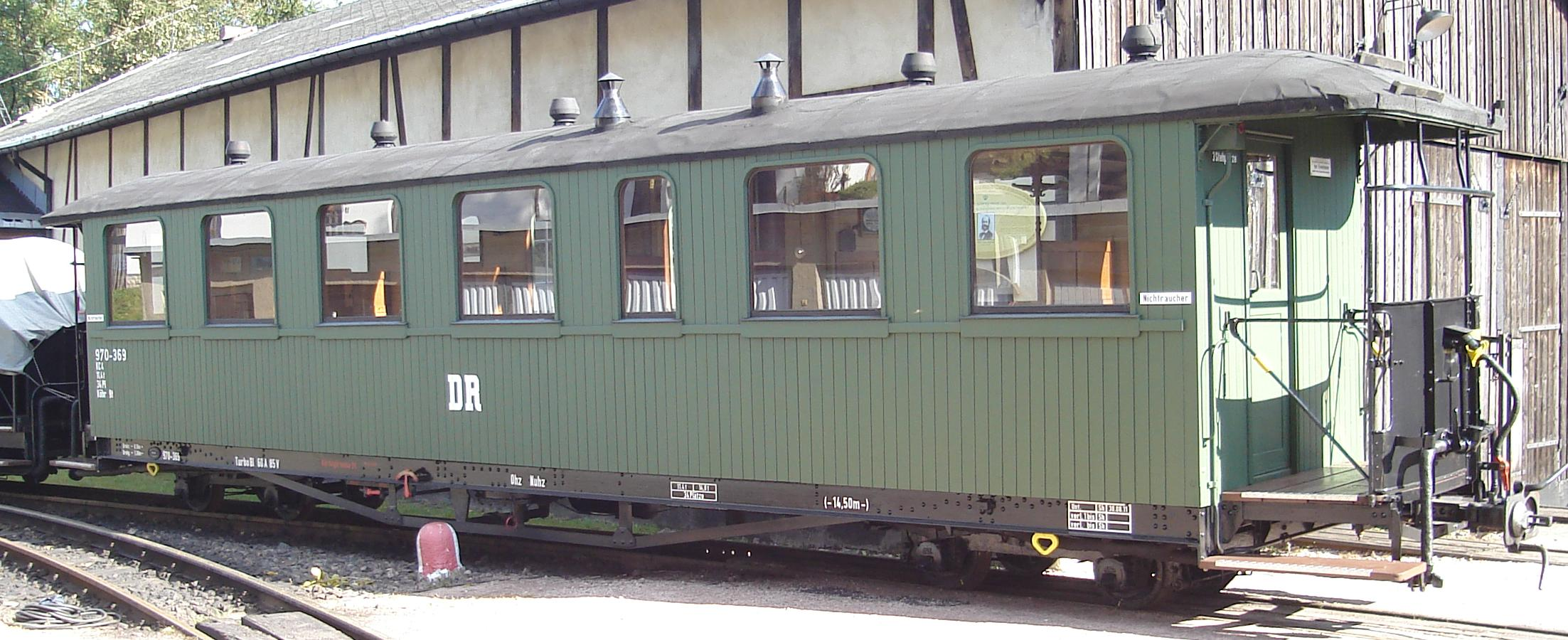
Gattung 720 der K. Sa. St. EB DR-Betriebsnummer: 970-369 Baujahr 1913, mit Holzbeplankung
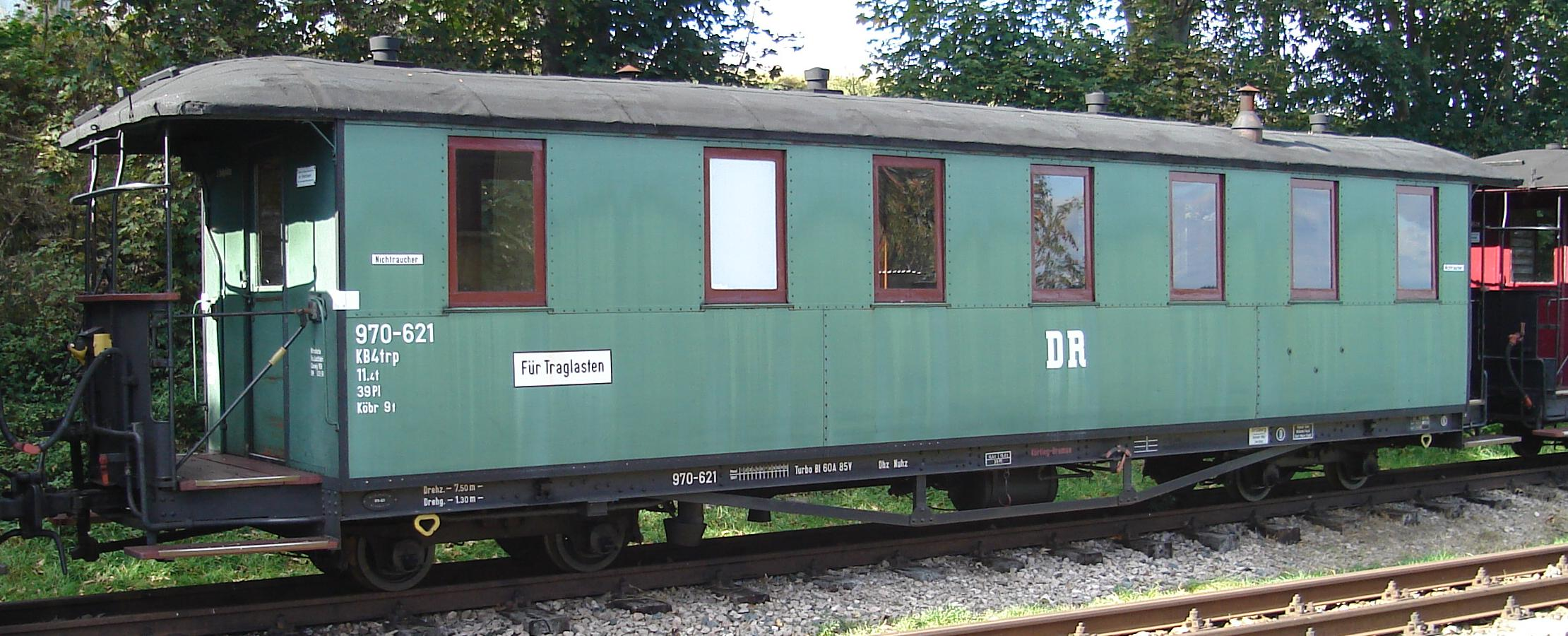
Gattung 729 der K. Sa. St. EB DR-Betriebsnummer: 970-621 Baujahr 1928 (Nachbau der sächsischen Gattung), für Traglasten

Gepäckwagen

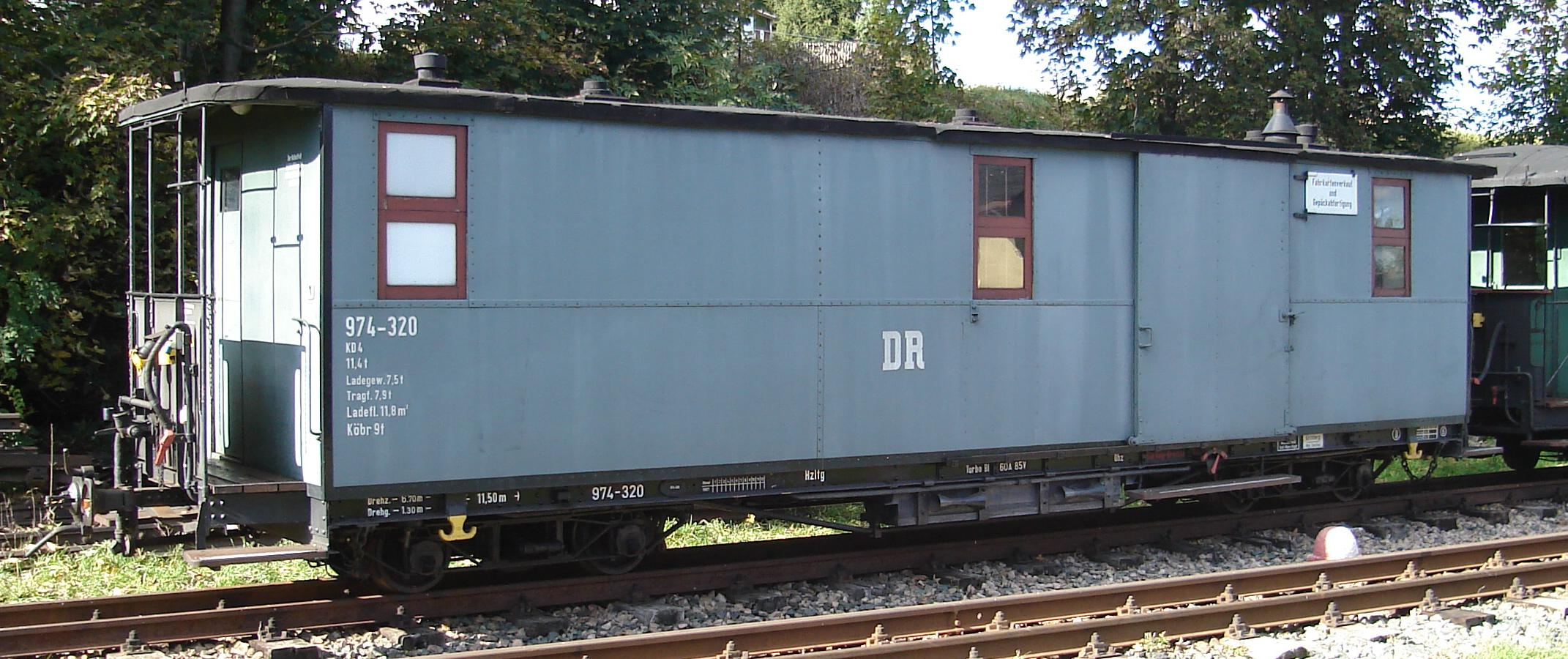
Gepäckwagen 974-320, dieser Wagen fuhr bereits vor der Stilllegung auf der Strecke, baugleiche Wagen kamen nach 1910 auf die Schmalspurbahn

Anstelle gesonderter Gepäckwagen wurden zunächst die zweiachsigen gedeckten Güterwagen verwendet. Erst mit der Eröffnung bis Wilzschhaus kam ein zweiachsiger Gepäckwagen auf die Strecke. Bis 1895 wuchs der Bestand auf fünf derartige Fahrzeuge. Mit dem Einsatz vierachsiger Gepäckwagen ab den 1910er Jahren wurden die zweiachsigen Fahrzeuge bis 1945 entweder abgegeben oder verschrottet.
Postwagen
Anfangs kam ein zweiachsiger Eigenbaupostwagen der Königlich Sächsischen Staatseisenbahnen zum Einsatz, der später durch einen zweiachsigen Wagen der Gattung Ib ergänzt wurde. In den 1920er Jahren wurde der Eigenbaupostwagen ausgemustert, ab den 1930er Jahren befand sich dann ein vierachsiger Postwagen der Gattung IIb auf der Schmalspurbahn.
Nach dem Zweiten Weltkrieg mietete die Post wegen der zwei überalterten Fahrzeuge einen vierachsigen Gepäckwagen an und baute ihn behelfsmäßig als Postwagen um. Im November 1950 lieferte der Waggonbau Bautzen dann zwei vierachsige Neubaufahrzeuge, im Einsatz zeigten sich aber zahlreiche Mängel. Wegen der Mängel und der zunehmenden Verlagerung der Posttransporte auf den Kraftverkehr sollten die beiden Wagen die einzigen Neubaupostwagen für Schmalspurbahnen bleiben.
Nach der Einstellung des Postverkehrs wurden die Fahrzeuge als Basis für Meterspur-Reko-Personenwagen genutzt, die beiden daraus entstandenen Waggons sind noch heute bei den Harzer Schmalspurbahnen im Einsatz.
Güterwagen

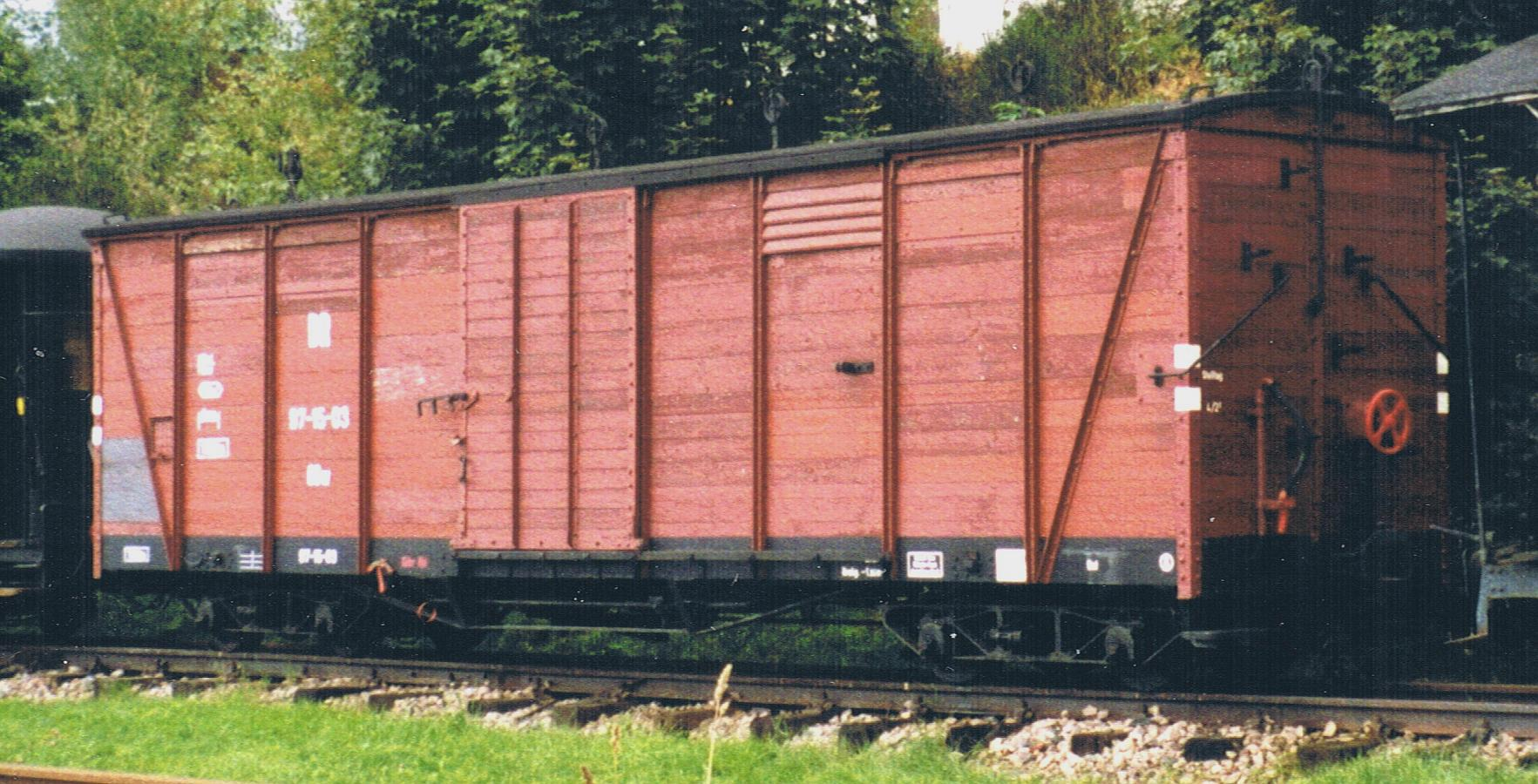
Derartige Wagen der Gattung GGw kamen auf der Schmalspurbahn ab 1901 zum Einsatz. Hier der Bahndienstwagen 97-15-03 der Museumsbahn Schönheide.

Der Güterwagenpark bestand am Anfang ebenfalls aus zweiachsigen Wagen. Bei der Betriebseröffnung 1881 waren 17 offene und sieben gedeckte Güterwagen vorhanden. Diese Wagen wurden ebenfalls wie die Personenwagen größtenteils von den Königlich Sächsischen Staatseisenbahnen selbst in Chemnitz gefertigt. Ab den 1890er Jahren wurden für den Holztransport zweiachsige Drehschemelwagen beschafft, um 1910 kamen noch zweiachsige Klappdeckelwagen dazu, die aus offenen Güterwagen entstanden waren.
Die ersten vierachsigen Güterwagen gelangten um die Jahrhundertwende auf die Strecke, jedoch konnte auf die Zweiachser vorerst noch nicht verzichtet werden. In den 1930er Jahren gelangten zahlreiche vierachsige Wagen der umgespurten Bahnstrecke Heidenau–Kurort Altenberg (Müglitztalbahn) auf die Schmalspurbahn. Damit konnte der Bestand an alten Zweiachsern deutlich reduziert werden, dennoch waren diverse Zweiachser (vor allem die Drehschemelwagen) bis in die 1960er Jahre im Einsatz. Vor allem mit der Einstellung des Verkehrs auf den Abschnitten Kirchberg–Saupersdorf ob Bf und Schönheide Süd–Carlsfeld in den 1960er Jahren wurden die meisten Güterwagen überflüssig und an andere Schmalspurbahnen abgegeben oder verschrottet, denn der restliche Güterverkehr wurde zumeist mit Rollwagen befördert.
Rollwagen

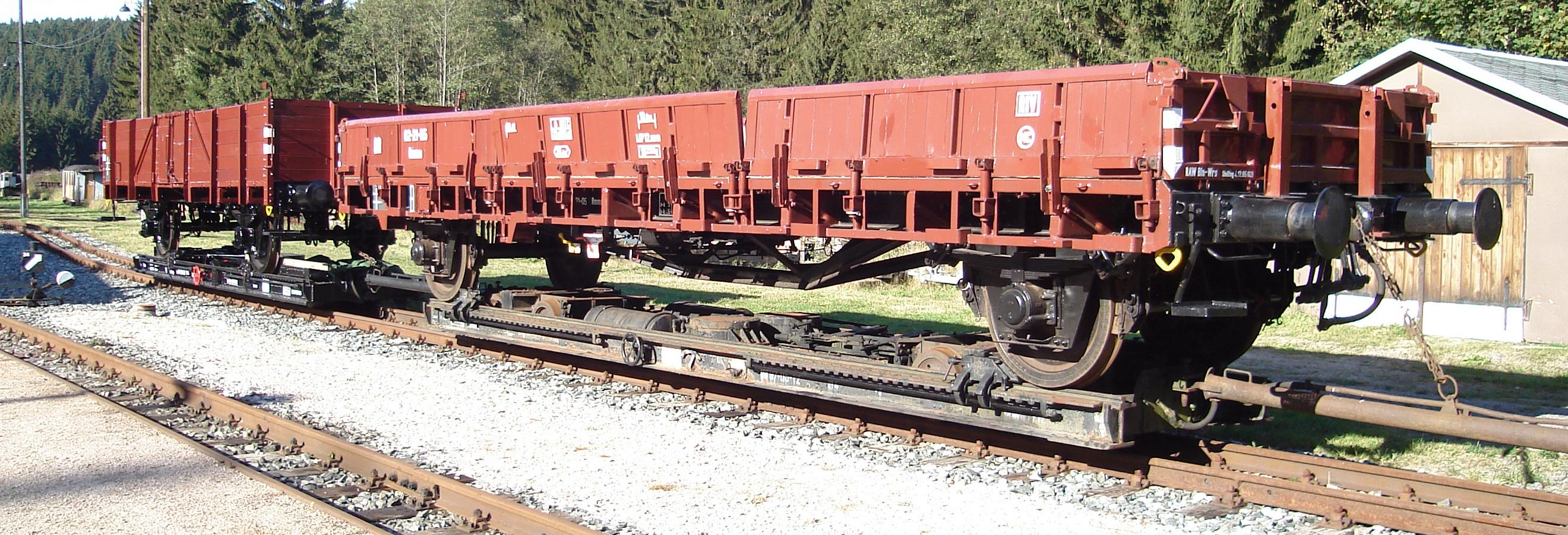
Vierachsige Rollwagen mit 8,00 m (links) und 9,00 m Fahrbühnenlänge in Schönheide Süd, beladen mit einem offenen Güterwagen und einem Flachwagen

Die zwei 1907 beschafften privaten Rollwagen hatten eine Tragfähigkeit von 25 Tonnen und 5,50 m lange Fahrbühnen. Der öffentliche Rollwagenverkehr wurde mit vierachsigen Fahrzeugen mit ebenfalls 5,50 m aufgenommen, vierachsige Rollwagen mit 8,00 m Fahrbühnenlänge kamen ab Beginn der 1930er Jahre auf die Strecke. In den 1960er Jahren wurden dann vierachsige Rollwagen mit 9,00 m Fahrbühnenlänge in Schönheide Süd stationiert.
Sechsachsige Fahrzeuge mit 7,80 m Fahrbühnenlänge kamen 1969 auf die Schmalspurbahn, diese entgleisten aber recht häufig. Als Konsequenz wurde die Höchstgeschwindigkeit auf 10 km/h beschränkt, auch wurden zahlreiche sechsachsige Rollfahrzeuge durch Entfernen der jeweils mittleren Achse jedes Drehgestells in vierachsige umgebaut.
Da der Achsstand der Normalspurgüterwagen immer größer wurde, konnten die Fahrzeuge mit 5,50 m Fahrbühnenlänge immer seltener eingesetzt werden. Zu Beginn der 1970er Jahre verschwanden diese Rollwagen daher ganz von der Strecke, zuvor waren damit zum Großteil nur noch vierachsige Normalspurgüterwagen auf zwei Rollwagen, verbunden mit einer kurzen Kuppelstange, befördert worden.
Dienstfahrzeuge

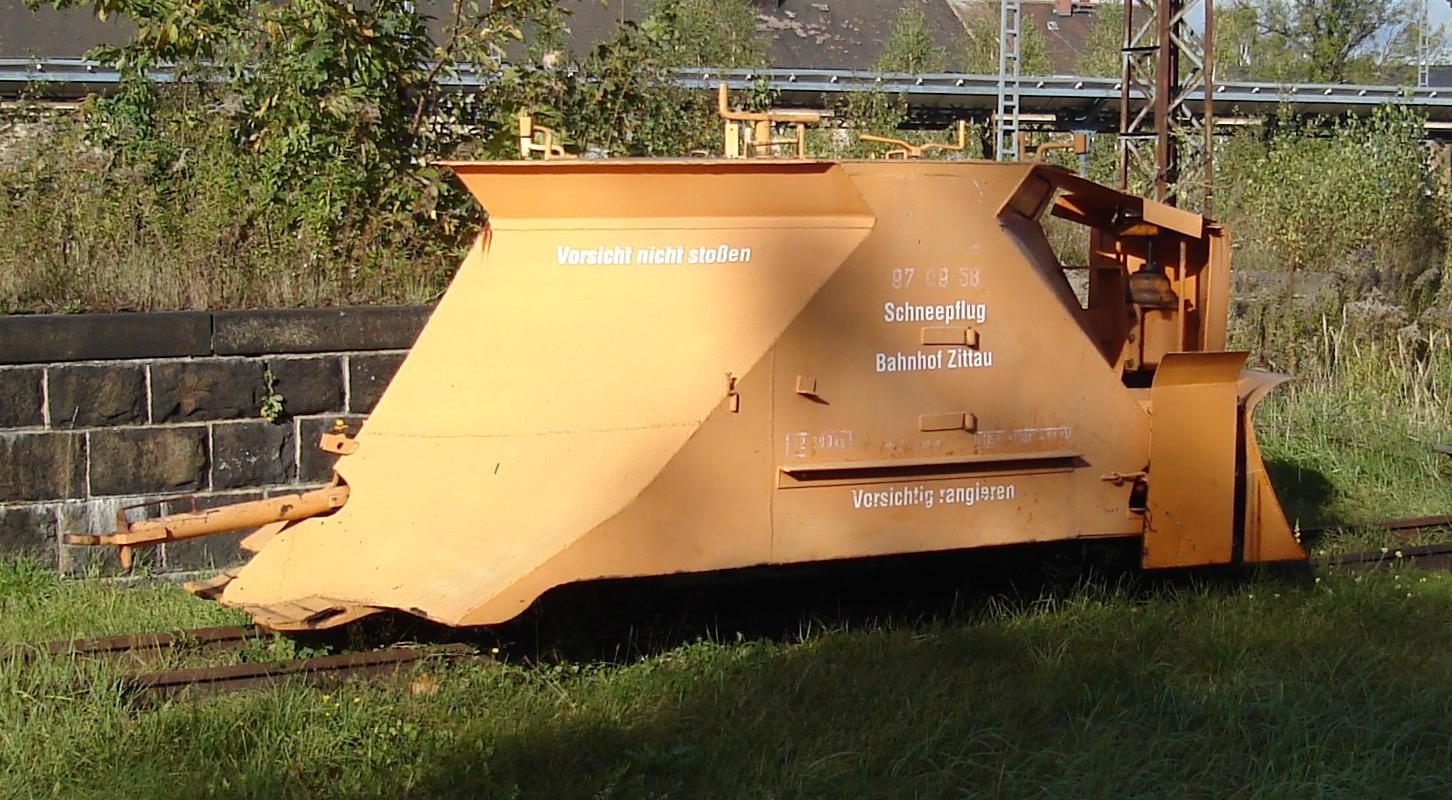
Schneepflug 97-09-58 in Zittau (2011)

Die Schmalspurbahn verfügte gleichzeitig über maximal fünf Bahndienstfahrzeuge. Zunächst waren vier Wagen in Kirchberg und ein Fahrzeug in Wilkau-Haßlau stationiert. Mit der Streckenstilllegung Wilkau-Haßlau–Kirchberg wurde der Bestand um zwei Fahrzeuge reduziert.
Im im Winter schneesicheren Westerzgebirge gelegen, benötigte die Bahn auch einen Schneepflug. Das am 17. Januar 1917 fertiggestellte Fahrzeug war bis 1955 in Kirchberg, danach in Schönheide Süd stationiert. Das Fahrzeug wurde 1978 auf die Schmalspurbahn Cranzahl–Kurort Oberwiesenthal umgesetzt, seit 1988 befindet es sich bei der Zittauer Schmalspurbahn im Einsatz.